# الغزوات البحرية الإسلامية على جزر المتوسط
غَزوُ البَحْرِ هو الاسم الذي تُطلقه المصادر العربيَّة والإسلاميَّة على الغزوات البحريَّة الإسلاميَّة على جُزُر المُتوسِِّط. بدأ المُسلمون تحت راية دولة الخِلافة الرَّاشدة وفي عهد الخليفة عُثمان بن عفَّان نشاطهم العسكري البحري أوَّل مرَّة في التاريخ، وكان الهدف من ذلك بدايةً القضاء على أوكار المُقاومة الروميَّة الأخيرة في ثُغُور وموانئ الشَّام التي استعصت عليهم، أو التي استرجعها الرُّوم بعد أن افتتحها المُسلمون أوَّل مرَّة، وكذلك الجُزر الواقعة قبالة السواحل الشَّاميَّة التي اعتصمت بها بقايا الرُّوم.
كان عُمر بن الخطَّاب، ثاني الخُلفاء الراشدين، قد نهى الوُلاة عن رُكُوب البحر، وذلك لِإدراكه أنَّ المُسلمين يحتاجون إلى الخبرة والتجربة في الميدان البحري حيثُ الإمبراطوريَّتان الروميَّة البيزنطيَّة والفارسيَّة الساسانيَّة تتفوَّقان عليهم في هذا المضمار، فاعتبر أنَّ الأوان لم يحن لِمُواجهة هاتين الدولتين في البحر. وعلى هذا الأساس كانت السيطرة الفعليَّة لِلبيزنطيين في البحر المُتوسِّط، وكان هدف عُمر بن الخطَّاب تحصين السواحل التي افتتحها بِالقلاع والأبراج المشحونة بِالحاميات المُرابطة فيها لِلدفاع عنها. وهذا ما جعله يُؤدِّب العلاء بن الحضرمي والي البحرين الذي ركب البحر دون إذنه في الخليج العربي ضدَّ الفُرس فعرَّض المُسلمين لِلهلاك سنة 17هـ المُوافقة لِسنة 638م، كما تعرَّض عرفجة بن هرثمة البارقي إلى اللَّوم عندما ركب البحر أيضًا دون إذنه وهو يُقاتل أهل الرِّدَّة في عُمان. وكذلك نهى مُعاوية بن أبي سُفيان عامله على الشَّام عن رُكُوب البحر. ولمَّا تُوفي عُمر وانتقل الأمر إلى عُثمان بن عفَّان، أذن لِمُعاوية بِرُكُوب البحر لِقتال الرُّوم، إذ كان البيزنطيُّون قد استرجعوا بعض السواحل في نهاية عهد عُمر، فأعاد مُعاوية بن أبي سُفيان فتحها في عهد عُثمان، كما استطاع فتح طرابُلس الشَّام أوَّل مرَّة. وكان هدف مُعاوية فتح الجُزُر المُواجهة لِسواحل الشَّام ومصر وتحويلها إلى قواعد لِمُواجهة بيزنطة في البحر المُتوسِّط، فاتجه نحو قبرص سنة 28هـ المُوافقة لِسنة 648م،(1) وكان ذلك أوَّل غزوٍ بحريٍّ لِلمُسلمين ضدَّ البيزنطيين، ودخل جيش الخلفاء الراشدين الجزيرة إذ دارت معركة مع أهلها انتصر فيها المُسلمون، فكان الأُسطُول الذي أعدَّهُ مُعاوية أوَّل أُسطُولٍ يُحقِّقُ فتحًا بحريًّا في تاريخ الإسلام.
قام مُعاوية بن أبي سُفيان بِمُعظم النشاط البحري الإسلامي حتَّى نهاية العصر الراشدي، فساد المُسلمون سواحل البحر المُتوسِّط من طرابُلس الشَّام إلى قرطاج، وأخذوا جُزُر أرواد وقبرص ورودس، وانتزعوا السيادة البحريَّة على الحوض الشرقي لِذلك البحر قبل نهاية العصر المذكور. وابتداءً من العصر الأُموي في سنة 40هـ المُوافقة لِسنة 661م، أخذت مياه البحر المُتوسِّط تتحوَّل إلى مياهٍ إسلاميِّة عن طريق سلسلةٍ من العمليَّات العسكريَّة البحريَّة وأوجه من النشاطين السياسي والتجاري، وبِفضل جُهُود الخُلفاء الأُمويين الذين وضعوا أساس القُوَّة الإسلاميَّة في البحر المُتوسِّط. فخلال العصر الأُموي أنشأ المُسلمون الأساطيل ودُور الصناعة لِبناء السُفُن التجاريَّة والعسكريَّة بِشتَّى أصنافها وأحجامها، وأصبحت تُونُس والإسكندريَّة ورشيد ودُمياط وصور وبيروت وعكَّا وطرابُلس الشَّام واللاذقيَّة قواعد بحريَّة لِلأساطيل الإسلاميَّة البحريَّة والتجاريَّة. وخِلال هذا العصر حمل المُسلمون ثلاث حملاتٍ على مدينة القُسطنطينيَّة في البرِّ والبحر، في مُحاولةٍ منهم لِلقضاء على الإمبراطوريَّة البيزنطيَّة، بعدما أحسُّوا أنَّهم وصلوا إلى درجةٍ من الخبرة بِالطريق إلى العاصمة الروميَّة، بعدما شنُّوا عدَّة حملاتٍ على قلب آسيا الصُغرى وصلوا في بعضها إلى مشارف القُسطنطينيَّة، لكنَّ كُل تلك الحملات فشلت في تحقيق هدفها الأسمى، وهو فتح المدينة، فعاشت الإمبراطوريَّة قُرابة تسعة قُرُونٍ أُخرى. ولمَّا سقطت الدولة الأُمويَّة وقامت الدولة العبَّاسيَّة على أنقاضها، قلَّت اهتمامات الخِلافة في بغداد بِالبحر المُتوسِّط، باستثناء فترة خلافة هٰرون الرشيد، الذي أقام قائدًا كبيرًا خاصًّا بِسواحل الشَّام ومصر هو حميد بن معيوف الهمداني سنة 190هـ المُوافقة لِسنة 806م، واهتمَّ بِشُؤون البحر ودور الصناعة والأساطيل، وقسَّم الأموال في الثُغُور والسواحل و«أشجى الروم وقمعهم». وبعد وفاة الرشيد تلاشى اهتمام الخِلافة بِشُؤون البحر المُتوسِّط، وانتقلت مسؤوليَّة الدفاع عن الشواطئ الإسلاميَّة إلى أهل هذه الشواطئ ووُلاتها، كما أصبح الحوض الأوسط من مسؤوليَّات الدُول المغربيَّة التي قامت في إفريقية والمغرب الأوسط، في حين أصبح النشاط الجهادي في الحوض الغربي من مسؤوليَّة الدولة الأُمويَّة في الأندلُس والمُسلمين في سواحل المغرب الأقصى. وخِلال هذه الفترة افتُتحت جميع جُزر البحر وأصبحت تحت راية الإسلام، كصقلية وقُرشقة (كورسيكا) وسردانية (سردينيا) وإقريطش (كريت) ومالطة والجزائر الشرقيَّة (البليار)، كما أغار المُسلمون على جنوب إيطاليا وسواحل بلاد الإفرنج وافتتحوا بعض الثُغُور وأقاموا بها فترةً قصيرة.
وفي العصر الفاطمي اهتمَّ الخُلفاء في القاهرة بِرعاية الأساطيل وُمواجهة البيزنطيين في سبيل الظُهُور بِمظهر حُماة الثُغُور الإسلاميَّة دون العبَّاسيين، الذين كانوا يُنازعونهم الخِلافة والإمامة العُظمى. ومع انقضاء عهد الحاكم بأمر الله أخذت الدولة الفاطميَّة تضعف وتتراجع قُوَّتها، وضعُفت معها القدرة العسكريَّة البحريَّة لِلمُسلمين، فخسروا رويدًا كُل جُزر الحوضين الشرقي والأوسط لِصالح البيزنطيين والنورمان والإفرنج الصليبيين، وانشغل المُسلمون في قتال الصليبيين ثُمَّ المغول في المشرق، وقتال الممالك المسيحيَّة الأيبيريَّة في الأندلُس، فلم يسعوا إلى استرداد جُزُر البحر. ولمَّا سقطت الأندلُس سقطت معها سيادة المُسلمين على الجزائر الشرقيَّة. وعلى الرُغم من أنَّ أساطيل المماليك شكَّلت قُوَّةً ضاربةٍ في البحر المُتوسِّط فيما بعد، وأغارت على عدَّة معاقل جُزُريَّة أُخذت من المُسلمين، إلَّا أنَّ السيادة البحريَّة لِلإسلام لم تظهر مُجددًا إلَّا في العصر العُثماني، وحينها تمكَّن المُسلمون من استرداد بعض الجُزر كقبرص وإقريطش ورودس.

## دوافع غزو البحر
حدث في أواخر أيَّام عُمر بن الخطَّاب وأوائل عهد عُثمان أن استعاد البيزنطيُّون بعض المُدن الساحليَّة التي افتتحها المُسلمون في الشَّام ومصر، وفي مُقدِّمتها مدينة الإسكندريَّة، فأدرك والي الشَّام مُعاوية بن أبي سُفيان أنَّهُ لا بُدَّ من إنشاء أُسطُول إسلامي لِلتصدِّي لِلخطر البيزنطي وفتح الجُزُر البحريَّة التي ينطلق منها العدوّ، واتخاذها قواعد انطلاقٍ لِغزو القُسطنطينيَّة نفسها، وهو الهدف الأسمى لِلمُسلمين. فعندما فتح المُسلمون الثُغُور البحريَّة، أضحت هذه عُرضةً لِهجمات البيزنطيين المُنطلقين من الجُزُر القريبة، ونظرًا لِأنَّ الصراع العسكري بين المُسلمين والبيزنطيين كان بِأحد وجهيه بحريًّا، أدرك مُعاوية أهميَّة بناء أُسطُول إسلامي بِهدف: غزو الجُزُر البحريَّة المُواجهة لِساحل الشَّام، والدفاع عن المناطق الداخليَّة المفتوحة، وضمان استمرار العلاقات التجاريَّة الخارجيَّة مع دُول حوض البحر المُتوسِّط، وبِخاصَّةً أنَّ هذا البحر كان لا يزال تحت قبضة البيزنطيين.
وكان عُثمان قد أمر مُعاوية بِتحصين السواحل وشحنها وإقطاع من يُنزله إيَّاها قطائع، ففعل. والمعروف أنَّ المُسلمين كانوا يخشون الإقامة في الثُغُور الساحليَّة المُعرَّضة دائمًا لِغارات البيزنطيين، لِذلك واجه مُعاوية صعابًا في إغراء المُسلمين على الرُغم من أنَّهُ وزَّع الأراضي عليهم، واضطرَّ أخيرًا إلى إسكانها بِخليطٍ غير مُسلم، كما أذن لِبعض الروم بِالإقامة فيها بعد أن استأمنهم. وكان يشحنها في كُلِّ سنةٍ بِفرقٍ من الجُند المُسلمين لِيُدافعوا عنها ضدَّ غارات البيزنطيين، وولَّى عليها عاملًا من قِبله. وكان من جُملة ما فعله مُعاوية أن اهتمَّ بِتعمير طرابُلس الشَّام بعد فرار سُكَّانها، فأرسل إليها جماعةً من يهود الأُردُن، وأسكنهم في حصنها، ولم يُسكنها غيرهم لِبضع سنوات. ويبدو أنَّهُ أدرك أنَّ اليهود قومٌ لا همَّ لهم إلَّا تأمين مصالحهم الخاصَّة، وأنَّ كثيرًا منهم خانوا البيزنطيين وعملوا عُيُونًا لِلمُسلمين مُقابل إعفائهم من الجزية، ومنحهم الأراضي، كما أنَّهم اشتهروا بِالأعمال التجاريَّة، التي كان مُعاوية يعمل على تنشيطها مع دُول وبُلدان البحر المُتوسِّط، لِذلك أسكنهم في مدينة طرابُلس، ثُمَّ استقدم الفُرس من الداخل وأنزلهم فيها أيضًا. لكنَّ استمرار الغارات البيزنطيَّة على السواحل جعل مُعاوية يعقد العزم أكثر فأكثر على ضرورة الانطلاق نحو جُزُر البحر وفتحها، وإقامة نظام ثابت لِحماية المناطق الحُدُوديَّة والشواطئ الإسلاميَّة من هجمات البيزنطيين وحُلفائهم الجراجمة. وأدرك المُسلمين أنَّ قُوَّة البيزنطيين تكمن في البحر، لِهذا هدف المُسلمون إلى مُنافستهم فيها، ومُحاولة ضرب قُوَّتهم البحريَّة في الصميم، واستخدام ذات الأسلحة التي يستخدمها أعداؤهم، لا سيَّما بعدما فشلت السياسة الإسلاميَّة الدفاعيَّة في الشَّام ومصر أمام الغارات البحريَّة البيزنطيَّة.

## فتح قبرص

### تنبُّؤ النبي مُحمَّد بِغزو قبرص

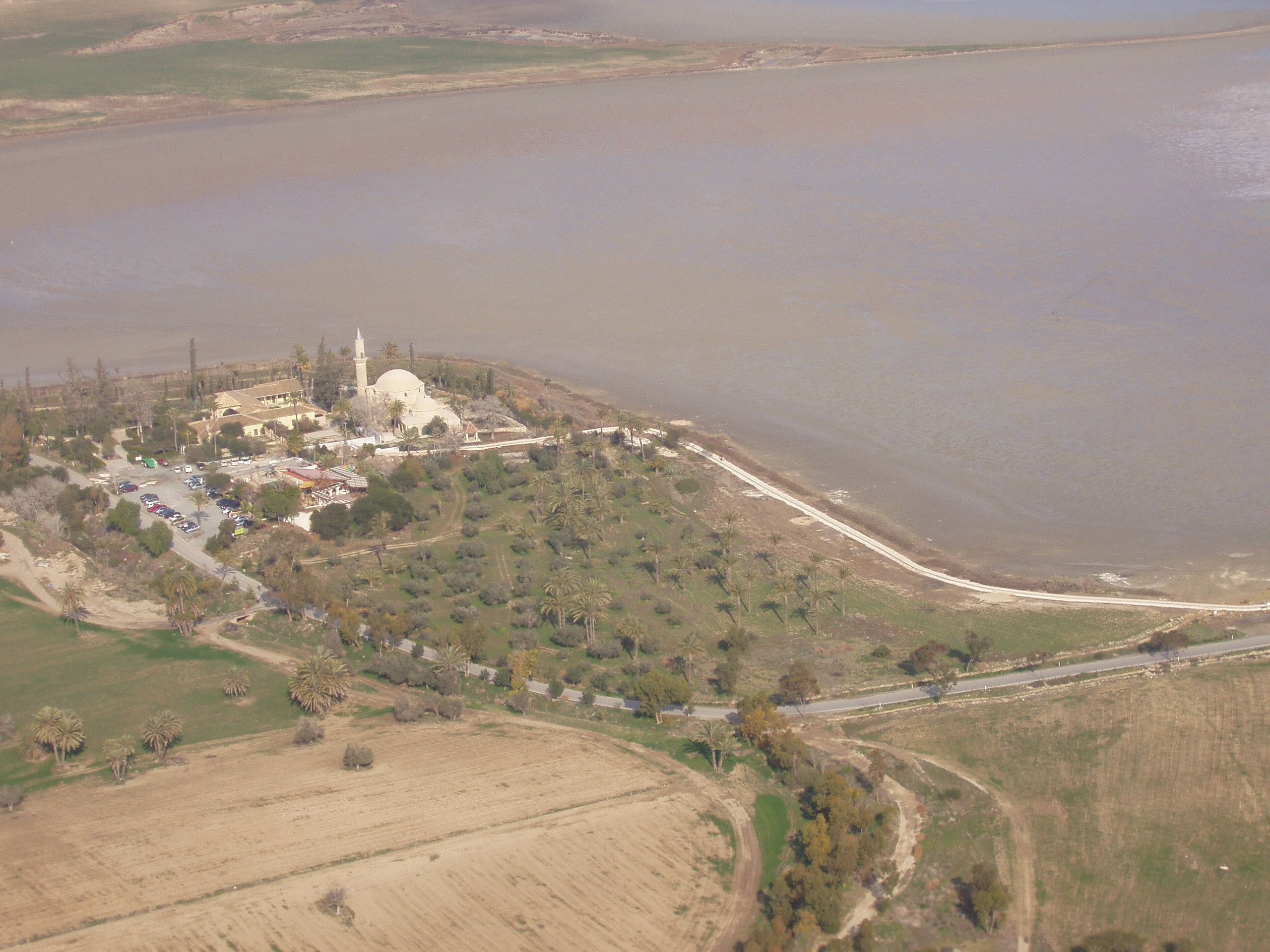
قبر أم حرام بنت ملحان على تُخُوم البُحيرة الملحيَّة في لارنقة بقبرص. يُعرَف بقبر المرأة الصالحة. بُني خِلال العصر العُثماني بِحسب شهادة بعض الرحَّالة الغربيين، وكان يُسمَّى «تكيَّة هالة سُلطان».

تنبأ النبي مُحمَّد بِغزو المُسلمين البحر وأنَّ أم حرام بنت ملحان ستكون في هذه الغزوة، فقد روى البُخاري ومُسلم في صحيحهما أنَّ أنس بن مالك قال:
| الغزوات البحرية الإسلامية على جزر المتوسط | كان رسولُ اللهِ ﷺ إذا ذهَب إلى قُباءَ، يَدخُلُ على أمِّ حَرامٍ بنتِ مِلحانَ فتُطعِمُه، وكانت تحتَ عُبادَةَ بنِ الصامِتِ، فدخَل يومًا فأطعمْتُه، فنام رسولُ اللهِ ﷺ، ثم استيقَظَ يضحَكُ، قالتْ : "فقلتُ: ما يُضحِكُكَ يا رسولَ اللهِ؟" فقال: "ناسٌ من أمتي عُرِضوا عليَّ غُزاةً في سبيلِ اللهِ، يركَبونَ ثَبَجَ هذا البحرِ، مُلوكًا على الأسِرَّةِ"، أو قال: "مِثلَ المُلوكِ على الأسِرَّةِ"، فقلتُ: "ادعُ اللهَ أن يجعَلني منهم"، فدعا، ثم وضَع رأسَه فنام، ثم استيقَظ يَضحَكُ، فقلتُ: "ما يُضحِكُكَ يا رسولَ اللهِ؟"، قال: "ناسٌ من أمتي عُرِضوا عليَّ غُزاةً في سبيلِ اللهِ، يركَبونَ ثَبَجَ هذا البحرِ، مُلوكًا على الأسِرَّةِ"، أو: "مِثلَ المُلوكِ على الأسِرَّةِ"، فقلتُ: "ادعُ اللهَ أن يجعَلني منهم"، قال: "أنتِ من الأوَّلينِ". فرَكِبَتِ البحرَ في زمانِ مُعاوِيَةَ، فصُرِعَتْ عن دابَّتِها حين خرجَتْ من البحرِ، فهلَكَتْ. | الغزوات البحرية الإسلامية على جزر المتوسط |

### مُحاولة مُعاوية إقناع عمر بِغزو قبرص
كان مُعاوية بن أبي سُفيان قد سأل عُمر بن الخطَّاب أن يأذن له بِغزو قبرص؛ معللًا ذلك بقرب الروم من حمص، وقال: «إِنَّ قَرْيَةً مِنْ قُرَى حِمْصَ لَيَسْمَعُ أَهْلُهَا نُبَاحَ كِلابِهِمْ وَصِيَاحَ دَجَاجِهِمْ»، ولكن كان عُمر يخشى على المُسلمين رُكُوب البحر، فكتب إلى عمرو بن العاص: «صِفْ لِي الْبَحْرَ وَرَاكِبَهُ، فَإِنَّ نَفْسِي تُنَازِعُنِي إِلَيْهِ»، فكتب إليه عمرو بن العاص: «إِنِّي رَأَيْتُ خَلْقًا كَبِيرًا يَرْكَبُهُ خَلْقٌ صَغِيرٌ، إِنْ رَكَنَ خَرَقَ الْقُلُوبَ، وَإِنْ تَحَرَّكَ أَزَاغَ الْعُقُولَ، يَزْدَادُ فِيهِ الْيَقِينُ قِلَّةً، وَالشَّكُّ كَثْرَةً، هُمْ فِيهِ كَدُودٍ عَلَى عُودٍ، إِنْ مَالَ غَرِقَ، وَإِنْ نجا برق»، فلما قرأ الكتاب عمر كتب إلى معاوية:
| الغزوات البحرية الإسلامية على جزر المتوسط | لا وَالَّذِي بَعَثَ مُحَمَّدًا ﷺ بِالْحَقِّ لا أَحْمِلُ فِيهِ مُسْلِمًا أَبَدًا. إِنَّا سَمِعْنَا أَنَّ بَحْرَ الشَّامِ يُشْرِفُ عَلَى أَطْوَلِ شَيْءٍ عَلَى الأَرْضِ، يَسْتَأْذِنُ اللَّهَ فِي كُلِّ يَوْمٍ وَلَيْلَةٍ فِي أَنْ يَفِيضَ عَلَى الأَرْضِ فَيُغْرِقَهَا، فَكَيْفَ أَحْمِلُ الْجُنُودَ فِي هَذَا الْبَحْرِ الْكَافِرِ الْمُسْتَصْعَبِ، وَتَاللَّهِ لَمُسْلِمٌ أَحَبُّ إِلَيَّ مِمَّا حَوَتِ الرُّومُ، فَإِيَّاكَ أَنْ تَعْرِضَ لِي، وَقَدْ تَقَدَّمْتُ إِلَيْكَ، وَقَدْ عَلِمْتَ مَا لَقِيَ الْعَلاءُ مِنِّي، وَلَمْ أَتَقَدَّمْ إِلَيْهِ فِي مِثْلِ ذَلِكَ. | الغزوات البحرية الإسلامية على جزر المتوسط |

### المعركة

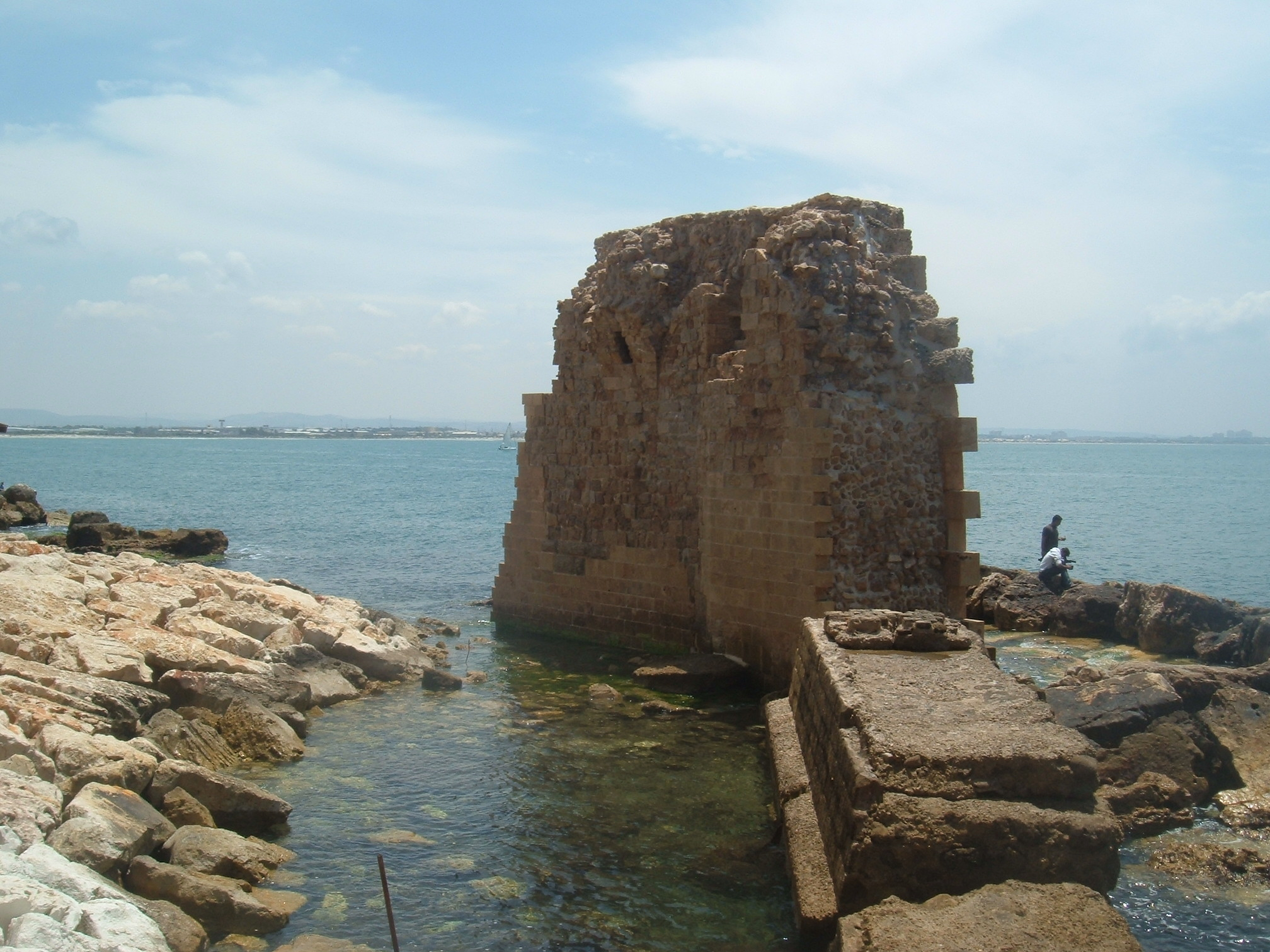
عكَّا كانت مكان انطلاق الأُسطُول البحري المُتجه لغزو قبرص سنة 28 هـ.

بعد وفاة عُمر بن الخطَّاب ألحَّ مُعاوية على عُثمان بن عفَّان، فأذن له، ولكن قال له ألَّا يُجبر أحد على رُكُوب البحر معه قائلًا: «لا تَنْتَخِبِ النَّاسَ، وَلا تَقْرَعْ بَيْنَهُمْ، خَيِّرْهُمْ، فَمَنِ اخْتَارَ الْغَزْوَ طَائِعًا فَاحْمِلْهُ وَأَعِنْهُ»، حيثُ كان عُثمان لا يزال مُتأثرًا بِرأي عُمر من حيث تخوُّفه من البحر، فلمَّا قرأ مُعاوية ذلك، كتب لِأهل السواحل يأمرهم بِإصلاح المراكب وتقريبها إلى ساحل حصن عكَّا، حيثُ رمَّمه لِيكون رُكُوب المُسلمين منه إلى قبرص، فجهَّز الأُسطول وأعدَّ الجيش، وكان في الجيش أبو ذر الغفاري وأبو الدرداء الأنصاري وشدَّاد بن أوس وعبادة بن الصامت وزوجته أم حرام بنت ملحان، واستعمل عُثمان على الجيش عبد الله بن قيس الحارثي.

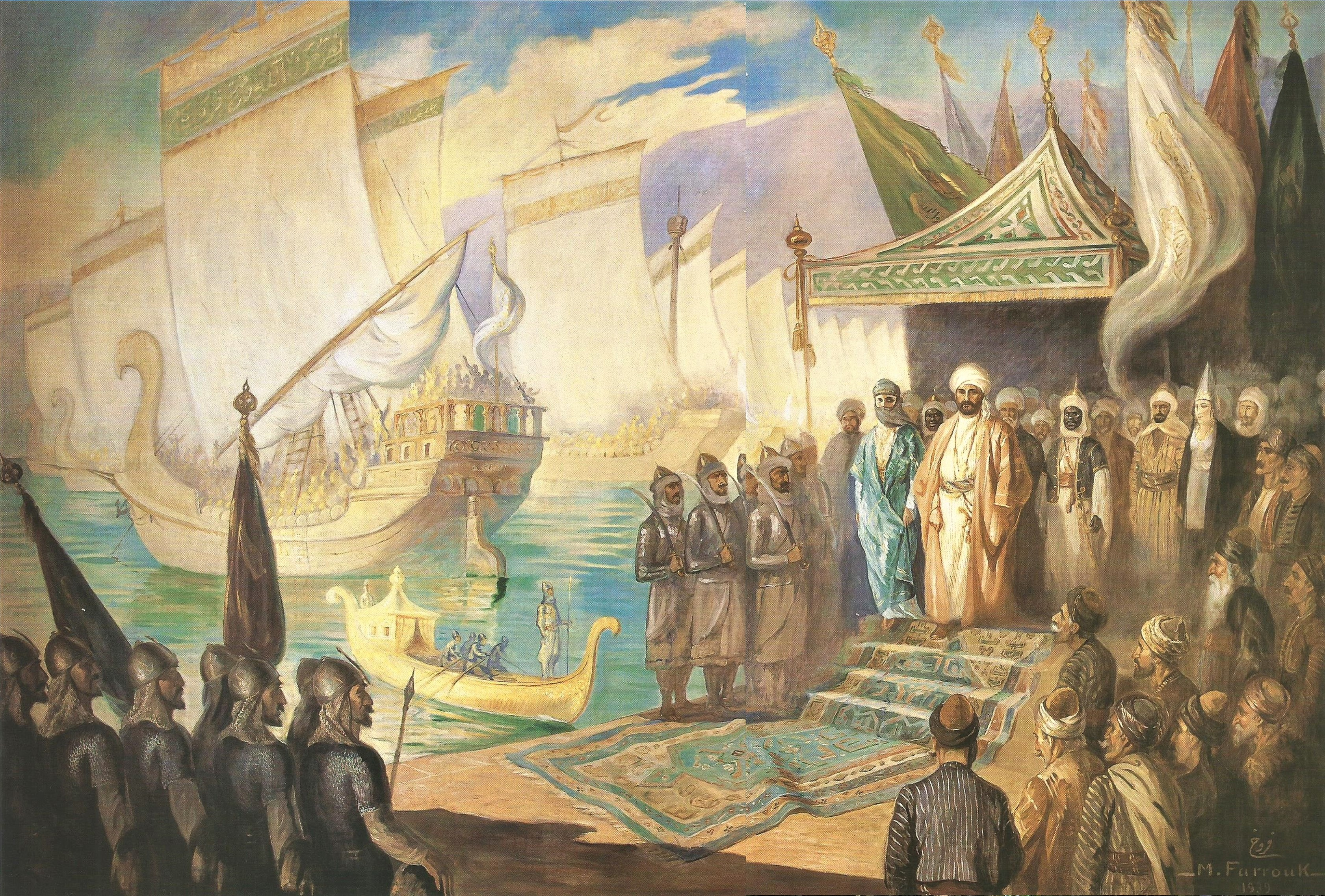
مُعاوية يركب البحر، بِريشة الرسَّام اللُبناني مُصطفى فرُّوخ.

سار المُسلمون من الشَّام وركبوا من ميناء عكَّا مُتوجهين إلى قبرص، ونزلوا إلى الساحل، تقدمت أم حرام لتركب دابتها، فنفرت الدابة وألقت أم حرام على الأرض فاندقت عنقها فماتت. ودُفنت هُناك، وعُرف قبرها بِقبر المرأة الصالحة، واجتمع مُعاوية بِأصحابه وكان فيهم أبو أيوب الأنصاري، وأبو الدرداء، وأبو ذر الغفاري، وعبادة بن الصامت، وواثلة بن الأسقع، وعبد الله بن بشر المازني، وشدَّاد بن أوس بن ثابت، والمقداد بن الأسود، وكعب الحبر بن ماتع، وجُبير بن نفير الحضرمي، وتشاوروا فيما بينهم وأرسلوا إلى أهل قبرص يخبرونهم أنهم لم يغزوهم للاستيلاء على جزيرتهم، ولكن أرادوا دعوتهم للإسلام ثم تأمين حُدود الدولة الإسلاميَّة بالشام؛ وذلك لأنَّ البيزنطيين كانوا يتخذون من قبرص محطَّة يستريحون فيها إذا غزوا ويتموَّنون منها إذا قل زادهم، فكانت بلدًا مُهمَّة لِإخضاعها تحت سيطرة المُسلمين، ولكن سُكَّان الجزيرة لم يستسلموا، بل تحصَّنوا في العاصمة ولم يخرجوا لِمُواجهة المُسلمين.

### نتائج المعركة
تقدَّم المُسلمون إلى عاصمة قبرص «قُسطنطينة» وحاصروها، ما هي إلا ساعات حتى طلب الناس الصلح، وأجابهم المُسلمون إلى الصلح، وقدَّموا لِلمُسلمين شُروطًا واشترط عليهم المسلمون شُرُوطًا، وأمَّا شرط أهل قبرص فكان في طلبهم ألَّا يشترط عليهم الُمسلمون شُروُطًا تُورِّطهم مع الروم؛ لأنهم لا قِبل لهم بهم، ولا قُدرة لهم على قِتالهم، وأمَّا شُرُوط المُسلمين:
1. ألَّا يُدافع المُسلمون عن الجزيرة إذا هاجم سُكَّانُها مُحاربون.
2. أن يدل سُكَّان الجزيرة المُسلمين على تحرُّكات عدوِّهم من الروم.
3. أن يدفع سُكَّان الجزيرة للمُسلمين سبعة آلاف ومائتيّ دينار في كُلِّ عام.
4. ألَّا يُساعدوا الروم إذا حاولوا غزو بلاد المُسلمين، ولا يُطلعوهم على أسرارهم.

### نقض الصلح
في سنة 32 هـ، وقع سكان قبرص تحت ضغط رومي أجبرهم على إمداد جيش الروم بِالسُفُن لِيغزوا بها بلاد المُسلمين، وبذلك يكون القبارصة قد أخلُّوا بِشُرُوط الصُلح، وعلم مُعاوية بِنقض أهل قبرص للصلح، فعزم على الاستيلاء على الجزيرة ووضعها تحت سُلطان المُسلمين، فاتفق مُعاوية مع عبد الله بن سعد بن أبي السرح - والي مصر حينئذٍ - أن يلقاه من الجانب الآخر من الجزيرة، فهجم عليها جيش مُعاوية من جهة وعبد الله بن سعد من الجانب الآخر، فقتلوا خلقًا كثيرًا، وسبوا سبيًا كثيرًا وغنموا الغنائم، فاستسلم حاكم قبرص وطلب الصلح، فأقرَّهم مُعاوية على صُلحهم الأوَّل، وخشى مُعاوية أن يتركهم هذه المرة بغير جيشٍ يُرابط في الجزيرة فيحميها من غارات الأعداء ويضبط الأمن فيها حتَّى لا تتمرَّد على المُسلمين، فبعث إليهم اثني عشر ألفًا من الجُنُود، ونقل إليهم جماعة من بعلبك، وبنى هُناك مدينة، وأقام فيها مسجدًا، وأجرى مُعاوية على الجُنُود أرزاقهم. وكان أهل قبرص ليس فيهم قُدرات عسكريَّة وحاميتهم ضعيفة، وهم مُستضعفون أمام من يغزوهم، قال إسماعيل بن عيَّاش: «أَهلُ قِبرِص أَذِلَّاء مَقهُورُون يَغلِبُهم الرُّومُ عَلَى أَنفُسِهِم وَنِسَائِهِم، فَقَد يَحِقُّ عَلَينَا أَن نَمنَعَهُم وَنَحمِيهُم». ولما جيء بِالأسرى جعل أبو الدرداء الأنصاري يبكي، فقال له جبير بن نفير: «أَتَبْكِي وَهَذَا يَوْمٌ أَعَزَّ اللَّهُ فِيهِ الْإِسْلَامَ وَأَهْلَهُ؟» فقال: «وَيْحَكَ إِنَّ هَذِهِ كَانَتْ أُمَّةً قَاهِرَةً لَهُمْ مُلْكٌ، فَلَمَّا ضَيَّعُوا أَمْرَ اللَّهِ صَيَّرَهُمْ إلى ما ترى، سلط الله عليهم السبي، وإذا سلط على قوم السبي فَلَيْسَ للَّه فِيهِمْ حَاجَةٌ، وَقَالَ مَا أَهْوَنَ الْعِبَادَ عَلَى اللَّهِ تَعَالَى إِذَا تَرَكُوا أَمْرَهُ؟!»
وأثناء تقسيم الغنائم، مر رجلان يسوقان حمارين، فقال لهما عبادة بن الصامت: «مَا هَذان الحِمَارَان؟» فقالا: «إِنَّ مُعَاوِيَةَ أَعطَانَاهُمَا مِنَ المَغنَمِ، وَإِنَّا نَرجُو أَن نَحِجَّ عَلَيهِمَا»، فقال لهما عبادة: «لَا يِحِلُّ لَكُمَا ذَلِكَ وَلَا لِمُعَاوِيَةَ أَن يُعطِيكُمَا»، فرد الرجلان الحمارين على مُعاوية، وسأل مُعاوية عبادة بن الصامت عن ذلك فقال عبادة: «شَهِدتُ رَسُولَ الله ﷺ في غزوة حنين وَالنَّاسُ يُكلِّمُونَهُ في الغَنَائِم فَأَخَذ وَبَرَةً مِن بَعِيرٍ وَقَالَ: "مَا لِي مِمَّا أَفَاءَ الله عَلَيكُم مِن هَذِه الغنائم إلَّا الخُمُس، وَالخُمسُ مَردُودٌ عَلَيكُم" فَاتَّقِ الله يَا مُعَاوِيَة وَاقسِم الغَنَائِمَ عَلَى وَجهِهَا وَلَا تُعطِ مَنهَا أَحدًا أَكثَرَ مِن حَقِّه»، فقال له مُعاوية: «قَد وَلَّيتُكَ قِسمَة الغَنَائِم لَيسَ أَحَدٌ بِالشَّامِ أَفضَلُ مِنكَ وَلَا أَعلَم، فَاقسِمهَا بَينَ أَهلِهَا وَاتَّقِ الله فِيهَا»، فقسَّمها عبادة بين أهلها وأعانه أبو الدرداء الأنصاري وأبو أمامة الباهلي.

## فتح أرواد

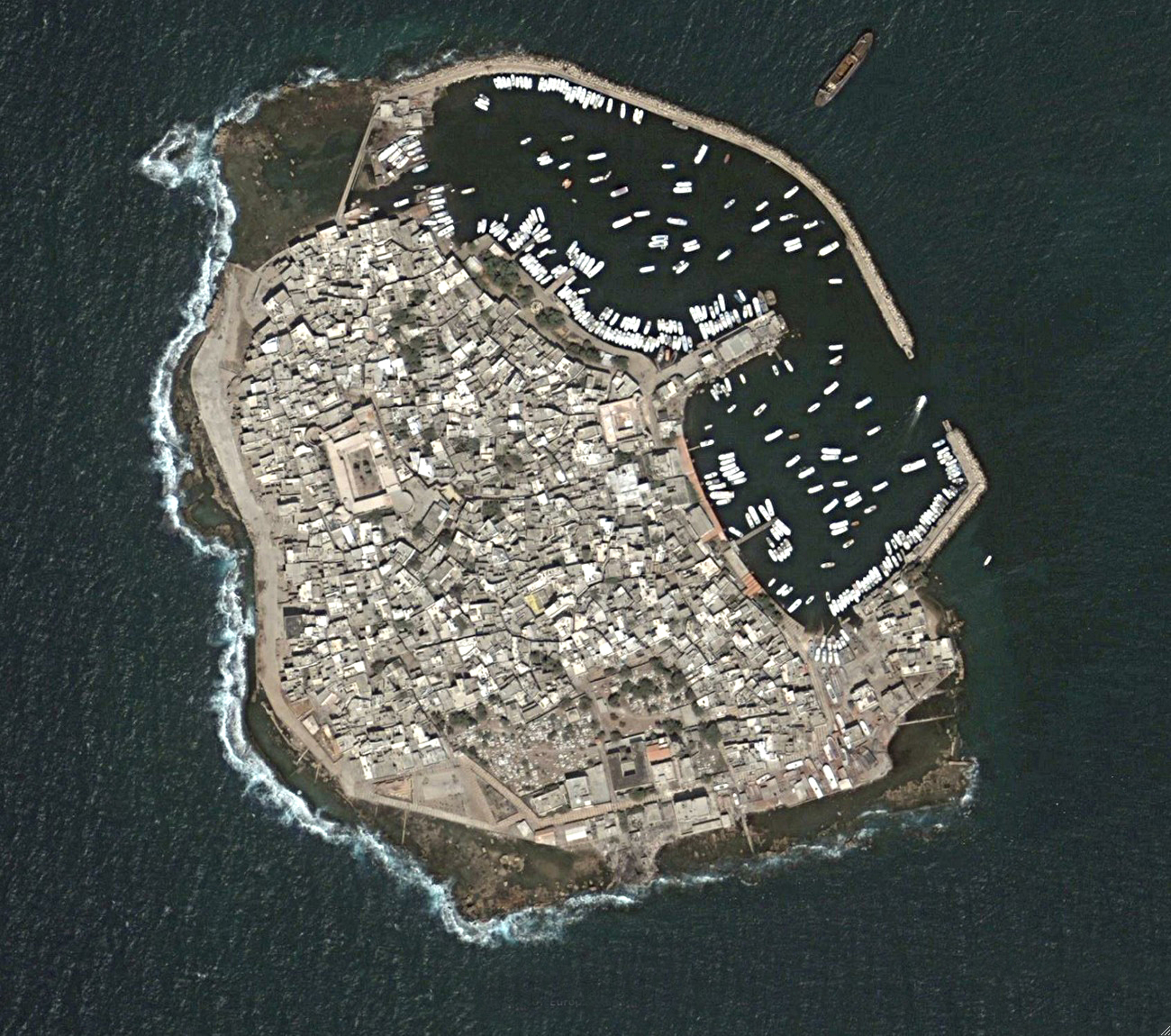
صُورة ساتليَّة لِجزيرة أرواد.

بعد قبرص، تتابعت الغارات الإسلاميَّة على الجُزُر التي تتحكَّم في المضائق البحريَّة. وبدأ المُسلمون بِجزيرة أرواد قُرب ساحل الشَّام بين طرابُلس وجبلة، أمام مدينة طرطوس، وقد هاجمتها الحملة الأولى العائدة من قبرص، وفي رواية أحمد بن أعثم الكوفيّ أنَّ المُسلمين أسروا من الرُّوم رجلًا في بعض السواحل، ولمَّا سألوه عن المكان الذي أتى منه، قال أنَّهُ من أرواد، فأتوا به إلى مُعاوية، فجعل مُعاوية يسأله عن أرواد ويستخبره عن موضعها من البحر، فأخبره الرومي عن حالها وحال أهلها، فدعا مُعاوية بِرجُلٍ من أبطال أهل الشَّام يُقال له جُنادة بن أبي أُميَّة الأزدي، فضم إليه أربعة آلاف رجل وأمره أن يغزو أرواد. فخرج جُنادة حتَّى وصل إلى ساحل الشَّام، ثُمَّ حمل أصحابه في المراكب وهي عُشرون مركبًا، ومعهم ذلك الرجل الرُّومي يدلُّهم على الجزيرة، شرط أن يرُدُّوا عليه أهله وماله وولده ما أن يفتتحوها. فسارت المراكب حتَّى إذا قاربت الجزيرة أمرهم الدليل بأن يرسوا في البحر على وجه الماء، ففعلوا ذلك حتَّى إذا أظلم الليل أمرهم بالمسير، فساروا حتَّى وصلوا الجزيرة وأهلها غافلون، فأرسى المُسلمون بِمراكبهم على ساحل الجزيرة، ثُمَّ نزلوا إليها بِالسلاح، فتنبه لهم الروم حينها وفتحوا باب حصنهم وخرجوا إليهم لِلقتال، فتحارب الطرفان وقُتل من مُقاتلة البيزنطيين جمعًا، وهرب الباقون واحتموا في البُيُوت، فأقرَّهم جُنادة بن أبي أمية في حصنهم ذلك على صُلحِ بِمال أخذه منهم وجعل عليهم الجزية، وأخذ من غنائمهم ما أخذ، ثُمَّ قفل وعاد إلى ساحل الشَّام، وأتى بِالغنائم إلى مُعاوية، فأخرج منها مُعاوية الخُمس فوجَّه به إلى الخليفة عُثمان في المدينة المُنوَّرة، وما بقي من ذلك قسَّمهُ في المُسلمين.

## وقعة ذات الصواري

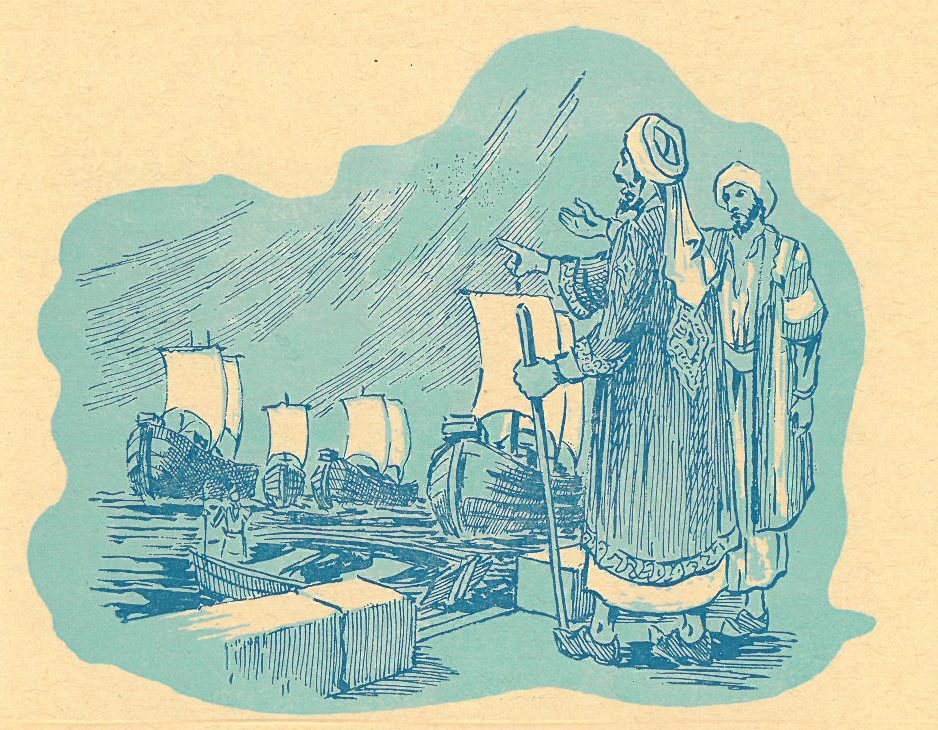
رسمٌ يُصوِّرُ إنزال سُفُن المُسلمين في البحر تمهيدًا لِتوجيهها إلى ساحل ليقية لِغزو الروم.

نتيجةً لِانتصارات المُسلمين في البحر المُتوسِّط وسيطرتهم على القسم الأكبر من ثُغُور الحوض الشرقي لِهذا البحر، خشي الإمبراطور البيزنطي قنسطنس (قُسطنطين الثاني) من تعاظم القُوَّة البحريَّة الإسلاميَّة، والتي سوف تُشكِّلُ خطرًا مُباشرًا على الوُجُود البيزنطي في الحوض سالف الذِكر، بِالإضافة إلى تهديد القُسطنطينيَّة، كما ترامت إلى مسامعه أخبار الاستعدادات الضخمة، البريَّة والبحريَّة، التي يقوم بها مُعاوية لِغزو القُسطنطينيَّة، وتأكَّدت مخاوفه عندما أغارت بعض السُفن البيزنطيَّة على الإسكندريَّة وردَّتها سُفن المُسلمين بِقيادة والي مصر عبد الله بن سعد بن أبي السرح، الذي تبيَّن أنَّهُ أسَّس قُوَّة بحريَّة ضاربة تتكوَّن من عدَّة سُفن وجعل مركزها ميناء الإسكندريَّة. لِذلك، كان لا بُدَّ من مُواجهة الموقف بِتحطيم هذه القُوَّة الإسلاميَّة النامية في مهدها. وعندما علم الخليفة عُثمان بِنوايا البيزنطيين المُعادية، أمر مُعاوية بِإعداد أُسطُول ضخمٍ من السُفن، وبِحشد الجُنُود والعتاد إلى جانب حشدٍ بريٍّ ضخم، تمهيدًا لِتسيير حملةٍ بريَّة - بحريَّة، لِمُهاجمتهم. وتُشيرُ روايات المصادر إلى أنَّ مُعاوية خرج من دمشق مع أهل الشَّام في سنة 34هـ المُوافقة لِسنة 654م على رأس الحملة البريَّة، وأبحرت في الوقت نفسه السُفن من ميناء طرابُلس الشَّام بِقيادة بسر بن أبي أرطأة وانضمَّت إلى الأُسطُول القادم من مصر بِقيادة عبد الله بن سعد بن أبي السرح. واجتمع الأُسطُولان بِساحل مدينة عكَّا، وانطلقا بِاتجاه الشمال. وبلغ تعداد الأُسطُول الإسلامي مائتيّ سفينةٍ ونيف. وصل مُعاوية بِقُوَّاته إلى قيصريَّة في قباذوقية بِآسيا الصُغرى، في حين كانت السُفن الإسلاميَّة تقترب من مياه الإمبراطوريَّة البيزنطيَّة، عند الساحل الجنوبي لِآسيا الصُغرى. ومن جهته خرج الإمبراطور البيزنطي من عاصمته على رأس أُسطُوله الذي تراوح عدد سُفُنه بين خمسُمائة وألف، بِحيث «لم يجتمع لِلرُّوم مثله قط مُنذُ أن كان الإسلام».

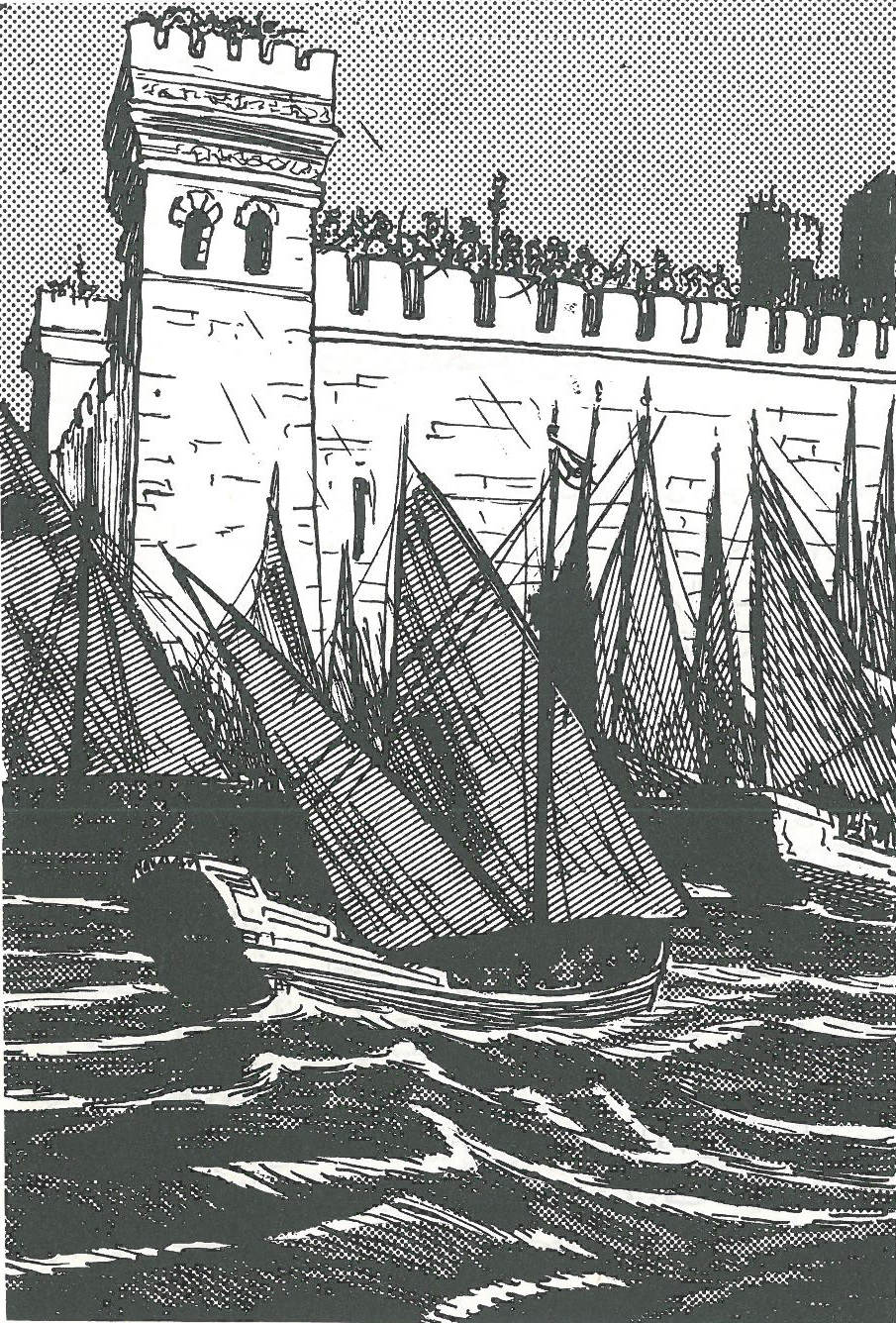
اشتباك المُسلمين والبيزنطيين في وقعة ذات الصواري.

والتقى الأُسطُولان قُرب شاطئ ليقية عند ميناء فينيقية في شهر مُحرَّم سنة 34هـ المُوافق فيه شهر تمُّوز (يوليو) سنة 654م. وخشي المُسلمون من أن تكون الغلبة لِعدُّوِّهم، إذ هالهم الأُسطُول البيزنطي، ولم يكن قد سبق لهم أن خاضوا معركةً بحريَّة ضدَّ أُسطُولٍ ضخمٍ كهذا. وقد عبَّر أحد المُقاتلين المُسلمين، وهو مالك بن أوس بن الحدثان النصري، عندما شاهد ضخامة الأُسطُول البيزنطي بِقوله: «فَالتَقَينَا فِي البَحْرِ فَنَظَرنَا إِلَى مَرَاكِبَ مَا رَأَينَا مِثلُهَا قَط». أجرى المُسلمون اتصالًا مع البيزنطيين قبل بدء القتال وعرضوا عليهم أن يكون القتال على الساحل، وإن شاؤوا فالبحر، ففضَّلوا القتال في الماء لِثقتهم بِقُدرتهم القتاليَّة في البحر من جهة، ونظرتهم إلى المُسلمين على أنَّهم بدو يُجيدون رُكُوب الجِمال والقتال في البر، من جهةٍ أُخرى. ونفَّذ الإمبراطور البيزنطي الذي قاد المعركة بِنفسه خطَّةً ذكيَّةً، لِإنهاك المُسلمين بِأن دفعهم لِرمي البيزنطيين بِالسِّهام والقسيّ حتَّى نفذت ذخيرتهم، ولم يُحاول الاقتراب بِسُفنه من السُفن الإسلاميَّة، فاضطرَّ المُسلمون عند ذلك بِقذفهم بِالرِّماح والحجارة. عند هذه المرحلة من أحداث المعركة اطمأنَّ الإمبراطور البيزنطي على سلامة وضعه العسكري، وظنَّ أنَّ الانتصار بات من نصيبه، وأنَّ البيزنطيين لن يحتاجوا إلَّا إلى هجمةٍ واحدةٍ حتَّى يُحطِّمُوا الأُسطُول الإسلامي، وردَّد قوله: «غَلَبَت الرُّوم». لكنَّ المُسلمين غيَّروا خطَّة القتال عندما نفذت ذخيرتهم، فربطوا سُفُنهم إلى بعضها واصطفُّوا على ظُهُورها مُتسلِّحين بِالسُّيُوف والخناجر، وقذفوا السُّفن البيزنطيَّة بِالخطاطيف والكلاليب وجذبوها إليهم، وبِذلك تحوَّلت ظُهُور السُفُن إلى ميدان قتال، فحوَّلوا بِذلك المعركة البحريَّة إلى معركةٍ أقرب ما تكون إلى المعارك البريَّة. وأمام هذا التغيير السريع والمُفاجئ في سير المعركة، ارتبكت القيادة البيزنطيَّة، وفقدت السيطرة على عوامل الانتصار، بل أيقن الإمبراطور حينئذٍ بِأنَّ الهزيمة ستحلُّ بِقُوَّاته من واقع أنَّ المُسلمين أكثر ثباتًا في قتالٍ من هذا النوع. استغلَّ المُسلمون تضعضع القُوَّة الميدانيَّة لِلبحريَّة البيزنطيَّة، والفوضى التي بدت في صُفُوف البيزنطيين حيثُ كانوا يُقاتلون على غير صُفُوف، فوثبوا إلى السُفن البيزنطيَّة وقاتلوا الروم قتالًا شديدًا، وانتصروا عليهم. وأُصيب الإمبراطور بِجراحٍ وفرَّ من مكان المعركة بِصُعُوبة. وعُرفت هذه المعركة بِـ«ذات الصواري»، ويُعتقد أنَّ سبب هذه التسمية يعود إلى كثرة عدد صواري السُفُن التي اشتركت في المعركة، على الرُغم ممَّا يُستدل من رواية الإمام الطبري بِأنَّ ذات الصواري اسمٌ لِلمكان الذي جرت فيه المعركة.
كانت هذه المعركة إحدى المعارك الحاسمة في التاريخ القروسطي، لِأنَّها حوَّلت العلاقات الإسلاميَّة البيزنطيَّة نحو اتجاهٍ جديدٍ في الحوض الشرقي لِلبحر المُتوسِّط، إذ إنَّها عُدَّت المدخل الذي أطلَّ منهُ المُسلمون على العالم كقُوَّةٍ بحريَّةٍ مُنافسةٍ في المنطقة. وكان من نتيجتها أن تخلَّى الإمبراطور البيزنطي قنسطنس، ومن جاء بعده من الأباطرة، عن فكرة طرد المُسلمين من الأراضي التي فتحوها في شرقيّ البحر المُتوسِّط، والاكتفاء بِتأمين الدفاع عن الأراضي البيزنطيَّة في الجبهة الجنوبيَّة من آسيا الصُغرى، وضاعت من أيدي الروم آخر فُرصة لِاستعادة مواقعهم في الشَّام ومصر، حيثُ كان اعتمادهم على التفوُّق البحري.

## فتح رودس
لم يُؤدِّ انحسار الإمبراطوريَّة البيزنطيَّة وانكفائها إلى ما وراء حُدُودها في آسيا الصُغرى، وهزيمتها في معركة ذات الصواري، إلى دفع الروم لِلتخلِّي نهائيًّا عن بلاد الشَّام ذات الأهميَّة الاستراتيجيَّة والاقتصاديَّة، لِاستمرار وُجود دولتهم كقُوَّة عُظمى في المنطقة. ولم يفُت على مُعاوية هدف البيزنطيين، كما لم يتجاهل الفراغ العسكري الذي أحدثوه في المنطقة، فوضع نصب عينيه هدفين: إقامة مراكز دفاعيَّة في مناطق الحُدُود وحاميات عسكريَّة دائمة في المعاقل الأماميَّة والممرَّات الجبليَّة على تُخُوم الإمبراطوريَّة البيزنطيَّة، والاستيلاء على القُسطنطينيَّة عاصمة تلك الإمبراطوريَّة. ولمَّا قامت الدولة الأُمويَّة وآلت الخِلافة إلى مُعاوية، أرسل في سنة 49هـ المُوافقة لِسنة 669م حملةً عسكريَّةً بريَّةً ضخمة لِحصار القُسطنطينيَّة بِقيادة فضالة بن عُبيد الأنصاري الذي توغَّل في عُمق الأراضي البيزنطيَّة حتى وصل إلى خلقدونية القريبة من العاصمة. وقد أمضى فضالة شتاء ذلك العام في أملاك الإمبراطوريَّة وكان مُعاوية يمُدُّه بِالإمدادات والمُؤن. وقد قامت إحدى هذه الإمدادات، بِقيادة سُفيان بن عوف الغامدي، بِتنفيذ الحصار على العاصمة البيزنطيَّة. ونظرًا لِجسامة المُهمَّة، وأهميَّة الحملة، أردف مُعاوية القُوَّات الإسلاميَّة بِابنه يزيد على رأس قُوَّةٍ إضافيَّة. واصطدم الفريقان الإسلامي والبيزنطي في معارك التحاميَّة تحت أسوار القُسطنطينيَّة، إلَّا أنَّ المُسلمين لم يُحرزوا انتصاراتٍ حاسمة، وبِالتالي لم يتمكنوا من فتحها، فاضطرُّوا إلى فكِّ الحصار والعودة إلى الشَّام. وتُوفي في هذه الغزوة الصحابي أبو أيُّوب الأنصاري الذي رافق جيش يزيد، ودُفن عند أسوار القُسطنطينيَّة. لم يُثنِ فشل الحملة، مُعاوية عن المضيِّ قُدمًا في مُحاولاته لِفتح القُسطنطينيَّة، وأدرك، في الوقت نفسه، أهميَّة السيطرة على الجُزُر القريبة منها كعامل مُساعدة، واتخاذها قاعدة وُثُوبٍ نحو العاصمة الروميَّة، ولِتكون هذه الجُزُر محطَّات تموينِ لِلأُسطُول الإسلامي أثناء إبحاره شمالًا.
بناءً على هذا، أرسل مُعاوية في رمضان سنة 53هـ أُسطُولًا بِقيادة جنادة بن أبي أُميَّة الزهراني لِفتح جزيرة رودس جنوب ساحل ليقية، فهبط في الجزيرة وقاتل من بها من الروم وانتصر عليهم، ثُمَّ أرسل إلى مُعاوية يُعلمه بانتصار المُسلمين. فأسرع مُعاوية وأنزل بها أُسرًا مُسلمة، وأمر بِبناء حصنٍ فيها، وبعث إليها جماعةً من المُسلمين يتولُّون الدفاع عنها، وجعلها رباطًا يدفعون منه عن الشَّام، ورتَّب لهم الأرزاق والعطاءات الجزيلة، كما أرسل الفُقهاء والعُلماء لِتعليم أهل الجزيرة الأصليين الإسلام، حيثُ آثر أن يُحيط المُسلمين في رودس بِالجوِّ الإسلاميِّ الدينيّ ويُعلي راية الإسلام بين أهاليها. وتنص بعض المصادر أنَّ المُسلمين لمَّا افتتحوا رودس، وجدوا بها بقايا مُحطَّمة من تمثالها العملاق الشهير، فحملوها إلى الشَّام.

## الحملات البحريَّة على القُسطنطينيَّة

### حصار القُسطنطينيَّة الثاني

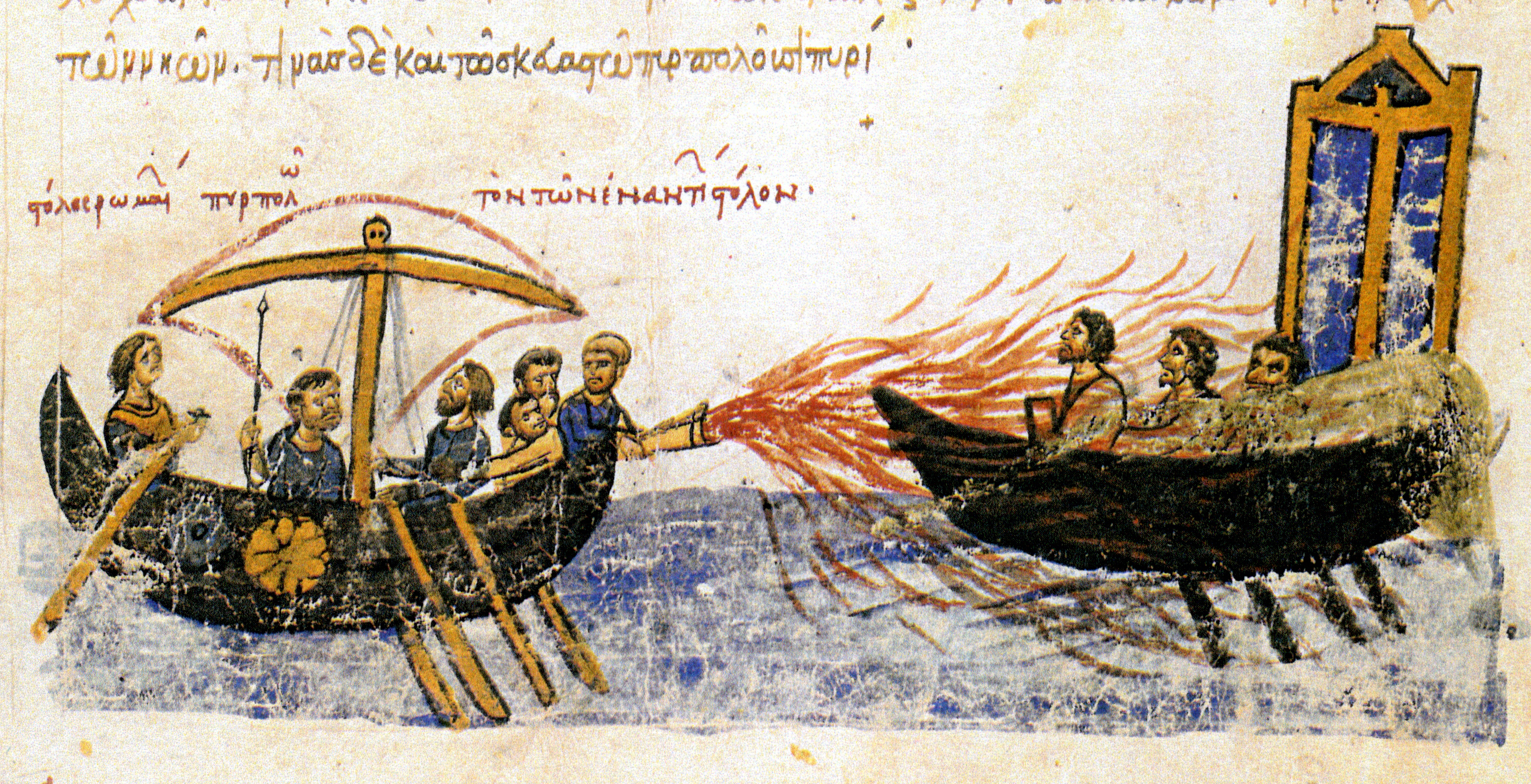
مُنمنمة روميَّة تُصوِّرُ سفينة تنفُثُ النار الإغريقيَّة. جعل هذا السلاح الكفَّة تميل لِصالح البيزنطيين خِلال الحصار الإسلامي الثاني لِلقُسطنطينيَّة، وكان من أهم أسباب إفشاله والحيلولة دون سُقُوط المدينة بِيد المُسلمين.

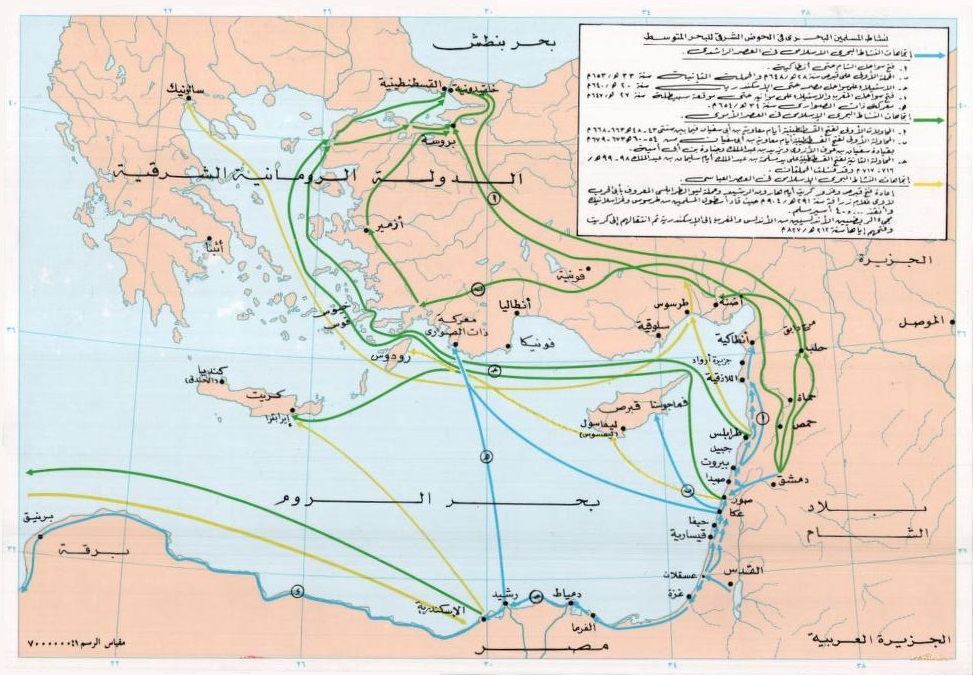
خريطة توضح النشاط البحري الجهادي لِلمُسلمين في الحوض الشرقي لِلمُتوسِّط بما فيه حصارهم الأوَّل والثاني لِلقُسطنطينيَّة، وفُتُوحات الجُزر الأصغر.

بعد تمام فتح رودس، سار أُسطُولٌ إسلاميٌّ آخر وفتح جزيرة خيوس، وسيطر على سميرنة وليقية وقيليقية، فأحكم المُسلمون الطوق البحري على العاصمة البيزنطيَّة. وفي سنة 54هـ المُوافقة لِسنة 674م، بدأ الحصار الثاني لِلقُسطنطينيَّة، واستدعى الأمر تعزيز القُوَّة البحريَّة، فانضمَّ إلى الأُسطُول المُرابط في مياه القُسطنطينيَّة أُسطولٌ إسلاميٌّ بِقيادة جنادة بن أبي أُميَّة واتخذ من جزيرة أرواد قاعدةً بحريَّةً أماميَّةً لِلانطلاق نحو العاصمة الروميَّة ولِإمداد الجيش المُحاصر لِلعاصمة المذكورة بِالسلاح والرجال ولِقطع الطريق على سُفُن الروم. وأحكم المُسلمون الحصار البريَّ والبحريَّ طوال عامٍ اشتبكت خلالهُ سُفُن الروم مع سفن الأُسطُول الإسلاميّ. جرت أحداث هذا الحصار الثاني لِعاصمة الروم على وفق خطَّةً كان لِلأُسطُول البحريّ فيها الدور الرئيسيّ، إذ نقلت سُفُن الأُسطول الإسلاميّ الجُند إلى البرِّ لِمُحاصرة أسوار القُسطنطينيَّة الخارجيَّة، في حين أكمل الأُسطُول حلقة الحصار. واستمر الحصار البرَّي البحري لِلقُسطنطينيَّة أشهُرًا تخلَّلتهُ المُناوشات بين الأُسطُولين، وظلَّت المعارك بين الفريقين سجالًا دون أن يستطيع أحدهم التغلُّب على الآخر. والواقع أنَّ المُسلمين أخطأوا تقدير منعة القُسطنطينيَّة، ومنعة وسائل الدفاعة الروميَّة، وما أثاره الخطر الداهم في أنفس البيزنطيين من الشجاعة والاستبسال في الدفاع عن حاضرتهم وآخر معاقلهم، والذود عن دينهم ومدينتهم، وهالهم جَلَد الأعداء وصبرهم، وراعهم بِالأخص فتك النار الإغريقيَّة بِسُفُنهم وصُفُوفهم وعتادهم، وكان الروم قد وقفوا على سرِّها قبل ذلك بِقليلٍ، فكانت لديهم أنجح وسائل الدفاع. ولمَّا لحق الإعياء صُفُوف المُسلمين من تلك الهجمات العقيمة، تحوَّلوا إلى الإغارة على ضفاف بحر مرمرة، ثُمَّ ما لبث أن حلَّ فصل الشتاء، فاضطرُّوا إلى فكِّ الحصار عن المدينة وانتظار حُلُول الربيع لِكي يستأنفوا عمليَّاتهم الحربيَّة.
في مطلع الربيع عادت سُفُن الأُسطُول الإسلاميّ تحملُ الجُند إلى أسوار القُسطنطينيَّة، في حين تابع الأُسطُول حصار المدينة بحرًا كما حدث في العام الذي سبقه، وقد أنزل الأُسطُول الإسلاميّ بِالجُند المُدافعين عن القُسطنطينيَّة خسائر فادحة ولكنَّهُ فشل في اقتحام الأسوار البحريَّة، وبِحُلُول الشتاء مرَّة أُخرى اضطرَّ الأُسطُول لِنقل الجُند ثانيةً إلى جزيرة أرواد. واستمرَّ المُسلمون كذلك يُعاودون حصار القُسطنطينيَّة كُلَّ ربيعٍ أو صيف، ويرتدُّون عنها كُلَّ شتاء ستة أو سبعة أعوام مُتوالية قبل أن يُؤمنوا بِفشل مُحاولتهم، أو يُفكروا في العُدُول عن مشروعهم الضخم. ولكنَّ الجُهُود المُتوالية أضنت قواهم واستنفذت جَلَدهم، وفقدوا كثيرًا من رجالهم وسُفُنهم ومُؤنهم ودوابهم، وعصف الفشل المُستمر بِحماستهم، وسرى المرض والاختلال إلى صُفُوفهم، فقرَّروا الانسحاب العام في النهاية. وكان مُعاوية قد وجد نفسه بِحاجةٍ إلى هدنةٍ طويلةٍ مع البيزنطيين، بعد أن أدرك أنَّ مُدَّة الحصار قد طالت دون أن يتحقَّق الهدف، ورأى، بعد أن أحسَّ بِدُنُوِّ أجله، أنَّ من مصلحة المُسلمين أن يعود هذا الجيش الضخم المُرابط حول العاصمة البيزنطيَّة إلى دمشق تحسُّبًا لِأيَّة مشاكل قد تُواجه الدولة الأُمويَّة بعد وفاته. ومن جهتها، كانت الإمبراطوريَّة البيزنطيَّة توَّاقة إلى إنهاء هذا الحصار عن عاصمتها بعد أن أرهقها وأنهك قُوَّاتها، فتفاوضت مع مُعاوية واتُّفق على أن يدفع الأخير جزية سنويَّة لِلبيزنطيين مقدارها ثلاثة آلاف قطعة ذهبيَّة، بِالإضافة إلى خمسين أسيرًا، وخمسين حصانًا، وأن تستمر الهدنة ثلاثين سنة.

### حملة مسلمة بن عبد الملك

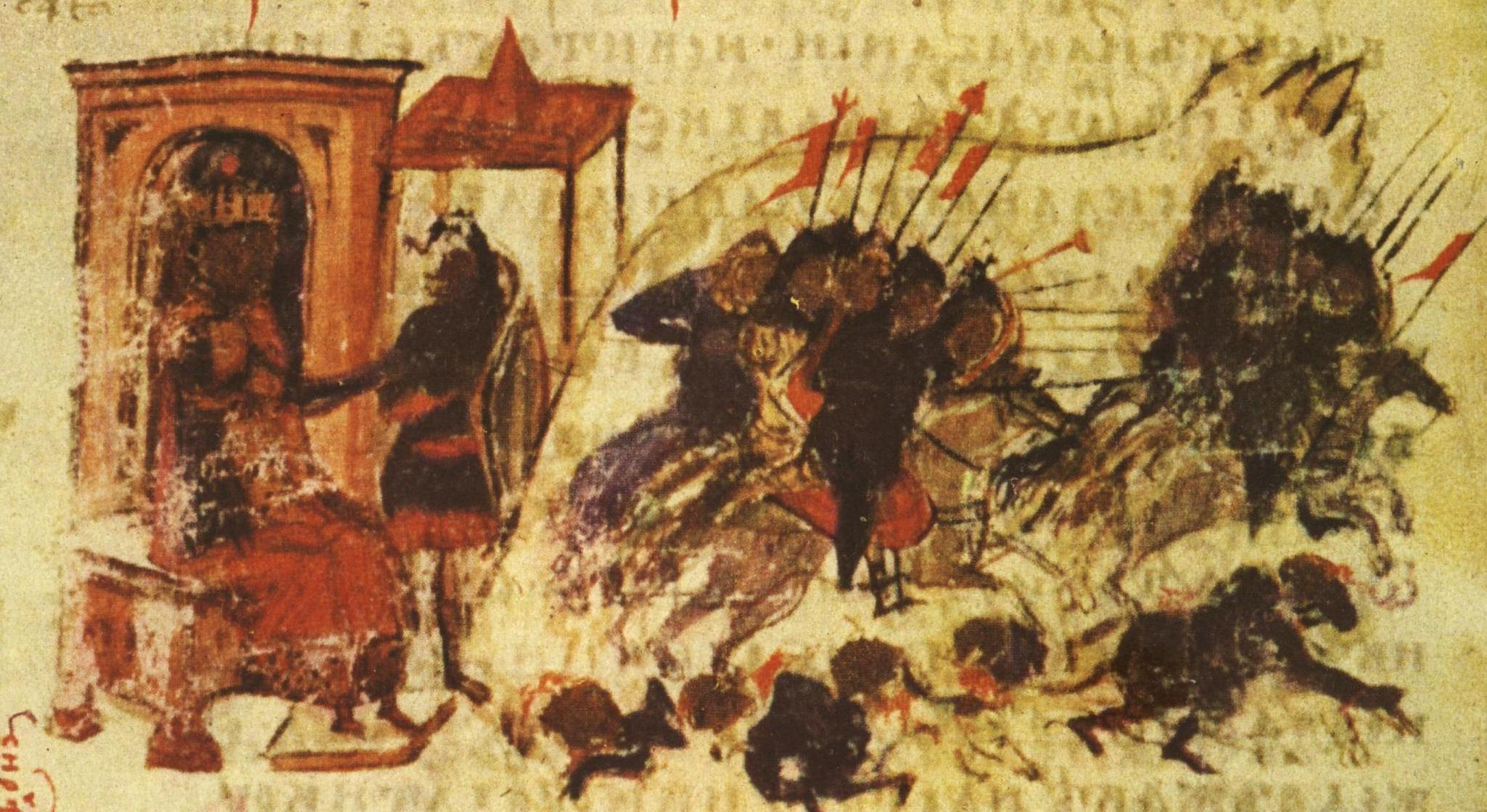
مُنمنمة روميَّة تُصوِّرُ هُجُوم المُسلمين على القُسطنطينيَّة، ويبدو الإمبراطور ليون جالسٌ على عرشه (يسارًا).

نتيجة الفوضى والاضطرابات الداخليَّة التي عصفت بِالدولة الإسلاميَّة خِلال عهد يزيد بن مُعاوية ومن تلاه من خُلفاء البيت السُفياني، فقد المُسلمون من قُوَّتهم أمام الروم. ولمَّا تولَّى عبد الملك بن مروان أمر الخِلافة، عقد صُلحًا مع البيزنطيين كي يتفرَّغ لِحل المُشكلات الداخليَّة التي تعصف بِديار الإسلام، لكنَّ الإمبراطور البيزنطي جستنيان الثاني قرَّر انتهاز الفُرصة واستغلال الاضطرابات في سبيل تحقيق مكاسب على حساب المُسلمين، فنقض الصُلح وساق جُيُوشه مُجتاحًا بلاد الشَّام في سنة 70هـ المُوافقة لِسنة 689م، فاضطرَّ عبد الملك أن يُصالحه بِمالٍ أعظم ممَّا دفعهُ مُعاوية في الماضي. أثبتت هذه الحادثة أنَّ بيزنطة لن تركن إلى الهُدُود، لِذلك تابع الخُلفاء الأُمويُّون بعد عبد الملك الضغط على الإمبراطوريَّة البيزنطيَّة عبر إرسال الحملات البريَّة التي تمكَّنت من فتح عدَّة حُصُون ذات أهميَّة استراتيجيَّة في الطريق المُؤدِّي إلى القُسطنطينيَّة أمثال طوانة وهرثومة وهرقلة، حتَّى إذا تولَّى سُليمان بن عبد الملك كانت الدولة الأُمويَّة قد وصلت إلى ذُروة قُوَّتها وبأسها ومجدها الحربي، في حين كانت الإمبراطوريَّة البيزنطيَّة تُعاني من ضُرُوب الانحلال والفوضى والضعف، وكانت القُسطنطينيَّة نفسها قد أصبحت مسرحًا لِلثورة والحرب الأهليَّة، ممَّا شجَّعه على اسئناف الكرَّة عليها. مهَّد سُليمان لِحملته الكُبرى بِغزوةٍ بحريَّةٍ بِقيادة عُمر بن هُبيرة الفزاري على بلاد الروم سنة 97هـ المُوافقة لِسنة 715م. وفي العام التالي حشد سُليمان قُوَّات كبيرة بريَّة وبحريَّة وزوَّدها بِمقادير هائلة من المُؤن والأقوات والسلاح لِحربٍ طويلة الأمد، وكانت القُوَّات بِقيادة أخيه مسلمة ووجَّهه إلى القُسطنطينيَّة وأمره أن يُقيم عليها حتى يفتحها أو يأتيه أمره. وصل المُسلمون إلى مشارف القُسطنطينيَّة في أواخر سنة 98هـ المُوافقة لِسنة 716م بِجيشٍ عدَّته ثمانون ألف مُقاتل، و1,800 سفينة كبيرة بِقيادة سُليمان بن معاذ الأنطاكي، وكان هذا أعظم أُسطُولٍ حشده المُسلمون حتَّى ذلك التاريخ. بدأ المُسلمون حصارهم الثالث لِلقُسطنطينيَّة يوم 2 مُحرَّم 99هـ المُوافق فيه 15 آب (أغسطس) 717م، ورأى أمير البحار سُليمان بن معاذ سالف الذِكر أن يقسم الأُسطُول إلى قسمسين كبيرين، رابط أوَّلهما على الشاطئ الآسيوي في ثغريّ أتربيوس وأنتيموس لِيقطع سير الأقوات الواردة من بحر إيجة، واحتلَّ الآخر ساحل البوسفور الأوروپي تجاه لسان غلطة لِيقطع كُل صلة لِلمدينة بِثُغُور بحر البنطس (الأسود) لا سيَّما صامصون وطرابزون. ووقعت أوَّل معركة بحريَّة حينما سار أُسطُول الشاطئ الأوروپي إلى مرافئه، فعصفت به الريح والموج عصفًا هائلًا، فاصطدمت السُفن بِبعضها البعض، وانتهز البيزنطيُّون هذه الفُرصة فوجَّهوا إليها النار الإغريقيَّة، فأحرقوا بعضها ودفعوا البعض الآخر إلى أسفل السور، فاعتزم سُليمان بن معاذ أن ينتقم لِتلك الهزيمة الجُزئيَّة بِنصرٍ كاملٍ، فحشد أمنع سُفُنه وزوَّدها بِسريَّاتٍ من خيرة جُنده، وزحف على أسوار المدينة وبذل جُهدًا عنيفًا لِاقتحامها، ولكنَّ الإمبراطور ليون كان على قدم الحذر والأهبة، وردَّ الهاجمين بِسيلٍ من النار الحامية، ممَّا أجبر سُليمان على سحب أُسطُوله المُرابط في الشاطئ الأوروپي.

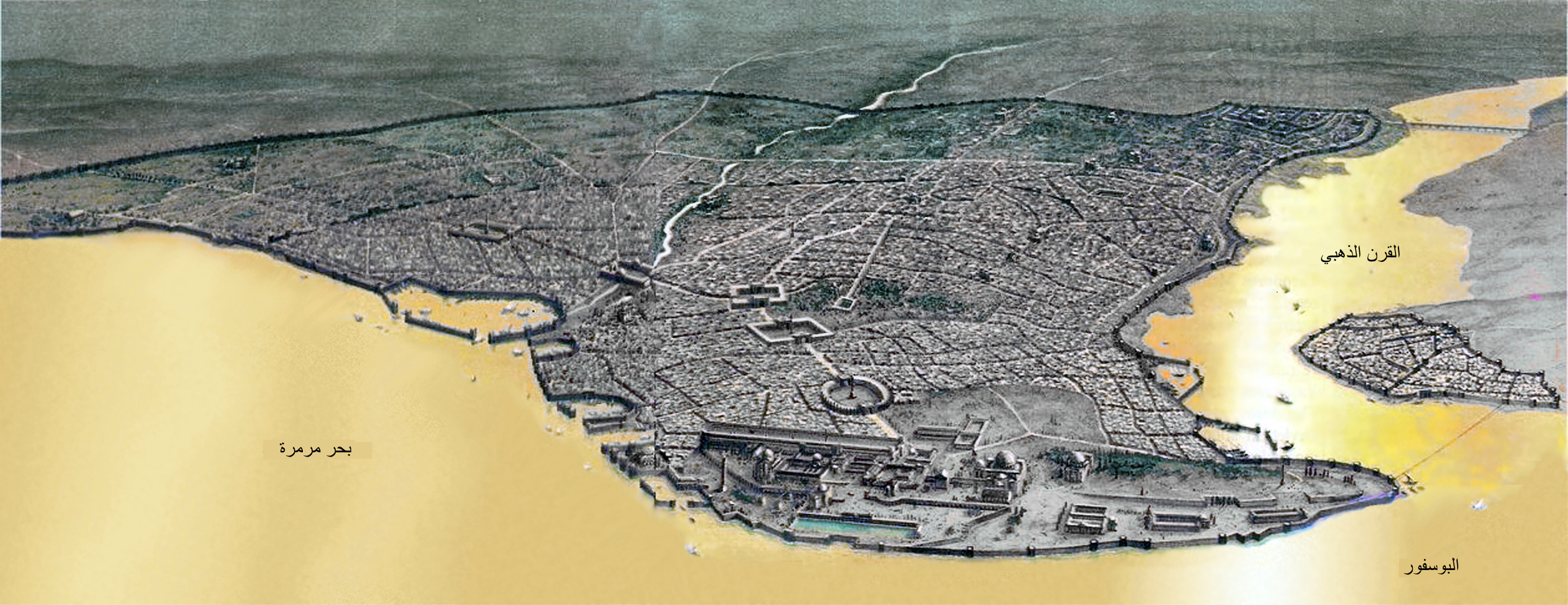
تصويرٌ لِما كانت عليه القُسطنطينيَّة في العصر البيزنطي عندما حاصرها المُسلمون في أكثر من مُناسبة، كان آخرها في العصر الأُموي حصار مسلمة بن عبد الملك.

تابع المُسلمون الحصار طيلة الشتاء رُغم قسوته في تلك السنة، مما أودى بِحياة الكثير من الجُنُود والدواب، وفي الربيع قدم أُسطُولٌ إسلاميٌّ ضخم يحملُ الأقوات من الإسكندريَّة، ثُمَّ جاء في إثره أُسطُولٌ آخر من إفريقية، وكان مُعظم بحَّارة هذه السُفُن من النصارى المُرتزقة، فراعتهم حال المُعسكر الإسلامي وخشوا عاقبة انحلاله وضعفه، فتآمر كثيرٌ منهم على الفرار ودخلوا القُسطنطينيَّة تحت جُنح الظلام وأعلموا الإمبراطور بِحقيقة الحال في مُعسكر المُسلمين. فعجَّل ليون بِانتهاز الفُرصة ودفع إلى خارج الميناء بِقسمٍ من سُفُنه المُزوَّدة بِقاذفات اللَّهب، فانقضَّ على سُفُن المُسلمين وأوقع فيها الاضطراب والخلل، وأحرق بعضها وأسر البعض الآخر، وجنح كثيرٌ منها إلى الشاطئ، فتبدَّل الحال ومالت الكفَّة إلى الروم، وحدث أن تُوفي الخليفة سُليمان بن عبد الملك آنذاك، وخلفه عُمر بن عبد العزيز الذي لم يكن يميل إلى مُواصلة سياسة الفُتُوح، لِما تُكلِّفه من أرواحٍ ونفقات، فأرسل كتابًا إلى مسلمة يأمره بِرفع الحصار والعودة إلى دمشق، فاستجاب مسلمة لِأوامر الخليفة وفكَّ الحصار يوم 12 مُحرَّم 100هـ المُوافق فيه 15 آب (أغسطس) 718م، وقام ما تبقَّى من الأُسطُول بِنقل الجيش البرِّي إلى آسيا الصُغرى، لكنَّهُ تعرَّض لِعاصفةٍ أثناء عُبُوره أرخبيل بحر إيجة، فتشتَّت السُفُن وهاجمها البيزنطيُّون ولم ينجُ منها سوى عشر. وهكذا أخفق المُسلمون في افتتاح القُسطنطينيَّة، وكان هذا آخر هُجُومٍ قام به المُسلمون على العاصمة الروميَّة حتَّى فترةٍ من الزمن.

## فتح إقريطش (كريت)

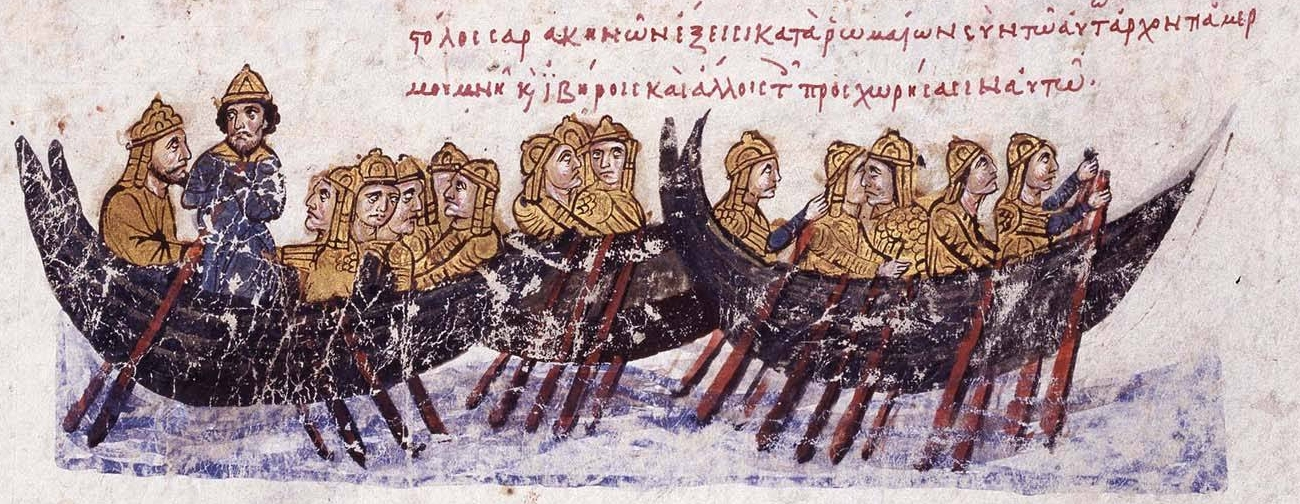
مُنمنمة روميَّة تُصوِّرُ أُسطُول المُسلمين يُبحرُ نحو جزيرة إقريطش.

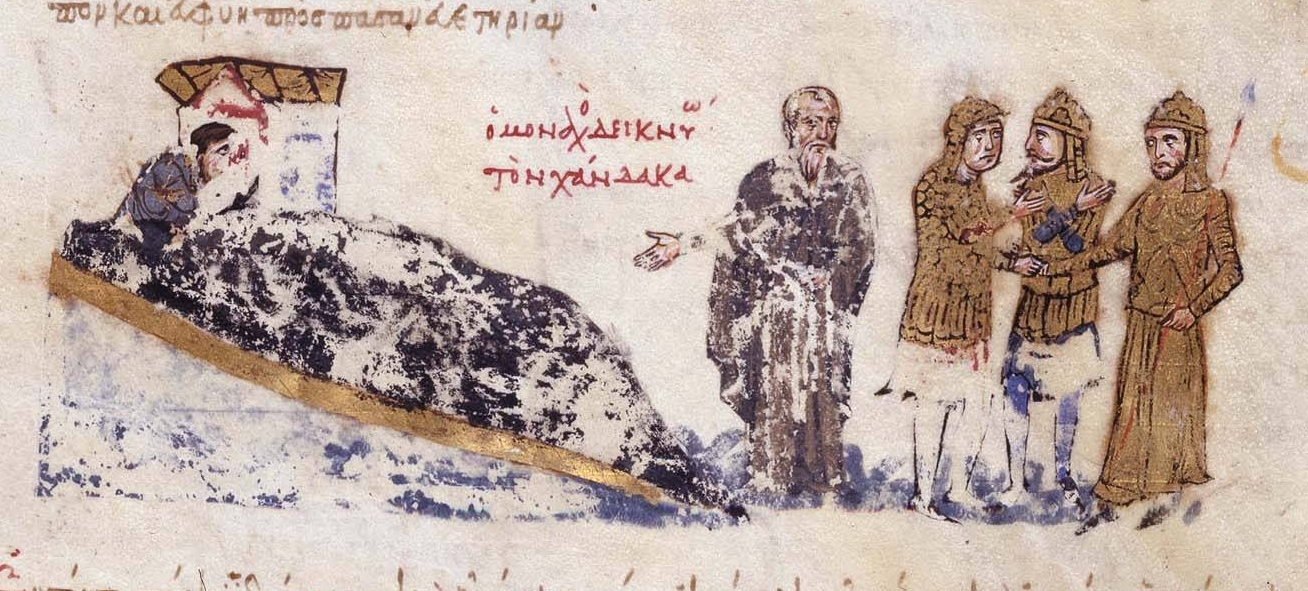
مُنمنمة روميَّة تُصوِّرُ كاهنًا مسيحيًّا من أهل إقريطش يُرشدُ المُسلمين إلى أفضل الأماكن لِبناء مُعسكرهم، الذي أصبح مدينة ربض الخندق فيما بعد.

بعد أن أتمَّ المُسلمون فتح الجُزُر القريبة من ديار الإسلام، كقبرص ورودس وأرواد، أخذوا يُوسِّعون نطاق غزواتهم البحريَّة لِتصل إلى جُزرٍ أبعد، وكان في مُقدِّمتها جزيرة إقريطش (كريت). كانت أولى المُحاولات الإسلاميَّة لِفتح الجزيرة المذكورة في عهد مُعاوية بن أبي سُفيان؛ فقد غزاها جُنادة بن أبي أُميَّة الأزدي، فلمَّا كان زمن الوليد بن عبد الملك فُتح بعضُها، ولكنَّها ما لبثت أن خرجت من تحت جناح الإسلام بعد سنواتٍ قلائل من غزو جُنادة، على إثر الفشل الذي انتهى إليه حصار المُسلمين الأوَّل لِلقُسطنطينيَّة في سنة 60هـ. وتوقفت مُحاولات المُسلمين لِفتح هذه الجزيرة طيلة ما تبقَّى من العصر الأُموي. ولمَّا سقطت الدولة الأُمويَّة وقامت الدولة العبَّاسيَّة على أنقاضها، لم يتطلَّع الخُلفاء إلى غزو البحر حتَّى وُلِّي هٰرون الرشيد أمر المُسلمين، فأرسل أمير البحار حميد بن معيوف الهمداني إلى إقريطش، ففتح بعض أنحائها، لكن لم يلبث أن انحسرت عنها السيطرة الإسلاميَّة بِرحيل الفاتحين. بقيت إقريطش عصيَّة على المُسلمين حتَّى عهد المأمون، ففي هذه الفترة تمكَّنت جماعة من الأندلُسيين النازحين من بلادهم من السيطرة على الجزيرة وتثبيت حُكم الإسلام فيها. وتفصيلُ ذلك أنَّ جماعةٌ من مُسلمي الأندلُس كانت قد نزحت عن موطنها هربًا من بطش الأمير الحكم بن هشام، بعد أن ثار عليه العُلماء والفُقهاء لِما رأوه منه من قسوةٍ وخُرُوجٍ عن أحكام الدين، وحرَّضوا عامَّة الناس ضدَّه من على المنابر، واشتهرت هذه الثورة بِـ«وقعة الربض»، كونها خرجت من أهل الربض الجنوبي من قُرطُبة. لكنَّ الحكم تمكَّن من قمع الثورة ومزَّق شمل الثُوَّار وفتك بِكثيرٍ منهم، ثُمَّ أمر بِديارهم فهُدمت وأُحرقت، وأمر بِإخراج من بقي منهم من قُرطُبة، فهاجر بعضهم إلى المغرب، وقصد مُعظمهم الإسكندريَّة حيثُ استقرُّوا في ضواحيها، وكان ذلك في أوائل خلافة المأمون سنة 200هـ. وكانت الأحوال في البلاد المصريَّة مُضطربة، إذ انتقلت إليها الفتنة التي نشبت بين الأمين والمأمون؛ فانتهز الأندلُسيُّون المُهاجرون هذه الفُرصة، واستولوا على الإسكندريَّة بِمُعاونة أعراب البحيرة، وأسَّسوا فيها إمارة مُستقلَّة عن الدولة العبَّاسيَّة دامت أكثر من عشر سنوات. ولمَّا استتبَّ الأمر لِلمأمون، أرسل أحد قادة جُيُوشه، وهو عبد الله بن طاهر الخُراساني، إلى مصر لِإعادة الأُمُور إلى نصابها، فأرسل إلى الأندلُسيين يُهددهم بِالحرب إن لم يدخلوا في الطاعة، فأجابوه إلى طلبه حقنًا لِلدماء، وخرجوا من الإسكندريَّة سنة 212هـ المُوافقة لِسنة 827م، وكانت جماعةً منهم قد أغارت قبل ذلك بِبضع سنواتٍ على إقريطش واستولت على ناحيةٍ منها وأقامت بها، فلم يرَ الأندلُسيُّون خيرًا من اللحاق بِرفاقهم وافتتاح الجزيرة التي خبروا ثرواتها وخيراتها وخصبها فيما سبق من غاراتهم وغارات المُسلمين قبلهم. خرجت هذه العصبة، وقوامها نحو عشرة آلاف مُقاتل في نحو أربعين سفينة بِقيادة جُندي وبحَّار جريء هو أبو حفص عُمر بن عيسى، الذي اشتهر بِالبلوطي، ونزلوا شواطئ الجزيرة في أواخر سنة 212هـ المُوافقة لِسنة 827م، وانقضوا على قلبها، فلم تتمكَّن الحامية البيزنطيَّة من ردِّهم، فانسحبت تاركةً الجزيرة لهم. وأقام المُسلمون حيثُ نزلوا وأحاطوا مُعسكرهم بِخندقٍ ضخم، ونما هذا المُعسكر فيما بعد حتَّى أصبح مدينةً وعاصمة الجزيرة، وسُميت «ربض الخندق» أو «الخندق» اختصارًا، وقد حرَّف الأوروپيُّون هذا الاسم فيما بعد فأصبح «كاندية».

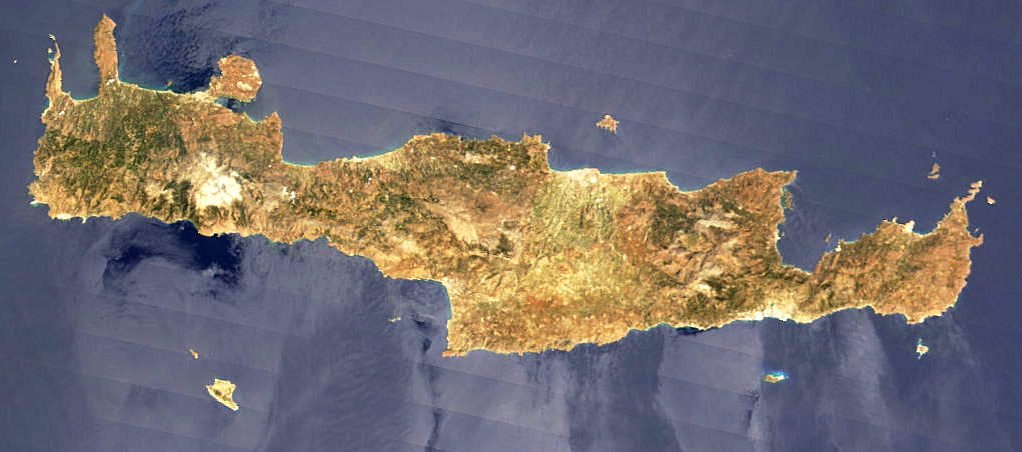
صورة ساتليَّة لِجزيرة إقريطش.

لم يجد المُسلمون مُقاومةً من قِبل سُكَّان الجزيرة، ولعلَّ ذلك راجع، إلى ما يكنُه هؤلاء السُكَّان من الكراهيَّة للبيزنطيين بسبب سوء سيرة عُمَّالهم وظُلمهم، وبِسبب الظُلم الضريبي والإداري ولما اشتهروا به من الهرطقة المُتعلِّقة باللَّاأيقونيَّة. ولم تلبث جزيرة إقريطش من ذلك الوقت أن صارت قاعدةّ بحريَّةً إسلاميَّة هامَّة، ومصدر تهديدٍ مُستمرِّ لِجُزُر وسواحل الإمبراطوريَّة البيزنطيَّة، إذ أخذ الأُسطُول الإقريطشي يُغير على سواحل بيزنطة ومُمتلكاتها وتجارتها ممَّا تسبب عنه وُقُوع اضطراباتٍ اقتصاديَّة وسياسيَّة داخل أراضيها. وبايع أهل الجزيرة الخليفة العبَّاسي في بغداد، فأصبحت إقريطش تحت جناح الدولة العبَّاسيَّة، وجعلتها الخلافة إقليمًا تابعًا لِمصر. وكانت مصر تتولَّى تزويد الإقريطيشيين بِالسلاح والمعدَّات، كما كانت دار صناعة دُمياط تُزوِّدهم بما يلزمهم من السُفُن التي تُنتجها من أخشاب الجزيرة نفسها.

## الصراع البحري في بحر إيجة

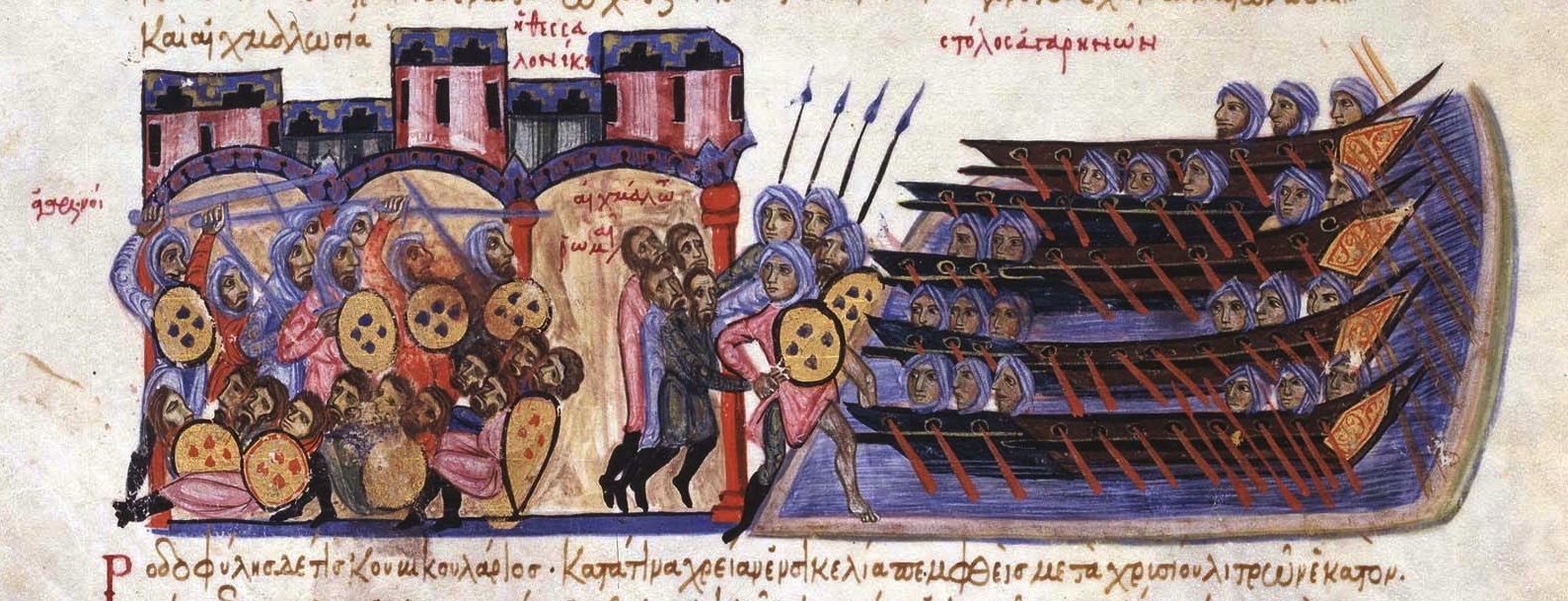
مُنمنمة روميَّة تُظهرُ أُسطول المُسلمين القادم من طرسوس لِغزو مدينة سالونيك في اليونان.

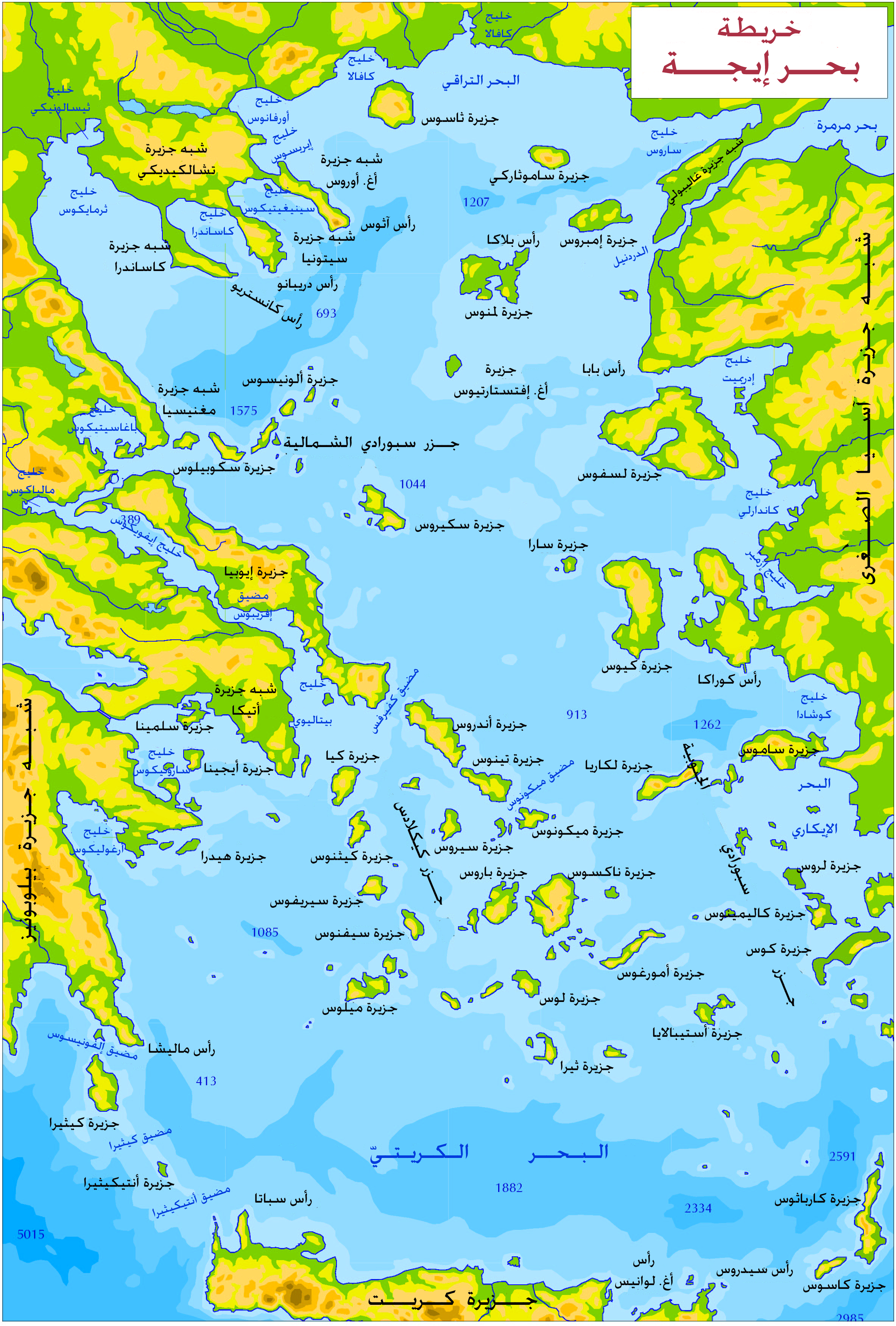
جزائر بحر إيجة.

بعد سقوط إقريطش في أيدي مُسلمي الأندلُس سنة 212هـ المُوافقة لِسنة 827م، أرسل الإمبراطور البيزنطي ميخائيل الثاني حملة بقيادة فوتينوس لِاسترداد الجزيرة، ولكن فشلت الحملة بِتحقيق هدفها. ثم تلتها حملة من 70 سفينة بقيادة كراتيروس، فشلت كسابقتها. ردَّ مُسلمو إقريطش بِغاراتٍ على ساحل تراقيا وجزر سيكلادس، ثم نجحوا في هزيمة الأُسطُول البيزنطي في معركة طاشوز سنة 214هـ المُوافقة لِسنة 829م. وفي سنة 259هـ المُوافقة لِسنة 873م، هاجم المُسلمون جزيرة وابية في بحر إيجة، لكنَّهم تعرَّضوا لِتدمير أُسطُولهم على يد أُسطول نيكيتاس أوريفاس في معركة كارديا.
وفي سنة 291هـ المُوافقة لِسنة 904م، هاجم الروم حُدُود البلاد الإسلاميَّة على حين غفلةٍ من أهلها بجيشٍ كبيرٍ يُقدَّر بمائة ألف، فتوغلوا وقتلوا وأسروا الكثير من المُسلمين، فلم يتأخَّر رد هؤلاء، وخرج أُسطُولٌ عبَّاسيٌّ من طرسوس قوامه 54 سفينة يقوده نائب الثغر رشيق الوردامي الشهير بِغُلام زرافة أو ليون الطرابُلسي، ففتح مدينة أنطالية، وهاجم مدينة سالونيك ثاني أكبر مُدُن الإمبراطوريَّة البيزنطيَّة وقتئذٍ التي لم تقو دفاعاتها على التصدي لهم، قتل المسلمون يومها 5,000 من أهل المدينة، وحرّروا نحو 5,000 أسيرٍ مُسلم، وأسروا أكثر من 20,000 أسيرٍ من أهل المدينة، وغنموا 60 سفينة حمّلوا فيها المال والمتاع والسبي الذي جمعوه. وفي سنة 298هـ المُوافقة لِسنة 911م، شنَّ أُسطُولٌ بيزنطيٌّ يتجاوز المئة سفينة حملته على إقريطش، لكنَّ أهل الجزيرة قاوموه، ولم تنجح الحملة البيزنطيَّة. حاول البيزنطيُّون غزو إقريطش مرة أُخرى سنة 337هـ المُوافقة لِسنة 949م، ولكن باءت مُحاولتهم بِالفشل مجددًا. ولم ينجح البيزنطيُّون في استئصال المُسلمين من إقريطش إلا بعدما حاصر أُسطُول نقفور فوقاس عاصمتهم ربض الخندق، واقتحمها في 16 مُحرَّم 350هـ المُوافق فيه 6 آذار (مارس) 961م. ومع سُقُوط إمارة إقريطش، فقد المُسلمون السيطرة على الحد الجنوبي لِبحر إيجة، في الوقت الذي تزامن فيه التفوُّق البحري للبيزنطيين في المشرق، فتوقفت المُحاولات البحريَّة الإسلاميَّة لِغزو تلك المنطقة.

## فتح صقلية وجنوب إيطاليا

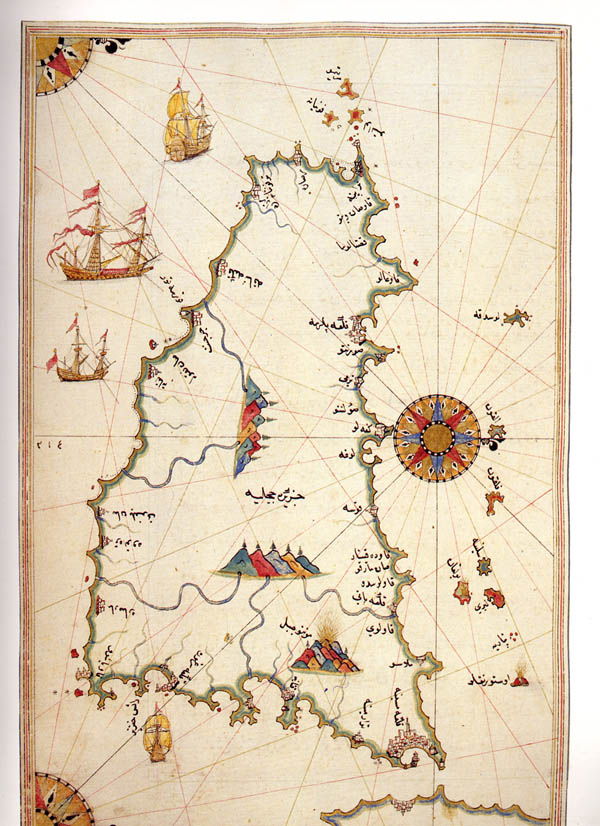
رسمٌ لِجزيرة صقلية وضعهُ الملَّاح وأمير البحار العُثماني أحمد مُحيي الدين پيري، الشهير بِـ«پيري ريِّس».

في نفس الوقت الذي افتُتحت فيه إقريطش، افتتح المُسلمون جزيرة صقلية وأسَّسوا بها دولةً زاهرة. وكانت صقلية، إلى جانب سردانية (سردينيا) وقُرشقة (كورسيكا)، تجذب أنظار الغُزاة بِضخامتها وغِناها، فتقصدها الحملات البحريَّة من ثُغُور إفريقية والأندلُس، وهي حملاتٌ كان ينقصها الطابع الرسمي في أغلب الأحيان، أي لم تكن مدعومة من الخِلافة أو من سُلطان أو أمير تلك الناحية من ديار الإسلام، وتألَّفت عادةً من جُمُوعٍ من المُجاهدين أو النَّواتيَّة المُغامرين، على النحو الذي اتبَّعهُ فيما بعد كثيرٌ من الملَّاحين والبحَّارة الإنگليز والإسپان خِلال عصر الاستكشاف. وكان أوَّل من غزا صقلية من المُسلمين هو مُعاوية بن خديج الكندي، وذلك في خِلافة مُعاوية بن أبي سُفيان، ولم يتمكَّن المُسلمون من فتحها فتحًا مُستدامًا مع أنَّ السرايا البحريَّة الإسلاميَّة غزتها عدَّة مرَّات طيلة العصر الأُمُوي، وذلك بِسبب ضخامة الجزيرة وبُعدها عن شواطئ إفريقية والأندلُس، ونظرًا لِصغر الحملات المُسيَّرة وطبيعة هذه الغزوات ذاتها. لِذلك، بقيت صقلية تتبع الإمبراطوريَّة البيزنطيَّة طيلة العصر الأُموي وبداية العصر العبَّاسي. وفي تلك الفترة كان المُسلمون قد بلغوا مبلغًا من القُوَّة البحريَّة لم يعهدوه من قبل، وكانت الأساطيل الإسلاميَّة في إفريقية والأندلُس بِالذات على درجةٍ عاليةٍ من الكفاءة والاستعداد والقُدرات الحربيَّة، وذلك لِاهتمام الأُمراء الأُمويين في الأندلُس والأغالبة في إفريقية بِإنشاء قوىً بحريَّة تكفي لِحماية شواطئها من عدوان البيزنطيين والإفرنج والنورمان، الذين تكررت هجماتهم على ثُغُور الإسلام في تلك الناحية من العالم. وكان الأغالبة يُسيطرون على الحوض الأوسط لِلبحر المُتوسِّط، وكانت أساطيلهم القويَّة تجوس خلال هذه المياه فيما بين قلورية وحتَّى سردانية وقُرشقة، وتُثخن في شواطئها، وكانت صقلية نظرًا لِضخامتها وقُربها من الشاطئ الإفريقي، تبدو لهم بِالأخص غنيمة قيِّمة سهلة المنال، فكانت مطمح أنظارهم يتحيّنُون الفُرص لِافتتاحها وامتلاكها. وبِحسب الرواية البيزنطيَّة فإنَّ سيِّدًا من أشراف صقلية يُدعى «فيمي (إيفيميوس)» أحبَّ راهبةً حسناء واختطفها من ديرها، فقضى الإمبراطور ميخائيل الثاني بِجدع أنفه عقابًا له على جُرمه، ففرَّ فيمي المذكور إلى بلده سرقوسة وثار في عصبته وأنصاره على حاكم الجزيرة الرومي، وانتزع منه سرقوسة وبسط حُكمه عليها. ووقعت بِالجزيرة حربٌ أهليَّة انهزم فيها فيمي وأنصاره، فهرب إلى إفريقية واستغاث بِأميرها زيادة الله بن إبراهيم الأغلبي، ودعاه إلى فتح صقلية ووعده بمُلكها. أمَّا الرواية الإسلاميَّة فلا تأتِ على ذكر قصَّة الراهبة، وتقول فقط أنَّ الإمبراطور البيزنطي غضب على فيمي، وهو مُقدَّم أُسطُوله، وأمر بِالقبض عليه، فثار الأخير في شيعته واستولى على سرقوسة، ثُمَّ انتزعها منهُ زعيمٌ آخر يُدعى «بلاطة»، فسار فيمي في سُفُنه إلى إفريقية واستنجد بِأميرها سالف الذِكر، فاستجاب إلى دعوته.

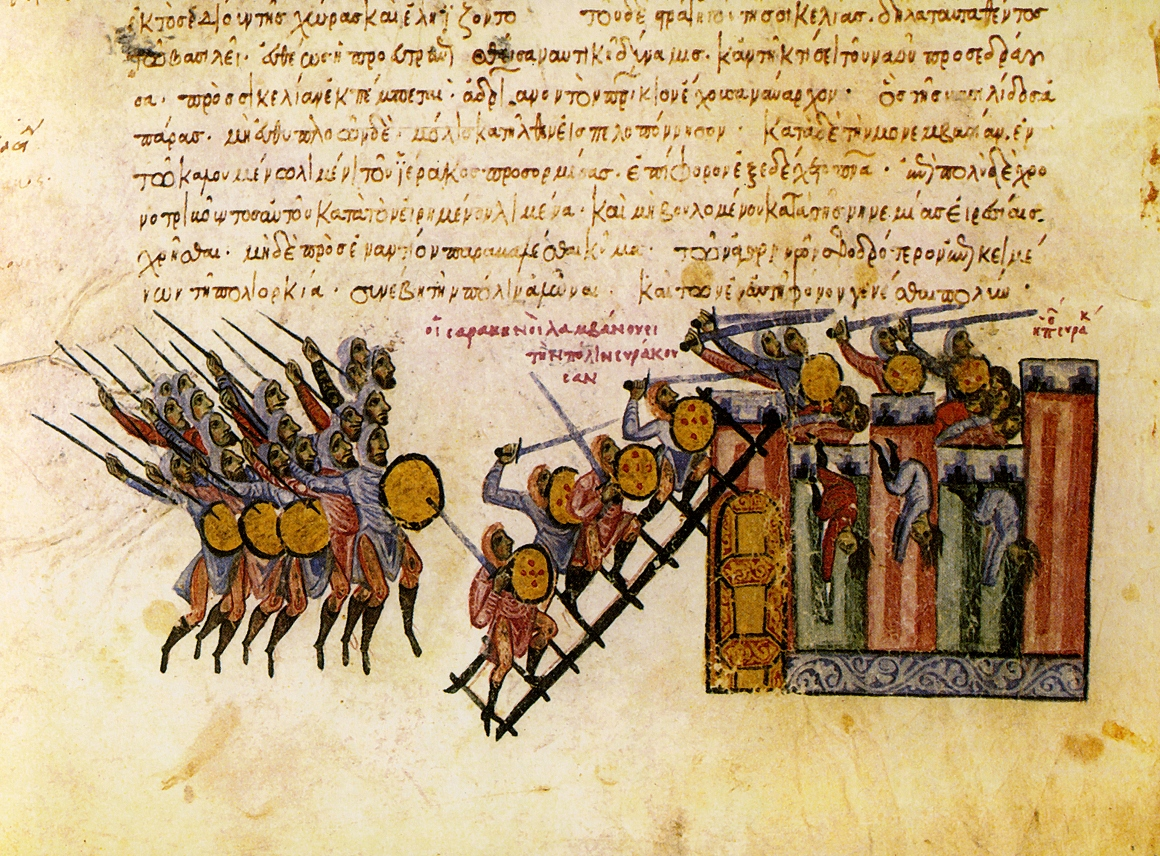
مُنمنمة روميَّة تُصوِّرُ سُقُوط مدينة سرقوسة بِيد المُسلمين، ومعها اكتمل الفتحُ الإسلامي لِصقلية.

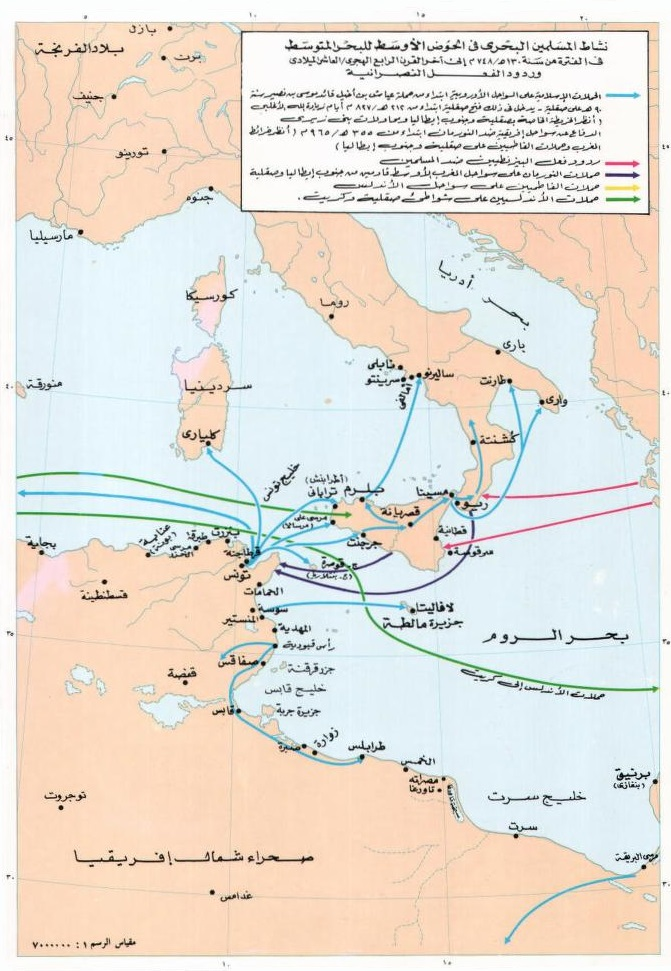
نشاط المُسلمين الجهادي في الحوض الأوسط لِلبحر المُتوسِّط.

وبجميع الأحوال، فإنَّ الأمير الأغلبي اعتزم فتح الجزيرة وأخذها لِلمسلمين، فاستنفر الناس لِلجهاد، فهرعوا لِتلبية دعوته، وجُمعت السُفُن من مُختلف السواحل، وندب قاضي القيروان أسد بن الفُرات بن بشر المرِّي لِقيادة الحملة. وكان أسد بن الفُرات فقيهًا وعالمًا من عُلماء عصره، وكان أيضًا جُنديًّا جريئًا وبحَّارًا مُغامرًا سبق له أن قام بِغزواتٍ بحريَّةٍ في الحوض الأوسط لِلبحر المُتوسِّط، وافتتح جزيرة قوصرة قِبالة إفريقية. وفي ربيع سنة 212هـ المُوافقة لِسنة 827م، أقلع الأُسطُول الإسلامي بِتسعُمائة فارس وعشرة آلاف راجل، ورست سُفُنه في ثغر مازر في طرف الجزيرة الغربي، وهو أقرب ثُغُورها إلى الشاطئ الإفريقي، ونفذ أسد بن الفُرات على رأس جيشه إلى شرقيّ الجزيرة ورفض الاستعانة بِالروم الذين اجتمعوا بِقيادة فيمي لِمُعاونته في القتال. وفتح المُسلمون عدَّة حُصُون، وحاصروا سرقوسة وبلرُم، ووقعت بينهم وبين البيزنطيين معارك طاحنة، وبعث الإمبراطور بِالأمداد، فاشتدَّ الأمر على المُسلمين، وهُزموا في عدَّة مواقع، ومات كثيرون منهم بِالوباء ومنهم قائدهم ابن الفُرات. وشدَّد الروم الحصار عليهم، فبعث ابن الأغلب الأمداد إلى صقلية، ووصل إليها في الوقت نفسه أُسطُولٌ من الأندلُس من السرايا المُجاهدة المُغامرة سنة 214هـ المُوافقة لِسنة 829م، فأعاد المُسلمون الكرَّة وفتحوا بلرُم. واستمرَّ ابن الأغلب في تسيير البُعُوث والأمداد إلى صقلية، واستمرَّ المُسلمون في افتتاح مُدُنها وحُصُونها تباعًا، فافتُتحت كُلٌ من: جرجنت وقصريانة وقطانية ومسينة وغيرها، بيد أنَّ التقدُّم الإسلامي في الجزيرة كان بطيئًا لِوُعُورة أرضها، فاستقرَّ المُسلمون فيما افتتحوه منها، وأسسوا بها إمارة تولَّى عليها الوُلاة حتَّى افتُتحت كامل الجزيرة بافتتاح سرقوسة آخر معاقلها في سنة 264هـ المُوافقة لِسنة 878م.

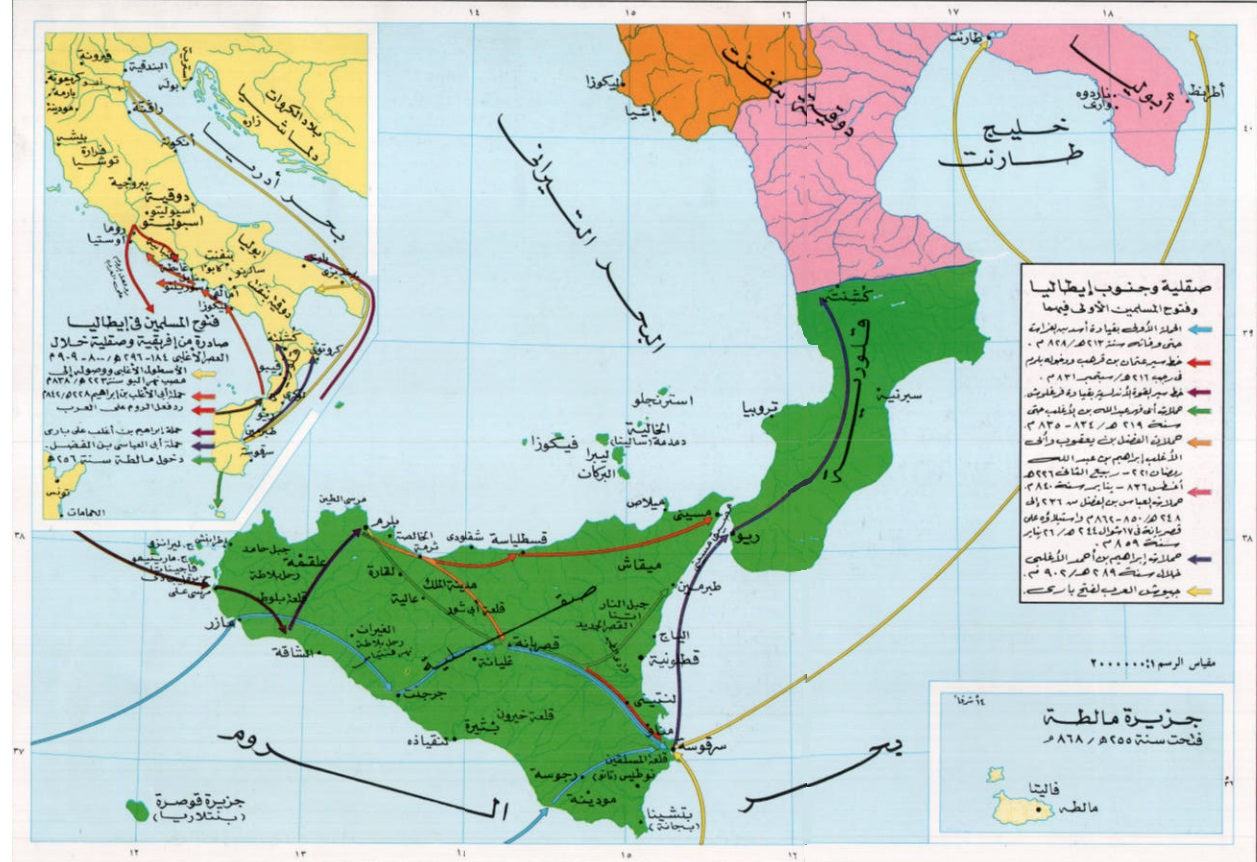
خريطة تُصوِّرُ البلاد التي افتتحها المُسلمون في جزيرة صقلية وجنوب إيطاليا.

غدت صقلية مُنذُ افتتحها المُسلمون قاعدةً لِطائفةٍ كبيرةٍ من الحملات والغزوات البحريَّة التي يُنظِّمها الأُمراء الأغالبة أو وُلاتهم على الجزيرة، أو تُنظمها العصابات الخاصَّة لِغزو الثُغُور والشواطئ الإيطاليَّة. وكانت هذه الحملات تنقض بلا انقطاع على الشواطئ الإيطاليَّة الشرقيَّة والغربيَّة وتعود مُحمَّلة بِالغنائم والأسرى. وفي سنة 229هـ المُوافقة لِسنة 843م، اختلف أميران من اللومبارديين على إمارة بنفنتو بجنوب إيطاليا، فاستنصر أحدهما بِأمير صقلية الفضل بن جعفر، فبعث إلى قلورية بِحملةٍ قويَّةٍ فاستولت على ثغر باري واستقرَّت به، وأنشأت فيه إمارةً إسلاميَّةً أصبحت قاعدةً قويَّةً لِلغزو في هذه المياه، وعاثت في نواحي قلورية وفرضت الجزية على مُعظم مُدُنها. وتمكَّن المُسلمون من الاستيلاء على ثغر طارنت ثُمَّ على راگوزة من ثُغُور البحر الأدرياتيكي الشرقيَّة. وتوالت حملات البحَّارة المُسلمين بعدئذٍ على الثُغُور الإيطاليَّة حتَّى اضطرَّ سُكَّانها أن يُنشئوا على طول الشاطئ أبراجًا وقلاعًا وافرة المنعة لِكي ترُد الهُجُوم المُفاجئ، شامخة الارتفاع لِكي لا تصل النيران التي تُضرم في أسفلها إلى طبقاتها العُليا. وقد تسبَّبت هذه الحملات الإسلاميَّة بانتشار الذُعر والخوف في رُبُوع شبه الجزيرة الإيطاليَّة، في هذه الفترة.

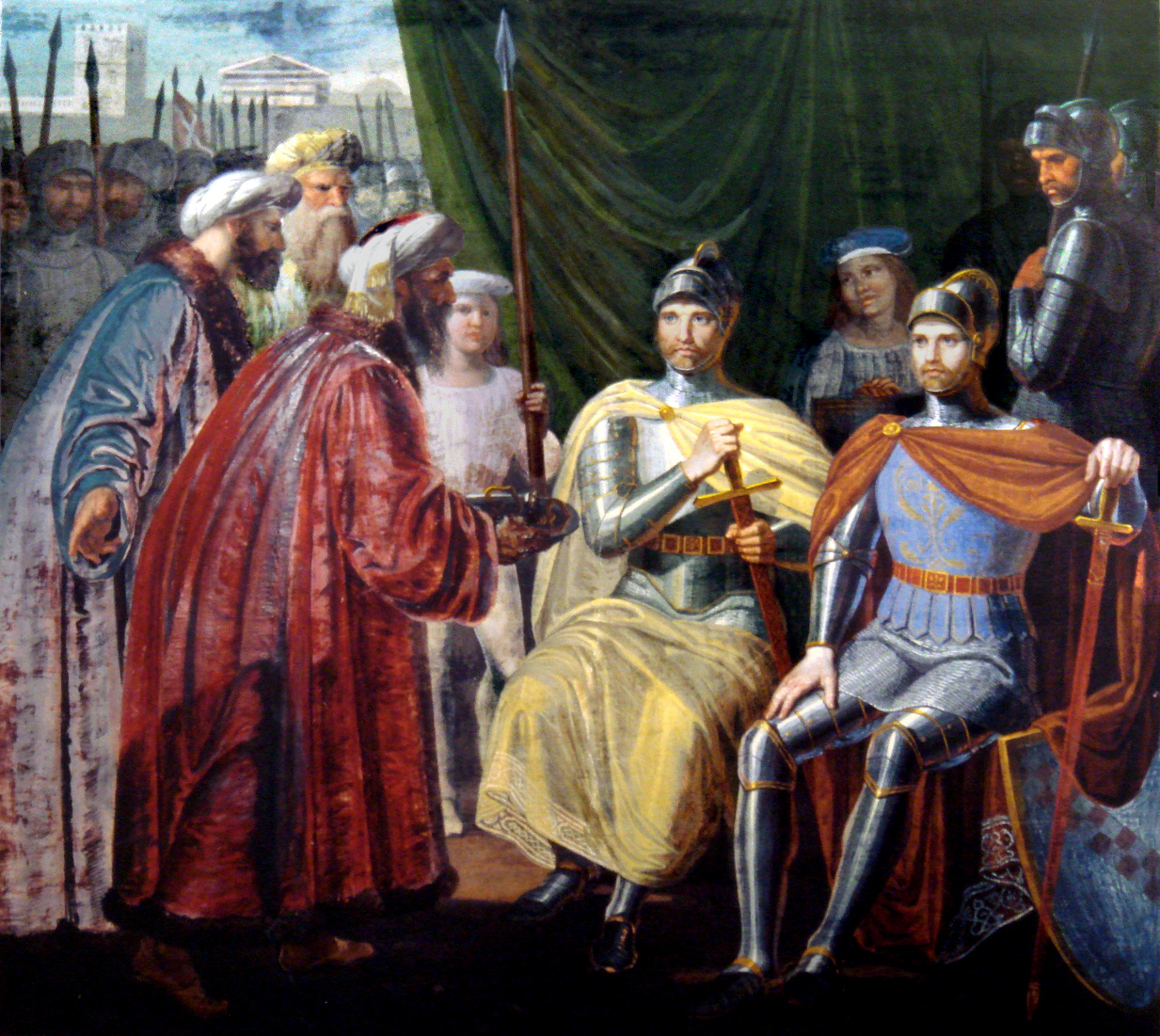
لوحةٌ تُصوِّرُ بعض المُسلمين وهُم يُسلِّمون مفاتيح مدينة بلرُم إلى الأمير روجر النورماني، الذي أصبح بعد ذلك كونتًا على كامل صقلية ومُؤسس سُلالةٍ ملكيَّةٍ جديدةٍ فيها. انتهج النورمان سياسة التسامح الديني مع المُسلمين الصقليين حتَّى تولَّى وليم حفيد روجر العرش سنة 1166م.

وعندما ورث الفاطميُّون مُمتلكات الأغالبة سنة 296هـ المُوافقة لِسنة 909م، أرسلوا الأساطيل إلى شواطئ إيطاليا، وأَكثر وُلاتُهم على صقلية من غزوها، وأقاموا القواعد البحريَّة في شواطئها الجنوبيَّة. ففي سنة 298هـ: أجاز الحسن بن أحمد بن أبي خنزير - أول والٍ على صقلية من قِبل الفاطميين - البحر إلى بسط قلورية، فأثخن فيها، وعاد. وفي سنة 299هـ سيَّر أحمد بن قرهب سريَّة إلى أرض قلورية، فغنموا منها، وأسروا من الروم، وعادوا، ثم سيَّر أُخرى عقبها، ففعلت مثل الأولى. وأمَّا في ولاية الحسن الكلبي: فقد بثَّ سراياه إلى أرض قلورية، وأقام عليها شهرًا، فسألوه الصُّلح، فصالحهم على مالٍ أخذه منهم. أمَّا في ولاية ثقة الدولة يُوسُف الكلبي، فقد شغل الصقليين عن الخلاف عليه بتوجيههم إلى الغزو في جنوب إيطاليا. وقد كان من أثر تلك الغزوات المُتكاثرة لِأُمراء صقلية - والتي كان منها غزواتهم في إيطاليا - أن كثُر العبيد، وصاروا طبقة تشغل شريحة كبيرة في المُجتمع المُسلم هناك، ودخلوا في صُفُوف الجيُوُش الإسلاميَّة.
بعد أن انتقلت صقلية إلى سيادة الفاطميين دخلت في فترةٍ طويلةٍ من الفوضى والاضطراب، واستقلَّ كثيرون من قادتها المُسلمين في حُصُونهم. وأراد الصقليُّون أن يظلَّ كُل زعيمٍ منهم سيِّدًا على ناحيته، وأن تكون السيادة الفاطميَّة اسميَّة فقط، فرفض الخليفة الفاطمي عُبيد الله المهدي ذلك، وأرسل إليهم قُوَّاتٌ تغلَّبت عليهم، وولَّى على الجزيرة حاكمًا من طرفه يُدعى سالم بن أبي راشد. وكان سالم المذكور ظالمًا فضجَّ الصقليُّون بِالشكوى منه، فعزلهُ الخليفة وولَّى مكانه خليل بن إسحٰق، فلم يكن خيرًا من سابقه، بل بلغ من شدَّته أن هدم أسوار بلرُم لِكيلا يعتصم أهلها بها منه. فما كان من أهل بلرُم إلَّا أن استعان الكثيرون منهم بِالروم، وارتدَّ عن الإسلام والتحق بِالبيزنطيين نفرٌ من ضعاف الإيمان. وعندما يئس الفاطميُّون من أمر صقلية ولَّى الخليفة الفاطمي الثاني - وهو مُحمَّد القائم بِأمر الله - عليها الحسن بن عليّ بن أبي الحسن الكلبي، وكان أولئك الكلبيُّون من أخلص رجال الفاطمييين في إفريقية، وأثبت الحسن الكلبي أنَّهُ والٍ قدير فهدَّأ البلاد وجمع كلمة أهلها، وظلَّ أولاده وأحفاده يحكمون الجزيرة 95 سنة هجريَّة هي العصر الذهبي لِلإسلام في صقلية. وكان آخر الكلبيين هو الحسن الصمصام بن يُوسُف، وقد ثار عليه الصقليُّون وأخرجوه من الجزيرة واستقلَّ كُلُّ قائدٍ بِناحيةٍ منها، فانقسمت إلى دُويلاتٍ صغيرة. واشتدَّت العداوة بين أُمراء تلك الدُويلات، وبِالأخص بين مُحمَّد بن إبراهيم بن التَّمنة أمير شرق صقلية، وابن الحوَّاس علي بن نعمة حاكم الوسط، وفي أثناء الحُرُوب انهزم ابن التَّمنة فاستنجد بِروجر النورماني شقيق روبرت جيسكارد ملك جنوب إيطاليا، سنة 440هـ المُوافقة لِسنة 1048م، فأقبل إلى قُوَّاته في الجزيرة وبدأ يستولي على معاقلها.
وكان النورمان يتطلّعُون إلى صقلية مُنذُ قيام دولتهم في جنوبي إيطاليا، ولكنَّهم كانوا في حاجةٍ إلى عونٍ معنويٍّ من البابويَّة حتَّى تُصبح حُكُومتهم شرعيَّة، فانضمُّوا إلى البابويَّة فأجازت لهم انتزاع جنوب إيطاليا من البيزنطيين، والحق في صقلية إذا انتزعوها من المُسلمين. بناءً على هذا، أرسل روبرت جيسكارد أخاه روجر لِغزو صقلية سنة 453هـ المُوافقة لِسنة 1061م، فأتمَّ السيطرة عليها بِحُلُول سنة 484هـ المُوافقة لِسنة 1091م، وأبقى الحُكَّام المُسلمين على ولاياتهم أوَّل الأمر، ثُمَّ أخذ يعزلهم واحدًا بعد الآخر ويُولِّي محلُّهم حُكَّامًا من النورمان أو الصقليين، ولم يُبقِ إلَّا على عددٍ قليلٍ من المُسلمين ممَّن توسَّم فيهم الإخلاص له. وانتهج روجر وابنه بعده سياسة التسامح مع المُسلمين، غير أنَّ حفيده وليم سار على غير نهج أبيه وجدِّه، فقضى على الإسلام وأهله في الجزيرة، وعندها أيضًا تلاشى كُل وُجُود سياسي لِلمُسلمين في جنوب إيطاليا، وانتقلت سيادة الحوض الأوسط لِلبحر المُتوسِّط إلى أيدي النورمان وأهل الجُمهُوريَّات الإيطاليَّة التجاريَّة.

## فتح مالطة

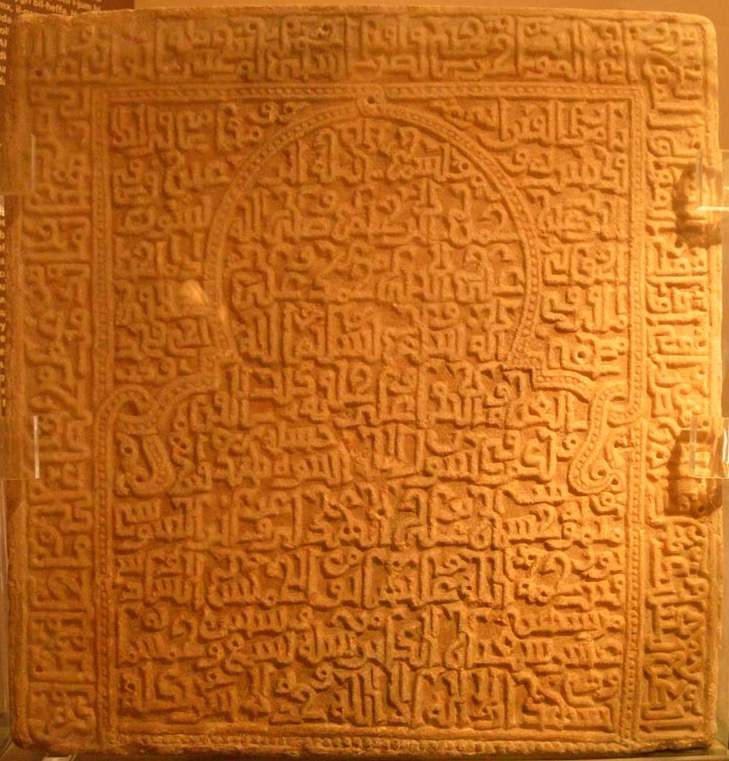
شاهد قبر ميمونة واحدة من المسلمين الذين بقوا في مالطة بعد أن استولى عليها النورمانديون سنة 483هـ/1090م، توفيت ميمونة بنت حسان الهُذلي سنة 569هـ/1174م.

كانت أولى مُحاولات المُسلمين لِغزو مالطة سنة 221هـ المُوافقة لِسنة 836م على يد الأغالبة حُكَّام إفريقية، وذلك عندما وجّه زيادة الله بن إبراهيم الأغلبي حملةً لغزو جزائر مالطة، ولكنها لم تعدو كونها غارة، غنم فيها المُسلمون مغانم ثُمَّ عادوا. ولم يفتحها المُسلمون إلَّا في سنة 255هـ المُوافقة لِسنة 869م، عندما بعث أبو الغرانيق مُحمَّد بن أحمد الأغلبي قائده خلف الخادم مولى زيادة الله بن إبراهيم، فحاصرها خلف الخادم لشهور، ومات وهو مُحاصرًا لها، فكتب أبو الغرانيق إلى واليه على صقلية مُحمَّد بن خفاجة، فبعث لِلجيش المُحاصر سوادة بن مُحمَّد قائدًا، فنجحوا في فتح حصن مالطة، وأسروا حاكمها عمروس (أمبروسيوس)، فهدموا حصنها وغنموا الكثير. وظلت الجزر خالية من السُكَّان، لا يرد عليها سوى الصيَّادين، وجامعي العسل لكثرته بالجزر. وفي سنة 440هـ المُوافقة لِسنة 1048م، بنى المُسلمون فيها مدينتهم، فغزاها البيزنطيون سنة 445هـ الموافقة لِسنة 1053م في أُسطُولٍ كبير، لكن نجحت حامية المدينة في صدّ الهُجُوم.
بعد غزو النورمان لجنوب إيطاليا سنة 483هـ المُوافقة لِسنة 1090م، أصبحت مالطة هدفًا لِغزو النورمان، جهّز روجر الأول كونت صقلية أسطولاً السنة التالية، فنزلوها وحاصروها إلَّا أنَّ أهلها قاوموا، ثُمَّ فاوض روجر أهلها على الاستسلام، واتفقوا على أن يرجع النورمان على يدفع المسلمون جزية سنويَّة من أموالٍ وخُيُولٍ وبغال، وإطلاق سراح الأسرى المسيحيين، وأن تكون مالطة تحت ولاية كونت صقلية النورماني، وبِذلك انتهت تبعيَّة مالطة لِلحُكَّام المُسلمين، وإن بقي جانبٌ كبيرٌ من أهلها على الإسلام، كما تدل شواهد قُبُور المُسلمين فيها ومنها:

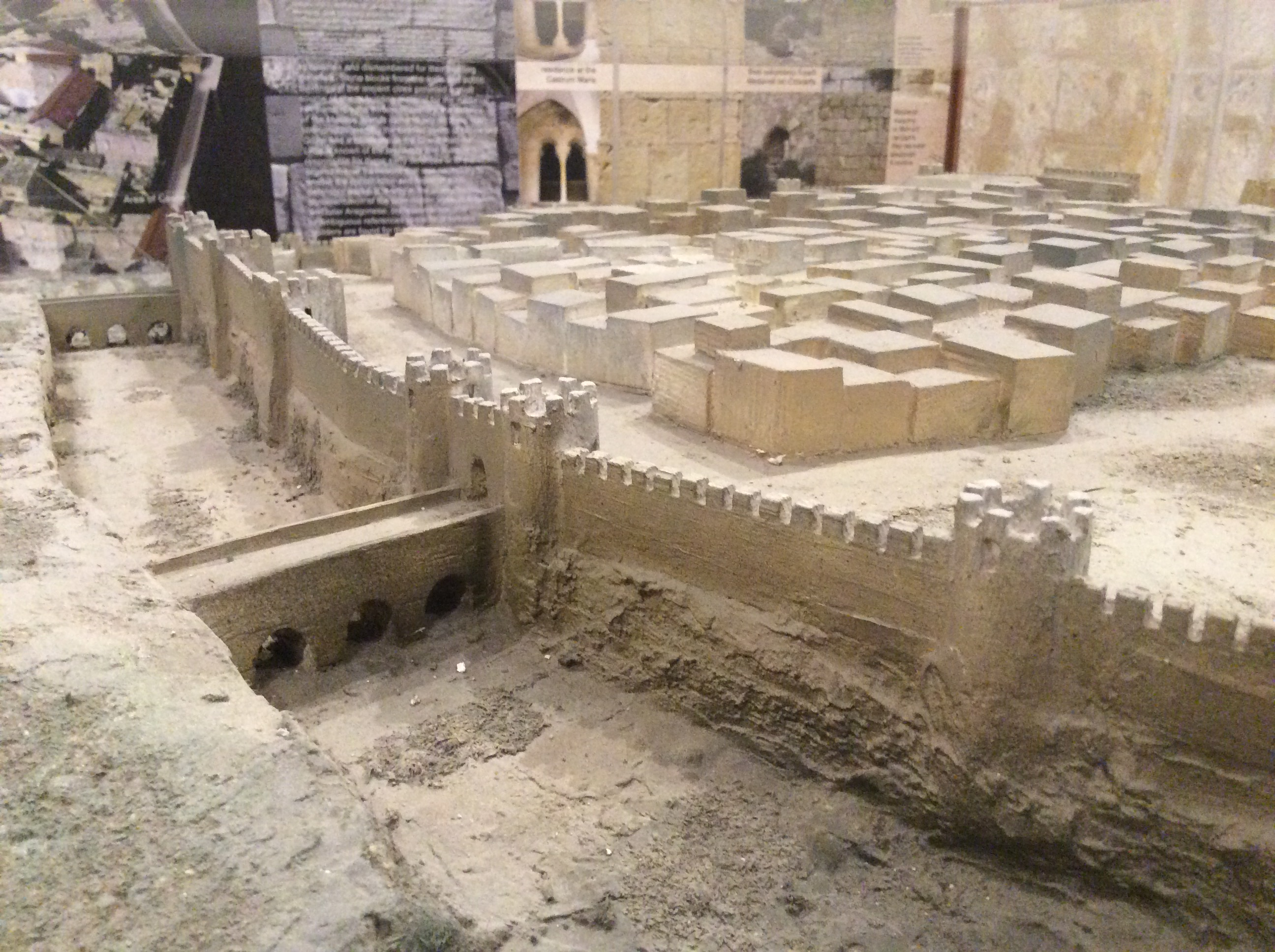
مُحاكاة مُحتملة لِحوائط حصن مالطة الروماني الذي هدمه المُسلمون.

حاول المُسلمون الانتفاض ضد حكم النورمان سنة 516هـ المُوافقة لِسنة 1122م، إلَّا أنَّ روجر الثاني ملك صقلية أنهى هذا التمرد سنة 521هـ المُوافقة لِسنة 1127م. وسُمح للمسلمين إقامة شعائرهم حتى القرن الثالث عشر الميلادي، الذين ظلّوا يمثلون أغلبية السكان ومثّل بقيَّة الأهالي أقليَّات مسيحيَّة ويهوديَّة حتى سنة 639هـ المُوافقة لِسنة 1240م. ومنذ سنة 647هـ الموافقة لسنة 1249م، تغيّرت التركيبة السُكَّانيَّة لِمالطة بعد أن نُقل مُسلمي الجزيرة إلى مُستعمرة لوتشرا الإيطاليَّة إلى جوار إخوانهم المُستبعدين من مُسلمي صقلية، لِينتهي وُجود المُسلمين المالطيين في الجزيرة.
لم تكن تلك آخر المُحاولات الإسلاميَّة لغزو مالطة، ففي ذي الحجة 832هـ المُوافق فيه أيلول (سپتمبر) 1429م، أغار الحفصيُّون في عهد أبي فارس عبد العزيز المُتوكِّل على مالطة، فقتلوا وغنموا وأسروا 3,000 أسير، ثُمَّ رجعوا إلى تُونُس. ثم جاء دور العُثمانيين الذين استهدفوا مالطة بعد نجاحهم في طرد فُرسان الإسبتاريَّة بعد حصارهم لِرودس سنة 1522م، مما دفع فُرسان الاستباريَّة لِلفرار إلى صقلية ومنها إلى مالطة حيث أسَّسوا دولتهم سنة 1530م، وأنشأوا أُسطولًا كبيرًا كانوا يقاتلون بها أساطيل المُسلمين، وكانوا ينقلون أُلوف الأسرى المُسلمين إلى مالطة. كانت أُولى مُحاولات العثمانيين سنة 1551م، عندما هاجم أسطول عثماني يقوده سنان باشا، ويرافقه صالح ريس ودرغوث ريس ونزلت قوة من 10,000 مقاتل لحصار بيرجو وحصن سانت أنجيلو، ولكنها تحوّلت عنهما بعد أن وجدوا منعتهما إلى مدينا فقاومتهم، ثم اضطرُّوا لِلانسحاب بعد أن تعرّض أُسطُولهم لَلهُجوم، وتوجهَّوا لغزو جزيرة غودش المُجاورة، فهزموا حاميتها، وأسروا عددًا منهم، ثم توجّهوا لمهاجمة مدينة طرابُلس الغرب. ثُمَّ جاءت المُحاولة العُثمانية الثانية سنة 1565م، عندما حاصر العُثمانيُّون مالطة بقيادة درغوث ريِّس ويُعاونه مُصطفى باشا وبياله باشا وصالح ريِّس وعلج علي باشا نحو ثلاثة أشهر، وانتهت الحملة بِفشل ذريع فقد فيها العُثمانيُّون عدد كبير من القتلى تراوح بين 25,000 و35,000 قتيل. لم تكن تلك المُحاولة العُثمانيَة الأخيرة، حيثُ أعاد العُثمانيون المُحاولة في سنة 1614م بِحملةٍ يقُودُها داماد خليل باشا أغارت على زيتون، فأوقعت بعض الخسائر في صُفوف المُقاومين لِلغزو، ثُمَّ انسحبت دون أن تُحقِّق القُوَّات العُثمانيَّة أهدافها بِسبب استبسال المُقاومين.

## فتح سردانية وقرسقة

### سردانية

جزيرة سردينيا (سردانية) استهدفتها غارات المُسلمين قديمًا لقربها من شواطئ إفريقية.

بدأت الغزوات الإسلاميَّة على سردينيا التي عرفها المسلمون باسم سردانية سنة 87هـ المُوافقة لِسنة 706م في عهد موسى بن نصير والي إفريقية الذي بعث حملتين على سردانية الأولى بقيادة ابنه عبد الله الذي استطاع أن يفتتح فيها مدينة قولة، والثانية بقيادة عبد الله بن حُذيفة الأزدي التي عادت مُحمَّلة بِالغنائم والسبي. كما زعم ياقوت الحموي في كتابه مُعجم البُلدان أن جيش مُوسى بن نُصير غزاها مرَّة أُخرى سنة 92هـ المُوافقة لِسنة 711م. ثُمَّ تكرَّرت الغزوات الإسلاميَّة على سردانية سنوات 134هـ\752م و197هـ\813م و201هـ\817م و204هـ\820م و206هـ\822م و201هـ\817م و212هـ\827م و223هـ/838م و244هـ\858م لكنها كانت غزوات عارضة تكتفي بالسبي والغنائم.
ويبدو أن الفاطميين استطاعوا فتح سردانية لِفترة، حيث ذكر ابن خلِّكان في ترجمته للخليفة الفاطمي المُعز لِدين الله في كتابه وفيَّات الأعيان أنَّ المُعز أقام بها في الفترة من 22 شوَّال 361هـ إلى 5 صفر 362هـ كما ذكر ابن الأثير في كتابه الكامل في التاريخ أنه لمَّا تُوفي المنصور بن بلقين الزيري سنة 386هـ المُوافقة لِسنة 995م، سار الناس إلى سردانية لِتعزية ابنه باديس بن المنصور، مما يدل على استقرار حُكم سردانية في يد الفاطميين وأتباعهم الزيريين فترة من الزمان. ثُمَّ يبدو أيضًا أن المُسلمين فقدوا سردانية بعد ذلك التاريخ. ففي ربيع الأول 406هـ المُوافق فيه آب (أغسطس) 1015م، جهّز مُجاهد العامر حاكم دانية والجزائر الشرقية أسطولًا قوامه 120 سفينة وألف فارس، فغزا سردانية واحتلَّ بعض أنحائها، واتخذها قاعدةَ لِهجماته التالية، وأغار على الشاطئ المُمتد بين جنوة وبيزة، فهدَّد بذلك المصالح التجاريَّة لِتلك الجُمهُوريَّات البحريَّة الإيطاليَّة القويَّة. مما دعا البابا بندكت الثامن لِإعلان الحرب على المُسلمين، وتحالفت الدولة البابويَّة مع جنوة وبيزة لِطرد المُسلمين. عمل مُجاهد العامري على تحصين الجزيرة للدفاع عنها، ولكن مع وُصُول سُفن المسيحيين، اشتعلت مُقاومة أهل الجزيرة، كما ألحقت السُفن المسيحيَّة بِسُفُن الأندلُسيين خسائر كبيرة، وتعرّض علي بن مُجاهد العامري وزوجة مُجاهد وبناته وإخوته لِسبيٍ مع الكثير من المُسلمين، ولكن افتداهم مُجاهد بعد فترة قصيرة، ولكنَّ أهل سردانية احتفظوا بابنه علي أسيرًا لِعشر سنوات لضمان عدم مُعاودة مُجاهد العامري لِمُحاولة غزو الجزيرة.

### قرسقة

تتبع جزيرة كورسيكا (قُرشقة أو قرسفة) فرنسا اليوم، لكنها كانت قبل ذلك محل نزاع بين الجُمهوريَّات البحريَّة الإيطاليَّة.

تقع جزيرة كورسيكا في غرب إيطاليا وجنوب شرقي فرنسا، وهي تتبع فرنسا اليوم، وكانت كغيرها من جزائر البحر المُتوسِّط هدفًا لِلغارات الإسلامية قديمًا، وعرفها المُسلمون باسم قَرسَقَة أو قُرشِقَة.
يُعد أقدم ذكر لِغزوةٍ لِمُسلمين على قرسقة ما جاء في كتاب تاريخ اللومبارديين عن تحرير بيبان بن شارلمان لِقرسقة من الغُزاة المسلمين، وكان ذلك في سنة 191هـ المُوافقة لِسنة 806م في عهد الحكم الربضي، لكنها لم تكن حملة رسميَّة أطلقتها الدولة، وإنَّما كانت غزوةً لِجماعةٍ من المُغامرين البحريين الأندلُسيين، الذين نجحوا في كسب الكثير من السبي والغنائم من تلك الغزوة. ثُمَّ عاودوا الكرّة بعد ذلك بِعامين مُستهدفين شواطئ قرسقة وسردانية. وفي سنة 213هـ المُوافقة لِسنة 828م في عهد عبد الرحمٰن الأوسط أمير قرطبة، هاجمت قُوَّة بحرية قرسقة، وغنموا منها الكثير. وفي سنة 323هـالمُوافقة لِسنة 935م، هاجمت سُفُن الفاطميين قرسقة في طريق عودتها بعد أن هاجموا مدينة جنوة.
لم تشتبك قُوَّة إسلاميَّة مع أي من القوى المُعادية في قرسقة لفترةِ طويلة حتى سنة 1540م، عندما اعترضت سُفُن إسپانيَّة وجنويَّة سربٌ بحري عُثماني في خليج غيرولاتا، وهزموهم وأسروا 1,200 أسير من بينهم قائد العثمانيين درغوث ريِّس. وفي 16 صفر 960هـ المُوافق فيه 1 شُباط (فبراير) 1553م، اتفق السُلطان سُليمان القانوني مع هنري الثاني ملك فرنسا على أن يفتح الأُسطولين العُثماني والفرنسي جزيرة قرسقة التي كانت تحت سيادة جُمهُوريَّة جنوة حليفة إمبراطور الرومانيَّة المُقدَّسة شارلكان؛ لتكون قرسقة قاعدةً لغزو سواحل إسپانيا وإيطاليا، وفي صيف 1553م، هاجم الأُسطول العُثماني بقيادة سنان باشا ودرغوث ريِّس، والأُسطُول الفرنسي بقيادة بولان دي لا غاردي شواطئ النبلطان (ناپولي) وصقلية وإلبة، ثم قرسقة. إلَّا أنَّ التواجد العُثماني لم يطل بسبب وُقُوع الخلاف بين العُثمانيين والفرنسيين، فانسحب العُثمانيون مُثقلون بِالغنائم.

## فتح الجزائر الشرقيَّة (جُزر البليار)

### المحاولات الأولى لفتح الجزائر الشرقية

موقع جزر البليار شرقي شبه الجزيرة الإيبيرية، التي عرفها المسلمون بالجزائر الشرقية.

تقع جزر البليار شرقي شبه الجزيرة الإيبيرية، وهي تتألف من أربعة جزر رئيسية وهي ميورقة أكبر تلك الجزر وفيها مدينة ميورقة عاصمتها، ومنورقة ويابسة وفرمنتيرا بالإضافة لعدد من الجزر الصغيرة غير المأهولة. كانت تلك الجزر دومًا هدفًا لغزوات المسلمين لأهمية موقعها استراتيجيًا على حدود الأندلس الشرقية وأطلقوا عليها اسم الجزائر الشرقية. لذا فقد أولاها موسى بن نصير والي إفريقية اهتمامًا خاصًا، فكان يرسل الغارات البحرية عليها من آن لآخر، والتي بدأها بغارة بقيادة ابنه عبد العزيز سنة 84هـ\703م، تلتها غارة أخرى لعبد العزيز سنة 86هـ\705م ثم بحملة ثالثة بقيادة ابنه عبد الله سنة 90هـ\710م لغزو الجزائر الشرقية، هاجم فيها ميورقة ومنورقة، لكنها كانت تقتصر على إصابة بعض الأسرى والغنائم، ولم تكن فتحًا مستقرًا. ظلت الجزائر الشرقية في معزل عن هجمات المسلمين، لفترة طويلة من الزمن، مما قوّى شوكتهم، ومع مرور الوقت أصبحوا يتهددون سفن المسلمين من آن لآخر، مما دعا الأمير عبد الرحمٰن الأوسط لتجهيز حملة بحرية من 300 سفينة لتأديب أهل تلك الجزائر سنة 234هـ\848م لاعتراضهم سفن المسلمين، فغزو ميورقة ومنورقة، فأوقعوا الهزيمة بأهل الجزائر الشرقية، وسبوا عدد كبير من الأسرى، فأرسل أهل الجزائر الشرقية لعبد الرحمٰن الأوسط يطلبون الأمان ورضوا بدفع الجزية، وتعهّدوا بالولاء والطاعة.

### تحت حكم الأمويين وملوك الطوائف

كانت الجزائر الشرقية جزء من طائفة دانية والجزائر الشرقية التي أسسها مجاهد العامري سنة 403هـ\1013م، حتى سقوط دانية في يد المقتدر بن هود سنة 468هـ\1076م، فحظيت باستقلالها لفترة من الزمن.

بقيت الجزائر الشرقية على استقلاليتها إلى أن فتحتها حملة بحرية أرسلها الأمير عبد الله بن مُحمَّد بن عبد الرحمٰن سنة 290هـ\903م بقيادة أمير البحر عصام الخولاني إلى ميورقة، ففتحها، وأقرّه الأمير عبد الله على ولايتها، فاجتهد عصام الخولاني بتوطيد حكم المسلمين فيها، فبنى المساجد والفنادق والحمامات فيها، فغدت بذلك الجزائر الشرقية فعليًا للمرة الأولى تحت راية دولة إسلامية. ثم توفي عصام الخولاني سنة 300هـ\912م، وخلفه ابنه عبد الله بن عصام واليًا على الجزائر الشرقية وبقي واليًا عليها لفترة حتى زهد في الحكم واعتزل. ذكر ابن خلدون أن الخليفة عبد الرحمٰن الناصر لِدين الله ولّى على الجزائر الشرقية واحدًا من مواليه يدعى الموفق الصقلبي سنة 343هـ\955م اهتم ببناء السفن ومهاجمة موانئ الممالك المسيحية المجاورة حتى وفاته سنة 359هـ\970م، فعيّن الخليفة الحكم المستنصر بالله مولاه كوثر الصقلبي واليًا على الجزائر الشرقية، ونهج كوثر الصقلبي نهج الموفق الصقلبي حتى وفاة كوثر الصقلبي سنة 389هـ\999م، فولّى المنصور بن أبي عامر مولاه مقاتل العامري واليًا، ودعّمه المنصور ومن بعده ابنه عبد الملك ليستكمل سياسة الغزو، حتى توفي سنة 403هـ\1012م في الفترة التي شهدت فترة الاضطرابات التي عُرفت في تاريخ الأندلس بفتنة الأندلس.
شهدت تلك الفترة بداية تشكّل ممالك الطوائف التي شهدت تناحر المتغلبين من الحكام على مدن ومناطق الأندلس المختلفة، وقد استغل مجاهد العامري الذي تغلّب على دانية تلك الاضطرابات، واستولى على الجزائر الشرقية سنة 405هـ\1015م، وضمّها إلى دولته الوليدة مؤسسًا طائفة دانية والجزائر الشرقية. ظلت الجزائر الشرقية تحت حكم مجاهد العامري ومن بعده ابنه علي إقبال الدولة حتى سقطت عاصمتهم دانية في يد المقتدر بن هود سنة 468هـ\1076م، فاستقل عبد الله المرتضى الذي كان واليًا على الجزائر الشرقية من قِبَل علي إقبال الدولة بحكم الجزائر الشرقية، وبقي أميرًا عليها ونجح في صدّ هجمات الأساطيل الإيطالية والفرنجية والقطلانية حتى وفاته سنة 486هـ\1092م، فخلفه مبشر بن سليمان، الذي نشطت في عهده غزوات البحارة المسلمين على الشواطيء الإيطالية.
كانت تلك الغزوات التي انطلقت في عهد مبشر بن سليمان مصدرًا لقلق الجمهوريات الإيطالية التي كان جُلّ اعتمادها على النشاطات التجارية، إلا أن نجاح غارة سفن سيجورد الأول ملك النرويج سنة 502هـ\1109م على جزيرة فرمنتيرا الصغيرة وهي في طريقها للمشاركة في الحملة النرويجية الصليبية، وقتلها لحاميتها، واستيلائها على ما في الجزيرة من أموال، ثم مهاجمتها لجزيرتي منورقة ويابسة بنجاح، مما شكّل الدافع المحفّز لتلك الجمهوريات لتوجيه ضربة عسكرية للجزائر الشرقية.
وفي سنة 508هـ\1114م، جهّزت جمهورية بيزة 300 سفينة لغزو الجزائر الشرقية، بالتحالف مع 120 سفينة لريموند برانجيه الثالث كونت برشلونة وحلفائهم الفرنسيين، وبدأوا هجومهم بمهاجمة جزيرة يابسة في صفر 508هـ/أغسطس 1114م لقطع الطريق بين الجزائر الشرقية والبر الأندلسي، ثم ضربوا الحصار على ميورقة. وجد مبشر بن سليمان أن قواته لن تقوى الدفاع أمام تلك القوات، فأرسل يعرض عليهم الصلح والأموال وإطلاق الأسرى المسيحيين الذين كان يتم أسرهم أثناء غارات المسلمين على أراضيهم، فرفض الغزاة. فلم يجد مبشر بن سليمان بُدًّا من أن يستنجد بعلي بن يوسف بن تاشفين أمير المرابطين الذين لم يتردّدوا في المساعدة، فجهزوا أسطولًا بقيادة أمير البحر ابن تفرتاش، وهاجموا في الوقت نفسه كونتية برشلونة برًّا لتخفيف الضغط عن أهل الجزائر الشرقية. إلا أن مبشر بن سليمان مات خلال الحصار، وخلفه أبو الربيع سليمان بن لبون الذي ركب مركبًا صغيرة ليطلب النجدة بنفسه، فتعرّض للأسر. ثم سقطت المدينة في شوال 509هـ/مارس 1116م، وارتكب الغزاة مجزرة بين السكان، ثم غادروا الجزائر الشرقية مسرعين مثقلين بالسبي والغنائم قبل وصول أسطول المرابطين. دخل المرابطون ميورقة في 5 ذي القعدة 509هـ/أبريل 1116م، فغدت منذئذ الجزائر الشرقية من أراضي دولة المرابطين. كما ورد أنه أثناء فرار السفن البيزية والقطلونية، تعرضت السفن لعاصفة انحرف على إثرها أربعة سفن نحو دانية، فطاردتها سفن المدينة بقيادة ابن أبي السداد، وأغرقت منها واحدة، وأسروا الثلاث سفن الأخرى.

### تحت حكم بني غانية
لم تمض الكثير من السنوات بعد وقوع الجزائر الشرقية تحت راية المرابطين حتى علا نجم الدولة الموحدية التي بدأت في التوسّع تدريجيًّا على حساب دولة المرابطين. انتهز محمد بن علي بن غانية والي المرابطين على الجزائر الشرقية الفرصة، وأسس دولته مستغلاً الضعف الذي أصاب دولة المرابطين في أواخر عهدها، ثم خلفه ولده إسحٰق بن مُحمَّد بن غانية سنة 550هـ\1155م. أصبحت الجزائر الشرقية في عهد إسحٰق بن غانية قوة بحرية مزدهرة ووافرة الموارد، وكانت تنطلق منها الغارات بانتظام على موانئ الممالك المسيحية القريبة، حتى أنه استولى على ميناء طولون جنوب فرنسا في سنة 574هـ\1178، مما دفع جمهوريات جنوة وبيزة والبندقية لعقد معاهدة صلح وصداقة مع بني غانية في سنة 573هـ المُوافقة لِسنة 1177م، واستمرت المعاهدة سارية حتى وفاة إسحٰق بن غانية سنة 579هـ\1183م بعد إصابته في إحدى غزواته البحرية.
لما توفي إسحٰق بن غانية، خلفه ابنه محمد بن إسحٰق بن غانية الذي آثر الدخول تحت سلطان الدولة الموحدية، خاصة بعد سيطرة الموحدين على شرق الأندلس. إلا أن ذلك لم يرق لأبناء إسحٰق بن غانية، فاعتقلوا أخيهم وولّوا علي بن إسحٰق بن غانية مكانه، ومنعوا علي بن الربرتير سفير الخليفة الموحدي أبو يعقوب يوسف بن عبد المؤمن من مغادرة الجزائر الشرقية، ثم ما لبثوا لما بلغتهم أنباء حصار شنترين ومقتل الخليفة أبي يعقوب أن خلعوا طاعة الموحدين، وسجنوا سفير الخليفة الموحدي. بل واستغل بنو غانية اضطراب أحوال الموحدين، وجهزوا أسطولاً بقيادة علي بن إسحٰق بن غانية من 32 سفينة تحمل 200 فارس وأربعة آلاف راجل هاجموا به إفريقية، واستولوا على بجاية في 6 شعبان 580هـ المُوافق فيه 18 تشرين الثاني (نوڤمبر) 1184م، ثم استولى بنو غانية على جزائر بني مزغنة ومليانة ومازونة وآشير وقلعة بني حماد، ثم حاصروا قسنطينة.
وفي سنة 581هـ\1185م، وبينما كان علي بن إسحٰق بن غانية في ذروة حملته على إفريقية، نجح علي بن الربرتير في الفرار من محبسه بمعونة جند بني غانية المرتزقة من المسيحيين، وأنصار المخلوع محمد بن إسحٰق بن غانية. ثم نجحوا في خلع طلحة بن إسحٰق بن غانية الذي كان ينوب عن أخيه علي بن إسحٰق بن غانية، وأعادوا محمد بن إسحٰق بن غانية حاكمًا على الجزائر الشرقية. وما أن غادر علي بن الربرتير الجزائر الشرقية، حتى خلع عبد الله بن إسحٰق بن غانية أخيه محمد بن إسحٰق بن غانية مجددًا بدعم من وليم الثاني ملك صقلية، وفرّ محمد بن إسحٰق إلى بر الأندلس. ثم نجح عبد الله بن إسحٰق في صد هجوم أسطول الموحدين الذي جاء لمساندة محمد بن إسحٰق بن غانية، وقتل عبد الله الكثير من عسكر الموحدين، لكنه فقد جزيرتي منورقة ويابسة.
حافظ عبد الله بن إسحٰق بن غانية على علاقات اقتصادية قوية مع الجمهوريات البحرية لا سيما جنوة وبيزة، حيث عقد في سنة 594هـ\1198م معاهدة صلح وتجارة مع جمهورية جنوة لمدة 20 سنة، واستغل علاقاته الحسنة تلك لتقوية جيشه بتبادل الحبوب ومنتجات الجزيرة الأخرى مقابل أن يمدّه حلفاؤه بالسلاح والسفن والذخائر حتى يستطيع مجابهة الموحدين الذين تحفّزوا لمهاجمة بني غانية في الجزائر الشرقية، خاصة بعد انتصارات بني غانية وتوسعاتهم في إفريقية. وفي سنة 597هـ\1200م، بادر عبد الله بن إسحٰق بن غانية بمهاجمة جزيرة يابسة وانتزاعها من الموحدين، لكن حملته فشلت، ثم قاد في السنة التالية حملة أخرى، نجح فيها في انتزاع جزيرة منورقة. وفي ذي الحجة 599هـ المُوافق فيه أيلول (سپتمبر) 1203م، هاجم أُسطول المُوحدين الجزائر الشرقية، ونجحوا في انتزاع منورقة مجددًا. ثم حاصروا ميورقة، حتى نجحوا في فتحها، وهزوموا جيش عبد الله بن إسحٰق بن غانية وقتلوه في ربيع الأول 600هـ المُوافق فيه كانون الأوَّل (ديسمبر) 1203م فقضوا على سُلطة بني غانية في الجزائر الشرقية، التي أصبحت تحت سُلطان المُوحدين منذئذ.

### تحت حكم الموحدين ونهاية الحكم الإسلامي
بعد سُقُوط دولة بني غانية ووُقُوع الجزائر الشرقيَّة تحت سُلطة المُوحدين، أحسَّت الممالك المسيحيَّة خاصة مملكة أرغون المواجهة للجزائر الشرقية بالقلق، ولم يمض وقت طويل حتى جهزت يعقوب (چايم) الأوَّل ملك أرغون أسطولاً في شوَّال 636هـ المُوافق فيه أيلول (سپتمبر) 1229م من 155 سفينة حربيَّة وعدد من القطع الخفيفة، تحمل 1,500 فارس و15,000 من المُشاة لغزو الجزائر الشرقية، ونجحوا في الاستيلاء على ميورقة قاعدة الجُزر في 14 صفر 627هـ المُوافق فيه 8 كانون الثاني (يناير) 1230م، وقتلوا يومئذٍ 24,000 من المُسلمين، وأسروا الكثير من بينهم والي الجزائر الشرقية أبي يحيى بن أبي عمران الذي مات بعد فترة قصيرة تحت وطأة التعذيب. ورُغم ذلك فرَّ عددٌ من المُقاومين لِلجبال ونظّموا صُفوفهم بِقيادة ابن سيري الذي قُتل مُقاومًا أمام جيش يعقوب الأوَّل في 10 ربيع الآخر 628هـ المُوافق فيه 21 شُباط (فبراير) 1231م، وظلَّت حُصُون المُسلمين تتساقط أمام جيش يعقوب حتَّى آخر رجب 628هـ المُوافق فيه حُزيران (يونيو) 1231م، وفرّ من بقي من المُسلمين من الجزائر الشرقية في الشهر التالي. ثم لحقتها جزيرتي يابسة وفرمنتيرا سنة 632هـ المُوافقة لِسنة 1235م، أما جزيرة منورقة فقد آثر واليها أبي عثمان سعيد بن الحكم القرشي مهادنة الأرغونيين، ودفع لهم جزية سنوية. لكن ذلك لم يدم ذلك طويلاً حيث افتتحها الأرغونيين سنة 686هـ المُوافقة لِسنة 1287م، وأجلوا عنها المُسلمين، لِينتهي بذلك نحو أربعة قرون من تواجد المُسلمين في الجزائر الشرقية.

### الغارات العُثمانيَّة على جُزُر البليار
بعد سُقُوط غرناطة سنة 1492م، أمر السُلطان بايزيد الثاني الأُسطُول العُثماني بِالمُساعدة في إجلاء المُسلمين الفارّين من غرناطة إلى شواطئ شمال أفريقيا. وفي سنة 1501م، انطلقت حملة عُثمانيَّة يقُودها كمال ريِّس فأغارت على جزر البليار وسردينيا. وفي سنة 1529م، فاوض بعض الموريسكيين في بلنسية خير الدين بربروس لنقلهم إلى المغرب، فبعث بعض سفنه بقيادة آيدين ريِّس وصالح ريِّس لنقلهم، فاعترضتهم قُوَّة إسپانيَّة من ثمان سُفُنٍ وجَّهها كارلوس الخامس، اشتبكت القُوَّة العُثمانيَّة مع السفن الإسپانيَّة عند جزيرة فورمينتيرا، وقتلت رودريغو بورتوندو قائد القوة الإسپانيَّة، وأسرت سبع سُفُن إسپانيَّة، واقتادوا مُقاتليها أسرى إلى الجزائر. وفي سنة 1535م، هاجم خير الدين بربروس ميناء ماهون في جزيرة منورقة، وغنم الكثير من الغنائم، واقتاد 6,000 أسير إلى الجزائر. وفي سنة 1558م، هاجم العُثمانيُّون بقيادة بياله باشا ودرغوث ريِّس جزيرة منورقة، وأوقعوا خسائر في صُفُوف المُدافعين عن المدينة، وأسروا نحو 4,000 أسير اقتادوهم إلى إسلامبول.

## الغزوات على شواطئ شمال وغرب إيطاليا وجنوب فرنسا

### غزوات شمال وغرب إيطاليا
استهدف البحارة المُسلمون شواطئ غرب وشمال غرب إيطاليا منذ نهاية القرن الثاني الميلادي، ففي سنة 197هـ المُوافقة لِسنة 813م، أغارت حملة أندلُسية على نيس ثم شفيتافكيا ثم جزيرة قرسقة بنجاح، لكن لاحقها أُسطُولٌ إفرنجي، وأدركها عند الجزائر الشرقية، واستطاع الفرنجة تحرير 500 أسير قرسقي كان المسلمون قد أسروهم. وفي سنة 228هـ/843م أو في سنة 230هـ المُوافقة لِسنة 845م، احتلَّ الأغالبة بقيادة الفضل بن جعفر الهمداني ميناء مسينة، واستخدموه في السنة التالية (231هـ\846م) لغزو أراضي روما فهزموا حاميات شيفيتافكيا ونوڤا أوستيا، وأغاروا على ضواحي روما، لكن الحملة لم تكتمل بعد أن حطمت عاصفة عدد من سفن الأغالبة، ثُمَّ هاجمت السفن الناجية من العاصفة جنوة.
وفي سنة 245هـ المُوافقة لِسنة 859م، غزا البحَّارة المُسلمون نيس مرَّة أُخرى. وفي سنة 251هـ المُوافقة لِسنة 865م، بعث أبو الغرانيق مُحمَّد بن أحمد الأغلبي قائده خفاجة بن سفيان لِفتح جنوة، فهاجمها ثم توغّل في منطقة جبال الألب، وعاد مع نهاية سنة 252هـ المُوافقة لِسنة 866م. ثم غزا البحَّارة المُسلمون نيس للمرة الثالثة سنة 266هـ المُوافقة لِسنة 880م. وفي سنة 293هـ المُوافقة لِسنة 906م، حطّ غُزاةٌ مُسلمون بِالقُرب من جنوة، واخترقوا الأراضي المُجاورة لها حتى اقتحموا مدينة آكي من أعمال مونفراتو بِالقُرب من تورينو. وفي سنة 322هـ المُوافقة لِسنة 934م، غادر أُسطُولٌ فاطميّ بِقيادة يعقوب بن إسحٰق التميمي بِأمرٍ من الخليفة الفاطمي عُبيد الله المهدي لغزو جنوة، فاقتحموها وسبوا نحو 1,000 امرأة وخربت المدينة، وبقيت غير مأهولة لسنوات. وفي السنة التالية (323هـ\935م)، غزا المُسلمون مدينة پيزة. ثُمَّ أغار المُسلمون مجددًا على پيزة سنة 394هـ المُوافقة لِسنة 1004م. ثُمَّ حدثت غارة أُخرى على پيزة سنة 399هـ المُوافقة لِسنة 1009م، وغزت تلك الحملة أيضًا مدينة لوني. وفي سنة 501هـ المُوافقة لِسنة 1108م، هاجم أُسطول يحيى بن تميم الصنهاجي مدينة جنوة، فصالحه أهلها على قدرٍ من المال.
توقَّفت الغزوات البحريَّة لِلمُسلمين على شواطئ شمال وغرب إيطاليا منذ القرن الثاني عشر الميلادي بعد أن علا نجم الجُمهُوريَّات البحريَّة. فلم تحدث مُواجهات مُباشرة بين المُسلمين وتلك الجُمهُوريَّات في مُحيط شمال وغرب إيطاليا إلَّا في سنة 1552م عندما هزم أُسطولٌ عُثمانيّ فرنسيّ بِقيادة درغوث ريِّس أُسطُول جنوة الذي يقوده أندريا دوريا في معركة بونزا، ودمَّر للجنويين 7 سُفن حربيَّة.

### غزوات جنوب فرنسا
بدأت حملات البحَّارة المُسلمون على شواطئ جنوب فرنسا مُنذُ نهاية القرن الثاني الميلادي أيضًا، ففي سنة 197هـ المُوافقة لِسنة 813م، أغارت حملة أندلُسيَّة على نيس ثم شفيتافكيا ثم جزيرة قرسقة بنجاح، لكن لاحقها أُسطُولٌ إفرنجي، وأدركها عند الجزائر الشرقية، واستطاع الفرنجة تحرير 500 أسير قرسقي كان المُسلمون قد أسروهم. وفي سنة 223هـ المُوافقة لِسنة 838م، غزا أُسطولٌ أندلُسي مرسيلية وما حولها، واقتحموا آرل، ثم تركُوهما بعد أن غنموا الكثير من الغنائم والسبي. ثم تكرّرت غزوات المُسلمين على آرل سنة 227هـ المُوافقة لِسنة 842م، ثم على مرسيلية سنة 231هـ المُوافقة لِسنة 846م، ثم مُجددًا على آرل سنتي 233هـ\848م و235هـ\850م. وفي سنة 233هـ المُوافقة لِسنة 848م، غزت قُوَّة بحريَّة من المُسلمين مرسيلية، وجميع ساحل جنوب فرنسا حتى جنوة. وفي سنة 255هـ/869م، هاجم بحارة مسلمون جزيرة كاراماجو الواقعة أمام دلتا نهر الرون، واتخذوها قاعدة لهجماتهم التي أسفرت عن أسر أسقف آرل، وعادوا من حملتهم تلك مثقلين بالغنائم والأسرى.

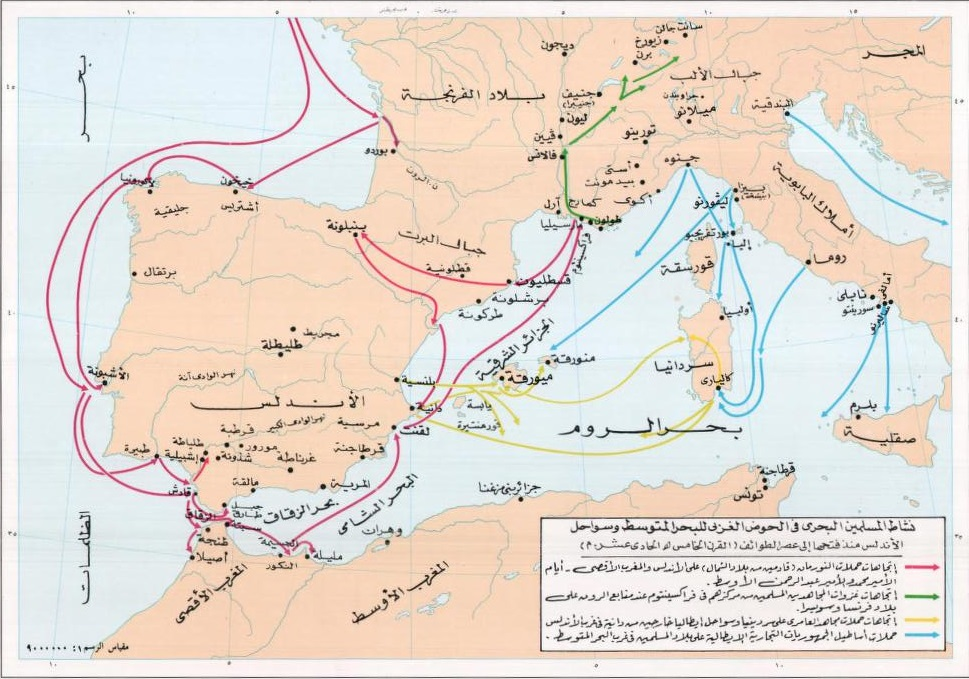
النشاط الجهادي البحري لِلمُسلمين في الحوض الغربي لِلبحر المُتوسِّط من القرن الخامس إلى الحادي عشر الميلاديّ.

في سنة 277هـ المُوافقة لِسنة 890م، رست سفينة إسلاميَّة صغيرة عليها 20 بحار في خليج جريمو، وعسكروا في غابة كثيفة تحفّها جبال، ثم نجحوا في مُهاجمة بعض المناطق القريبة مما شجّعهم على الاستقرار في تلك المنطقة، ثم انضم إليهم الكثير من بحَّارة الثُغُور الإسلاميَّة القريبة. أسس هؤلاء البحارة حصنًا عُرف بِـ«حصن فرخشنيط» اتخذوه قاعدةً لهم تنطلق منها غاراتهم، واستطاعوا تأسيس دولة ضمّت شمال إيطاليا وجنوب شرق فرنسا وأجزاء من سويسرا عٌرفت بـ«إمارة جبل القلال»، وسقطت سنة 365هـ المُوافقة لِسنة 975م بعد هزيمتهم أمام قوات وليم الأوَّل كونت پروڤانس سنة 363هـ المُوافقة لِسنة 973م في معركة تور تور. وفي سنة 295هـ المُوافقة لِسنة 908م، نزلت سريَّة من البحَّارة المُسلمين بِالقُرب من إيج مورت، وهاجموا الأديرة والكنائس التي كانت تغصّ بالأموال، ثم هاجموا مرسيلية وإيكس، وسبوا الكثير من النساء. كما غزا البحَّارة المُسلمون مدينتي طولون وفريجوس سنة 318هـ المُوافقة لِسنة 930م. وفي سنة 393هـ المُوافقة لِسنة 1003م، غزت حملة من مُسلمي الأندلُس أنتيب، ثم غزت حملة أخرى أربونة سنة 410هـ المُوافقة لِسنة 1019م، تبعتها حملة ثالثة في سنة 438هـ المُوافقة لِسنة 1047م، غزت جزيرة ليران بالقرب من كان، وأسرت عدد من الرهبان. وفي سنة 411هـ المُوافقة لِسنة 1020م، غزا أُسطُول مجاهد العامري حاكم دانية والجزائر الشرقية مدينة أربونة.
بعد صُعُود نجم الجُمهُوريَّات البحريَّة وسيطرتها على المياه البحريَّة في شمال غرب البحر المُتوسِّط، توقفت الغزوات البحريَّة الإسلاميَّة على الساحل الجنوبي لِفرنسا. ولم تشتبك قُوَّاتٌ لِلمُسلمين مع تلك الجُمهُورَّيات في تلك المنطقة إلَّا سنة 1543م عندما حاصر العُثمانيون والفرنسيين نيس التي كانت يومئذٍ جزءً من دوقيَّة ساڤوي ضمن معارك الحرب الإيطالية 1542-1546، والتي شهدت انتصارًا غير مُكتمل لِلتحالف العُثماني الفرنسي على حساب قُوَّات الإمبراطوريَّة الرومانيَّة المُقدَّسة ودوقيَّة ساڤوي وجُمهُوريَّة جنوة.

## ضياع وعودة بعض جُزُر البحر إلى المُسلمين

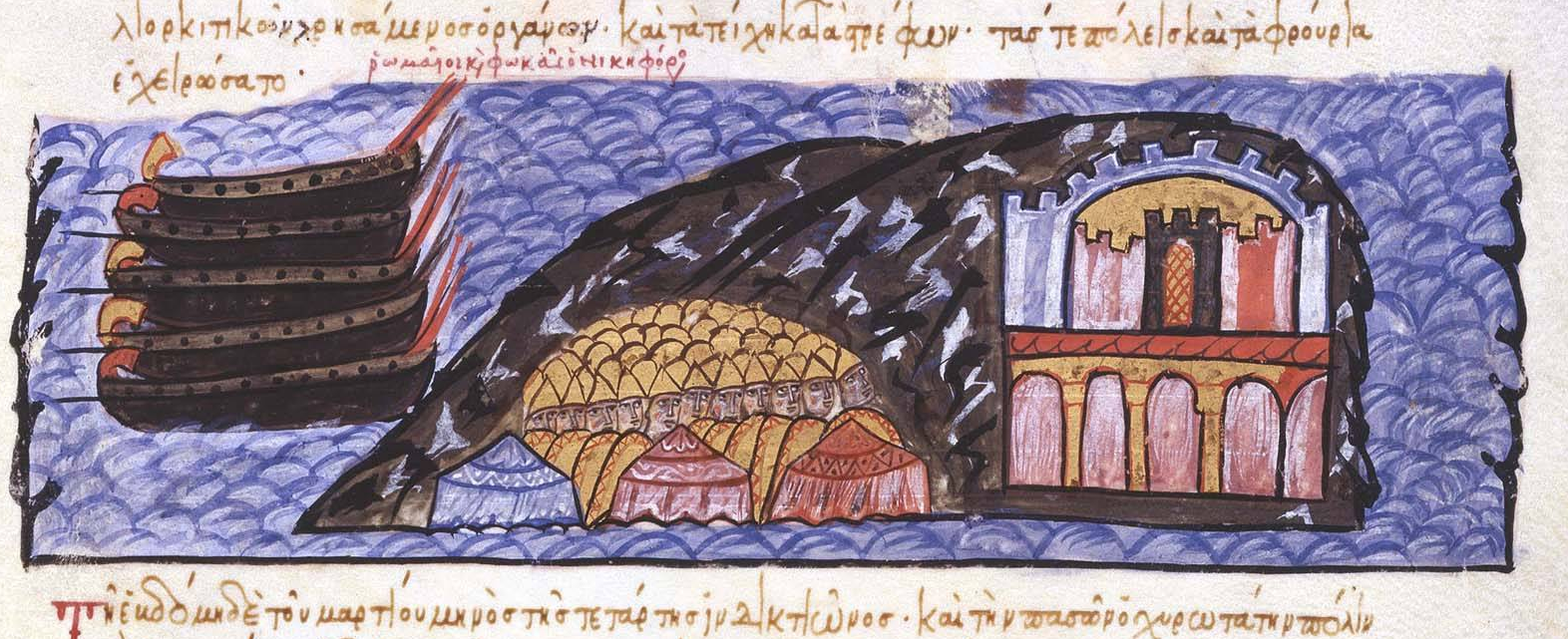
مُنمنمة روميَّة تُصوِّر حصار الأُسطُول البيزنطي لِربض الخندق، عاصمة إمارة إقريطش الإسلاميَّة.

لم تدم السيطرة الإسلاميَّة على البحر المُتوسِّط أكثر من بضع قُرُون، ففي أواسط القرن التاسع الميلاديّ كانت الإمبراطوريَّة البيزنطيَّة تشهد صحوةً كبيرةً من رُكُودها وضعفها، قادته السُلالة المقدونيَّة الحاكمة، فعندما أمسكت هذه السُلالة بِناصية الحُكم، اجتهد مُؤسسها الإمبراطور باسيل الأوَّل، الذي بدأ حُكمُه سنة 253هـ المُوافقة لِسنة 867م، في تنظيم القُوَّات البريَّة والبحريَّة لِلإمبراطوريَّة، وحاول التصدي لِلإقريطيشيين ولكنَّهُ لم يستطع التغلُّب عليهم، إلَّا أنَّ الإمبراطور رومانوس ليكاپنوس تمكَّن من الانتصار على أُسطُول رشيق الوردامي سنة 312هـ المُوافقة لِسنة 924م، ومن ذلك الحين أخذت القُوَّة البحريَّة الإسلاميَّة لِلإقريطيشيين في التناقص، فلمَّا جاء الإمبراطور رومانوس الثاني سنة 348هـ المُوافقة لِسنة 959م جعل الاستيلاء على إقريطش اهتمامه الأكبر، وما زال يُوالي الغزوات حتَّى تمكَّن قائده الكبير نقفور فوقاس (الإمبراطور اللاحق) من غزو الجزيرة والقضاء على الحُكم الإسلامي فيها سنة 350هـ المُوافقة لِسنة 961م، وإعادتها إلى الحُكم البيزنطي، وكانت تلك خسارة كُبرى لِلإسلام والمُسلمين لِأنَّها كانت بدايةً لِتغلُّب الروم على الحوض الشرقي لِلبحر المُتوسِّط واستعادة سُلطانهم عليه. ولم ترجع الجزيرة تحت جناح الإسلام حتَّى أعاد العُثمانيُّون فتحها سنة 1080هـ المُوافقة لِسنة 1669م.

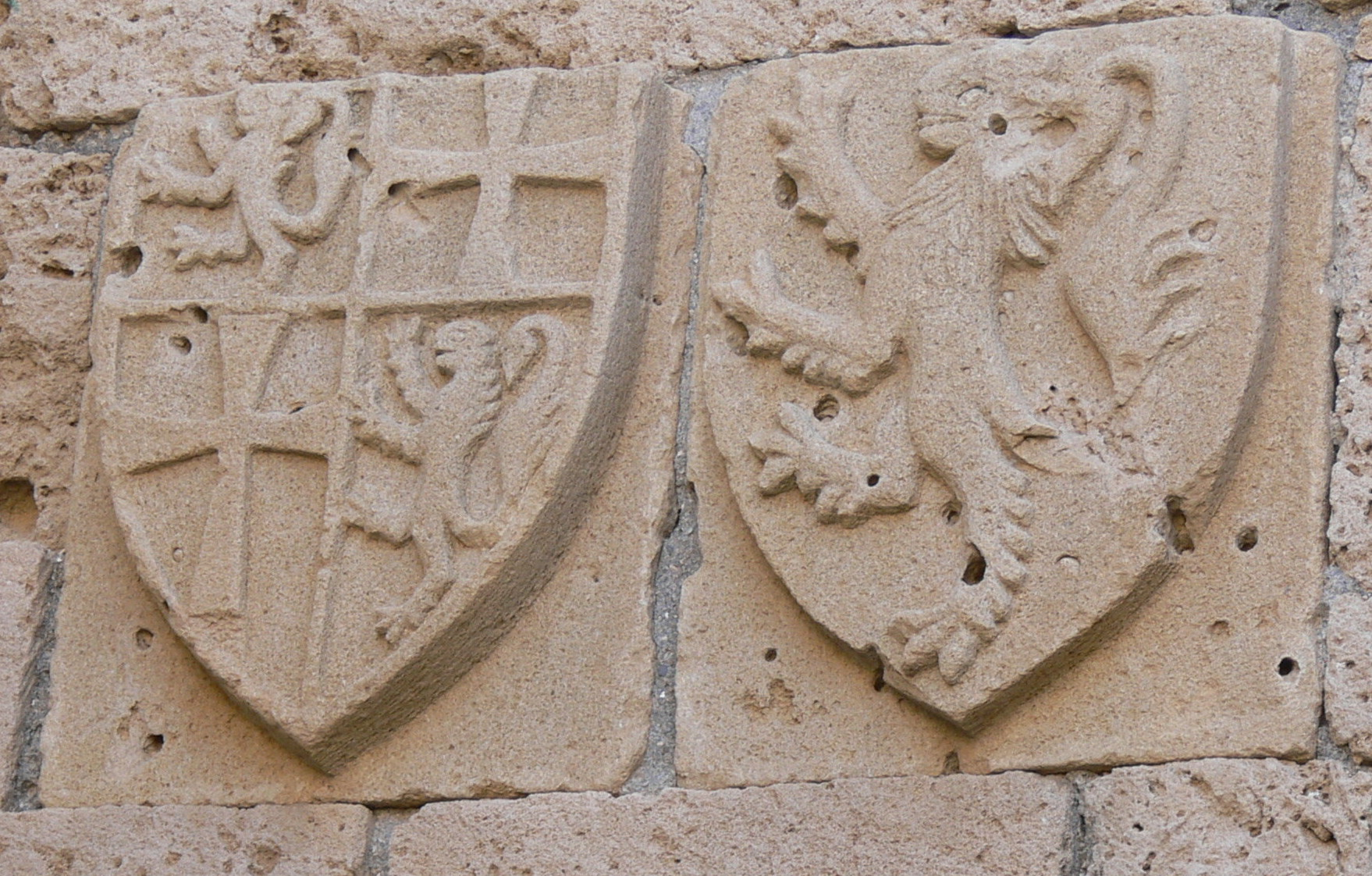
نُقُوشٌ تُصوِّرُ شعارات ورُمُوز مملكة قبرص الصليبيَّة.

وكان لِجزيرة قبرص نفس مصير شقيقتها إقريطش، فلمَّا جلس نقفور فوقاس على العرش، استغلَّ ضعف المُسلمين نتيجة صُعُود نجم البُويهيين (334 - 447هـ \ 934 – 1062م) وإمساكهم زمام الحُكم في بغداد وهيمنتهم على الخِلافة، فأرسل حملةً بحريَّة إلى قبرص أعادتها تحت السيطرة البيزنطيَّة سنة 354هـ المُوافقة لِسنة 965م. ولمَّا قامت الحملات الصليبيَّة على المشرق الإسلامي، أصبحت قبرص سندًا لِلصليبيين، فكانت المُؤن تصلُهم إلى ميناء السُويديَّة ومُعظمها من قبرص، واتخذت البحريَّة الروميَّة منها قاعدةً لِشنَّ الهجمات على الموانئ الإسلاميَّة خِلال هذه الفترة. وفي سنة 587هـ المُوافقة لِسنة 1191م، احتلَّ الصليبيُّون بِقيادة ريتشارد قلب الأسد قبرص، واتَّخذها قاعدةً لِحملته على عكَّا، ثُمَّ باعها إلى طائفة فُرسان الداويَّة، الذين باعوها بِدورهم إلى ملك بيت المقدس گي اللوزينياني سنة 855هـ المُوافقة لِسنة 1192م، فحوَّلها إلى مملكةٍ استقرَّ فيها بعد هزيمته المريرة في حطِّين. وبقيت الجزيرة قاعدةً صليبيَّةً مُتقدمةً، وهاجر إليها الكثير من الصليبيين الذين انهزموا على يد المُسلمين، كما بقيت الحملات الصليبيَّة القادمة إلى بلاد الإسلام تهبط بها، ومن ذلك الحملة الصليبيَّة السابعة بِقيادة لويس التاسع ملك فرنسا. ولمَّا تحرَّرت عكَّا على يد المماليك بِقيادة السُلطان الأشرف صلاح الدين خليل سنة 690هـ المُوافقة لِسنة 1291م، بقيت قبرص المملكة المسيحيَّة الوحيدة التي تابعت الحُرُوب الصليبيَّة في المشرق الإسلامي، فأصبحت مقر أعمال القرصنة الصليبيَّة ضدَّ البلاد الإسلاميَّة، ولِذلك صمَّم الأشرف خليل على تحريرها واستردادها لِلمُسلمين، وأمر بِعمارة مائة سفينة، غير أنَّ تهديدات المغول عاقته عن تنفيذ أهدافه. ولم يُهاجم المُسلمون قبرص مُجددًا إلَّا في عهد السُلطان سيف الدين برسباي، فقاد عليها ثلاث حملاتٍ تمكَّن في نهايتها من إخضاعها وأسر ملكها يُونُس (يانوس) سنة 830هـ المُوافقة لِسنة 1426م، وأصبحت الجزيرة تحت حماية الدولة المملوكيَّة وتدفع لها الجزية إلى أن احتلَّها البنادقة سنة 895هـ المُوافقة لِسنة 1489م. ولمَّا برزت الدولة العُثمانيَّة كقُوَّةٍ إسلاميَّةٍ عُظمى، ثُمَّ ضمَّت تحت جناحها جميع بلاد الإسلام في الحوضين الشرقي والأوسط لِلمُتوسِّط، أخذت على عاتقها إخراج البنادقة من الجزيرة، لا سيَّما وأنَّهم كانوا يستخدمونها قاعدةً لِلعدوان على المُسلمين، ومركزًا مُتقدِّمًا لِلحملات الصليبيَّة، فهاجمها العُثمانيُّون وفتحوها سنة 979هـ المُوافقة لِسنة 1571م، وطردوا منها البنادقة، فكانت تلك نهاية الحُرُوب الصليبيَّة في المشرق حقيقةً، وخلت ديار الإسلام من كُلِّ أثرٍ صليبيٍّ، وعادت قبرص إلى دار الإسلام وبقيت كذلك نحو ثلاثة قُرُونٍ.

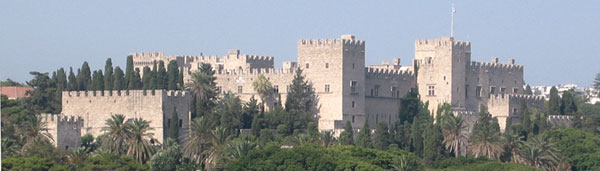
قلعة الإسبتاريين في رودس، مقر شيخ الفُرسان.

أمَّا رودس، فكان المُسلمون قد خرجوا منها بعد وفاة مُعاوية بن أبي سُفيان وتنامي الفتنة التي أوقفت حركة الفتح عامَّةً حتَّى حين، ثُمَّ عادوا إليها في عهد الخليفة هٰرون الرشيد، ولكنَّهم خرجوا منها على أيدي الروم، ولم يرجعوا إليها حتَّى العصر العُثماني، وخِلال تلك الفترة كانت الجزيرة قد أصبحت معقل فُرسان الإسبتاريَّة الذين لجأوا إليها بُعيد هزيمة الصليبيين في الشَّام وتحرير عكَّا، آخر معاقلهم، ومنها أخذوا يُغيرون على شواطئ ديار الإسلام ويقومون بِأعمال القرصنة ضدَّ سُفُن المُسلمين. وقد جرَّد المماليك ثلاث حملاتٍ عسكريَّةٍ على رودس لِمُحاولة استعادتها لِلمُسلمين والقضاء على الخطر الصليبي في المشرق، كانت الأولى سنة 843هـ المُوافقة لِسنة 1440م، وتكوَّنت من خمس عشرة سفينة على متنها 1000 مُقاتل، وقد انتهت بِفشلٍ كبير بِسبب استعدادات الإسبتاريين ومناعة استحكاماتهم العسكريَّة، فجرَّد السُلطان سيف الدين جقمق حملةً ثانيةً خرجت من ثغر دُمياط سنة 846هـ المُوافقة لِسنة 1443م، وتوجَّهت نحو الشَّام حيثُ انضمَّت إليها المزيد من السُفُن الإسلاميَّة، ثُمَّ أبحرت نحو ساحل آسيا الصُغرى، وعندما وصلت إلى ميناء العلائيَّة أطلقت عليها إحدى قلاع الإسبتاريين مدافعها على سبيل السُخرية، فأثار هذا العمل القادة المُسلمين وهاجموا القلعة واستولوا عليها. أدَّت هذه المُجابهة إلى تغيُّرٍ في وجهة سير الحملة بِفعل نفاذ المُؤن والذخيرة واقتراب فصل الشتاء، ممَّا حمل قائدها على العودة إلى مصر.

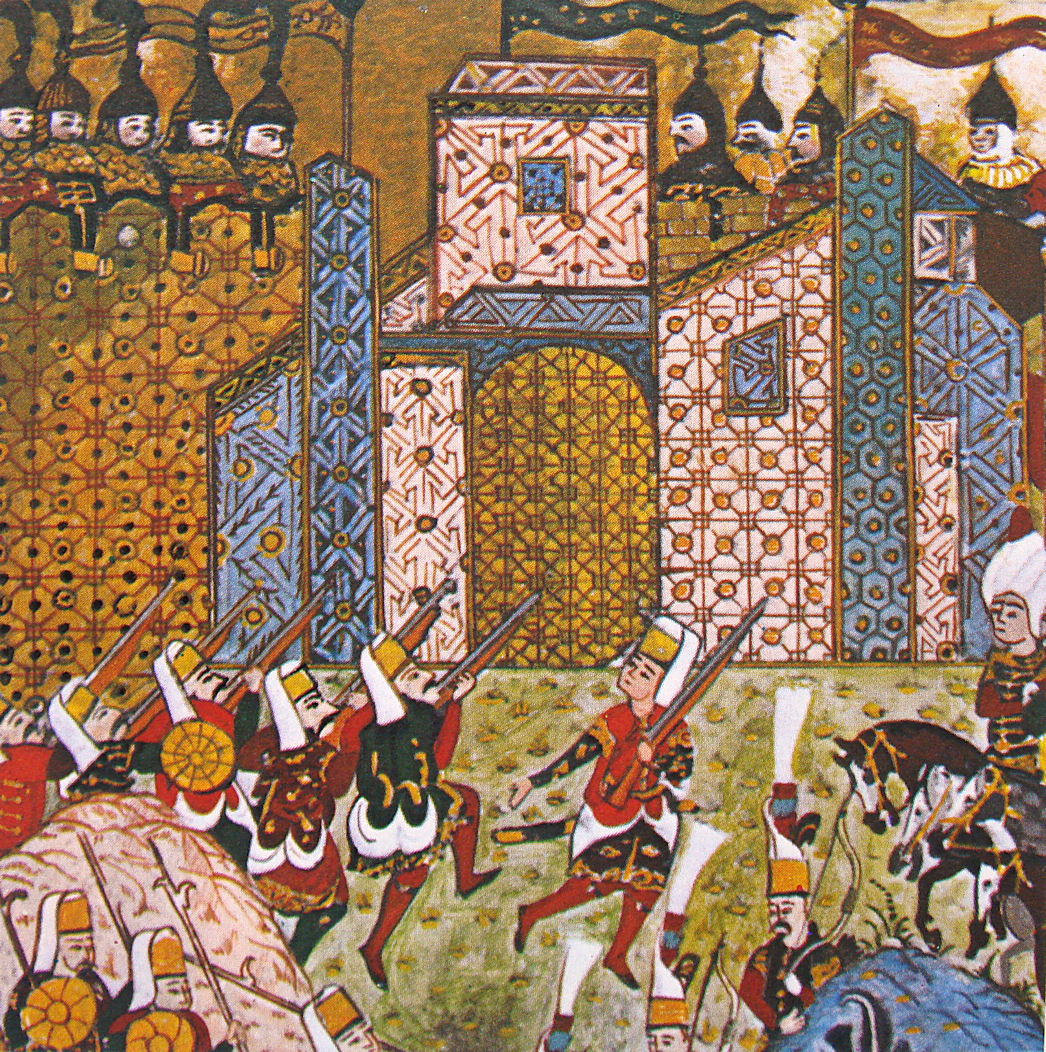
مُنمنمة عُثمانيَّة تُصوِّرُ الحصار الإسلامي الأخير لِرودس زمن السُلطان سُليمان القانوني.

وفي سنة 848هـ المُوافقة لِسنة 1444م، خرج المُسلمُون من مصر والشَّام بِقيادة الأمير سيف الدين إينال العلائي، وحاصروا رودس لما يزيد عن 40 يومٍ، فصمدت أمامهم ولم يقدروا عليها. ودعمت بعض القوى الأوروپيَّة الإسبتاريَّة في حربهم ضدَّ المُسلمين، وقام هؤلاء بِمُهاجمة شواطئ الإسكندريَّة ودُمياط وصُور، ممَّا دفع المماليك إلى إبرام هُدنةٍ مع الإسبتاريين، ولم يُعاودوا الكرَّة على رودس بعد ذلك، لا سيَّما بعد بُرُوز الپُرتُغاليين كقُوَّةٍ بحريَّةٍ تُهدد الإسلام والمُسلمين في بحر القلزم (الأحمر)، واضطرار المماليك إلى الالتفات إلى هذه الجهة لِحماية الحرمين الشريفين من أيِّ اعتداء.
وقد حاول السُلطان العُثماني مُحمَّد الفاتح أن يُسيطر على رودس ويطرد الإسبتاريين ففشل في ذلك، ولم يتبدَّل الحال إلَّا حينما تولَّى السُلطان سُليمان القانوني أمر المُسلمين، فأعدَّ العدَّة وجمع الجُيُوش، وخرج بِقُوَّةٍ عسكريَّةٍ مُكوَّنةٍ من 300 سفينة حربيَّة، و400 سفينة نقَّالة تحت قيادة مُصطفى باشا الرَّاعي، ثُمَّ خرج السُلطان نفسه بِجيشٍ عظيمٍ من البرِّ قاصدًا مرمريس الواقعة على ساحل الأناضول تجاه رودس، لِلإمداد، والوُقُوف على حركة جيش العدوّ. وصلت تلك الجُيُوش إلى جزيرة رودس في شهر شعبان سنة 928هـ، فأخذت السُفُن تذهب وتجيء أمام حُصُون عاصمة الجزيرة، أمَّا السُلطان، فقد ركب البحر على رأس جيشٍ وصل إلى ميدان القتال، ثُمَّ أمر جُيُوشه بِالحملة على الحُصُون، وحاول أهلُ الجزيرة الدفاع عنها، لكنَّ القُوَّات العُثمانيَّة استمرَّت في الضغط حتى اضطرتهم لِقُبُول التسليم بعد حصارِ دام سبعة أشهر. وبعد الاتفاق معهم على شُرُوط التسليم، تسلَّم السُلطان الجزيرة وأجلى الإسبتاريين منها، في يوم 7 صفر سنة 929هـ، فعادت تحت جناح الإسلام وبقيت كذلك نحو 4 قُرُون.

### هامش
- «1»: يذكر الطبري في تاريخه أنَّ أبا معشر البلخيّ قال بِفتح قبرص سنة 33هـ، وأنَّ غيره قالوا بِفتحها سنة 27هـ على يد بعض الصحابة كأبي ذرٍّ الغفاري وعُبادة بن الصَّامت، ومعه زوجته أُم حرام بنت ملحان، والمقداد بن الأسود وأبو الدرداء وشدَّاد بن أوس.[126]

### باللُغة العربيَّة
1. 1 2  شبارو، عصام مُحمَّد (1995). الدولة العربيَّة الإسلاميَّة الأولى (1 - 41هـ / 623 - 661م) (ط. الثالثة). بيروت - لبنان: دار النهضة العربيَّة. ص. 343. {{استشهاد بكتاب}}: تحقق من التاريخ في: |سنة= (مساعدة)
2. 1 2 3 4  ابن كثير الدمشقي، أبو الفداء إسماعيل بن عُمر (1418هـ - 1997م). البداية والنهاية. عبد الله بن عبد المحسن التركي (ط. الأولى). الجيزة: دار هجر للطباعة والنشر والتوزيع والإعلان. ج. 10. ص. 228. مؤرشف من الأصل في 23 ديسمبر 2022. {{استشهاد بكتاب}}: تحقق من التاريخ في: |سنة= و|تاريخ أرشيف= (مساعدة)
3. ↑  "أول أسطول عربي إسلامي". إسلام ويب. 28 جمادى الآخرة 1426هـ - 3 أغسطس 2005م. مؤرشف من الأصل في 26 فبراير 2019. {{استشهاد ويب}}: تحقق من التاريخ في: |تاريخ= و|تاريخ أرشيف= (مساعدة)
4. 1 2 3 4  مُؤنس، حُسين (1407هـ - 1987م). أطلس تاريخ الإسلام (PDF) (ط. الأولى). القاهرة - مصر: الزهراء للإعلام العربي. ص. 285 - 289. ISBN:9771470493. مؤرشف من الأصل (PDF) في 22 مارس 2020. اطلع عليه بتاريخ 22 آذار (مارس) 2020م. {{استشهاد بكتاب}}: تحقق من التاريخ في: |تاريخ الوصول= و|سنة= (مساعدة)
5. ↑  علو، عماد (2017). القوى البحريَّة والتجاريَّة في الخليج العربي خلال العُصُور الإسلاميَّة (ط. الأولى). عمَّان - الأُردُن: دار الجنان للنشر والتوزيع. ص. 90. ISBN:9789957594718. مؤرشف من الأصل في 22 آذار (مارس) 2020م. اطلع عليه بتاريخ 22 آذار (مارس) 2020م. {{استشهاد بكتاب}}: تحقق من التاريخ في: |تاريخ الوصول=، |سنة=، و|تاريخ أرشيف= (مساعدة)
6. ↑  مُؤنس، حُسين (1407هـ - 1987م). أطلس تاريخ الإسلام (PDF) (ط. الأولى). القاهرة - مصر: الزهراء للإعلام العربي. ص. 291 - 292. ISBN:9771470493. مؤرشف من الأصل (PDF) في 22 مارس 2020. اطلع عليه بتاريخ 22 آذار (مارس) 2020م. {{استشهاد بكتاب}}: تحقق من التاريخ في: |تاريخ الوصول= و|سنة= (مساعدة)
7. ↑  لويس، أرشيبالد روس؛ ترجمة:أحمد مُحمَّد عيسى. القوى البحريَّة والتجاريَّة في حوض البحر المُتوسِّط (500 - 1100م) (ط. الأولى). القاهرة - مصر: مكتبة النهضة المصريَّة. ص. 89. مؤرشف من الأصل في 23 مارس 2020. اطلع عليه بتاريخ 23 آذار (مارس) 2020. {{استشهاد بكتاب}}: تحقق من التاريخ في: |تاريخ الوصول= (مساعدة)
8. 1 2 3 4  طقُّوش، مُحمَّد سُهيل (1432هـ - 2011م). تاريخ الخُلفاء الراشدين: الفُتُوحات والإنجازات السياسيَّة (PDF) (ط. الثانية). بيروت - لُبنان: دار النفائس. ص. 378. ISBN:9789953180205. مؤرشف من الأصل (PDF) في 23 آذار (مارس) 2020. اطلع عليه بتاريخ 23 آذار (مارس) 2020. {{استشهاد بكتاب}}: تحقق من التاريخ في: |تاريخ الوصول=، |سنة=، و|تاريخ أرشيف= (مساعدة)
9. ↑  العزَّام، طارق مُحمَّد؛ الروسان، مُحمَّد علي (تمُّوز (يوليو) - كانون الأوَّل (ديسمبر) 2009). "نشأة وتطوُّر الأُسطُول الإسلامي زمن الخليفة عُثمان بن عفَّان" (PDF). مجلَّة أُصُول لِلبُحُوث الإسلاميَّة. المُجلَّد 12: صفحة 105 - 106. ISSN:1305-2632. مؤرشف من الأصل (PDF) في 25 آذار (مارس) 2020م. {{استشهاد بدورية محكمة}}: تحقق من التاريخ في: |تاريخ= و|تاريخ أرشيف= (مساعدة)
10. ↑  البُخاري، أبو عبد الله مُحمَّد بن إسماعيل (1414هـ - 1993م). صحيح البُخاري. مصطفى ديب البغا (ط. الخامسة). دمشق: دار ابن كثير ودار اليمامة. ج. 3. ص. 1027. مؤرشف من الأصل في 23 ديسمبر 2022. اطلع عليه بتاريخ 23 ديسمبر 2022. {{استشهاد بكتاب}}: تحقق من التاريخ في: |تاريخ الوصول=، |سنة=، و|تاريخ أرشيف= (مساعدة)
11. ↑  النيسابوري، أبو الحُسين مُسلم بن الحجَّاج بن مُسلم (1334هـ). صحيح مُسلم. أحمد بن رفعت بن عثمان حلمي القرەحصاري، مُحمَّد عزَّت بن عُثمان الزعفران بوليوي، أبو نعمة الله مُحمَّد شُكري بن حسن الأنقروي. إسطنبول: دار الطباعة العامرة. ج. 6. ص. 49. مؤرشف من الأصل في 23 ديسمبر 2022. {{استشهاد بكتاب}}: تحقق من التاريخ في: |سنة= و|تاريخ أرشيف= (مساعدة)
12. ↑  الطبري، أبو جعفر مُحمَّد بن جُرير؛ تحقيق مُحمَّد أبو الفضل إبراهيم (1387هـ - 1967م). تاريخ الرُسل والمُلوك (ط. الثانية). القاهرة - مصر: دار المعارف. ج. 4. ص. 257. مؤرشف من الأصل في 23 ديسمبر 2022. {{استشهاد بكتاب}}: تحقق من التاريخ في: |سنة= و|تاريخ أرشيف= (مساعدة)
13. ↑  ابن الأثير الجزري، عزُّ الدين أبي الحسن عليّ بن أبي الكرم مُحمَّد بن مُحمَّد بن عبدُ الكريم بن عبد الواحد الشيباني (1417هـ - 1997م). الكامل في التاريخ. عُمر عبد السلام تدمري (ط. الأولى). بيروت: دار الكتاب العربي. ج. 2. ص. 468. مؤرشف من الأصل في 23 ديسمبر 2022. اطلع عليه بتاريخ 23 ديسمبر 2022. {{استشهاد بكتاب}}: تحقق من التاريخ في: |تاريخ الوصول=، |سنة=، و|تاريخ أرشيف= (مساعدة)
14. 1 2 3  رضا، مُحمَّد. عُثمان بن عفَّان ذو النُورين. ص. 65. مؤرشف من الأصل في 23 ديسمبر 2022. {{استشهاد بكتاب}}: تحقق من التاريخ في: |تاريخ أرشيف= (مساعدة)
15. ↑  الصلَّابي، علي مُحمَّد مُحمَّد (1423هـ - 2002م). تيسير الكريم المنَّان في سيرة عُثمان بن عفَّان (ط. الأولى). القاهرة: دار التوزيع والنشر الإسلاميَّة. ص. 188. {{استشهاد بكتاب}}: تحقق من التاريخ في: |سنة= (مساعدة)
16. 1 2  الصلَّابي، علي مُحمَّد مُحمَّد (1423هـ - 2002م). تيسير الكريم المنَّان في سيرة عُثمان بن عفَّان (ط. الأولى). القاهرة: دار التوزيع والنشر الإسلاميَّة. ص. 190. {{استشهاد بكتاب}}: تحقق من التاريخ في: |سنة= (مساعدة)
17. ↑  الصلَّابي، علي مُحمَّد مُحمَّد (1423هـ - 2002م). تيسير الكريم المنَّان في سيرة عُثمان بن عفَّان (ط. الأولى). القاهرة: دار التوزيع والنشر الإسلاميَّة. ص. 191. {{استشهاد بكتاب}}: تحقق من التاريخ في: |سنة= (مساعدة)
18. ↑  الصلَّابي، علي مُحمَّد مُحمَّد (1423هـ - 2002م). تيسير الكريم المنَّان في سيرة عُثمان بن عفَّان (ط. الأولى). القاهرة: دار التوزيع والنشر الإسلاميَّة. ص. 193. {{استشهاد بكتاب}}: تحقق من التاريخ في: |سنة= (مساعدة)
19. ↑  الطبري، مُحب الدين أبو العبَّاس أحمد بن عبد الله بن مُحمَّد. الرياض النضرة في مناقب العشرة (ط. الثانية). بيروت: دار الكُتُب العلميَّة. ج. 3. ص. 95. مؤرشف من الأصل في 23 ديسمبر 2022. {{استشهاد بكتاب}}: تحقق من التاريخ في: |تاريخ أرشيف= (مساعدة)
20. ↑  الكوفي الكندي، أبو مُحمَّد أحمد بن أعثم (1411هـ - 1991م). كتاب الفُتُوح (ط. الأولى). الغبيري - لُبنان: دار الأضواء لِلطباعة والنشر والتوزيع. ج. الجُزء الثاني. ص. 366 - 367. مؤرشف من الأصل في 23 مارس 2020. اطلع عليه بتاريخ 23 آذار (مارس) 2020م. {{استشهاد بكتاب}}: تحقق من التاريخ في: |تاريخ الوصول= و|سنة= (مساعدة)
21. ↑  ابن عبد الحكم، أبو القاسم عبد الرحمٰن بن عبد الله القُرشي المصري (1930). كتاب فُتُوح مصر وأخبارها (PDF). ليدن - هولندا: مطبعة ليدن. ص. 189 - 191. مؤرشف من الأصل (PDF) في 24 مارس 2020. اطلع عليه بتاريخ 23 آذار (مارس) 2020م. {{استشهاد بكتاب}}: تحقق من التاريخ في: |تاريخ الوصول= و|سنة= (مساعدة)
22. 1 2 3 4 5 6  الطبري، أبو جعفر مُحمَّد بن جُریر؛ تحقيق: مُحمَّد أبو الفضل إبراهيم (1387هـ - 1967م). تاريخ الرُّسُل والمُلُوك (PDF) (ط. الثانية). القاهرة - مصر: دار المعارف. ج. الجُزء الرابع. ص. 290 - 292. مؤرشف من الأصل (PDF) في 12 أغسطس 2019. اطلع عليه بتاريخ 23 آذار (مارس) 2020م. {{استشهاد بكتاب}}: تحقق من التاريخ في: |تاريخ الوصول= و|سنة= (مساعدة)
23. ↑  المغلوث، سامي بن عبد الله بن أحمد (1433هـ - 2012م). أطلس الخليفة عُثمان بن عفَّان رضي الله عنه (ط. الثالثة). الرياض - السُعُوديَّة: مكتبة العبيكان. ص. 168. ISBN:9786035032667. مؤرشف من الأصل في 24 آذار (مارس) 2020م. اطلع عليه بتاريخ 24 آذار (مارس) 2020م. {{استشهاد بكتاب}}: تحقق من التاريخ في: |تاريخ الوصول=، |سنة=، و|تاريخ أرشيف= (مساعدة)
24. ↑  "معركة ذات الصواري تُنهي سيطرة الروم على البحر المُتوسِّط بعد فرار خليفة هرقل". جريدة الاتحاد. 31 تمُّوز (يوليو) 2013م. مؤرشف من الأصل في 24 آذار (مارس) 2020م. اطلع عليه بتاريخ 24 آذار (مارس) 2020م. {{استشهاد ويب}}: تحقق من التاريخ في: |تاريخ الوصول=، |تاريخ=، و|تاريخ أرشيف= (مساعدة)
25. ↑  طقُّوش، مُحمَّد سُهيل (1432هـ - 2011م). تاريخ الخُلفاء الراشدين: الفُتُوحات والإنجازات السياسيَّة (PDF) (ط. الثانية). بيروت - لُبنان: دار النفائس. ص. 384. ISBN:9789953180205. مؤرشف من الأصل (PDF) في 23 آذار (مارس) 2020. اطلع عليه بتاريخ 23 آذار (مارس) 2020. {{استشهاد بكتاب}}: تحقق من التاريخ في: |تاريخ الوصول=، |سنة=، و|تاريخ أرشيف= (مساعدة)
26. ↑  بيضون، إبراهيم (1979). ملامح التيَّارات السياسيَّة في القرن الأوَّل الهجري. بيروت - لُبنان: دار النهضة العربيَّة. ص. 162 - 167. مؤرشف من الأصل في 25 مارس 2020. اطلع عليه بتاريخ 25 آذار (مارس) 2020م. {{استشهاد بكتاب}}: تحقق من التاريخ في: |تاريخ الوصول= و|سنة= (مساعدة)
27. ↑  ابن الأثير الجزري، عزُّ الدين أبي الحسن عليّ بن مُحمَّد بن عبد الكريم (1407هـ - 1987م). الكامل في التاريخ (PDF) (ط. الأولى). بيروت - لُبنان: دار الكُتُب العلميَّة. ج. المُجلَّد الثالث. ص. 314 - 315. مؤرشف من الأصل (PDF) في 25 مارس 2020. اطلع عليه بتاريخ 25 آذار (مارس) 2020م. {{استشهاد بكتاب}}: تحقق من التاريخ في: |تاريخ الوصول= و|سنة= (مساعدة)
28. ↑  طقُّوش، مُحمَّد سُهيل (1431هـ - 2010م). تاريخ الدولة الأُمويَّة 41 - 132هـ \ 661 - 750م (ط. السابعة). بيروت - لُبنان: دار النفائس. ص. 33. ISBN:9789953183978. مؤرشف من الأصل في 27 يوليو 2019. اطلع عليه بتاريخ 25 آذار (مارس) 2020م. {{استشهاد بكتاب}}: تحقق من التاريخ في: |تاريخ الوصول= و|سنة= (مساعدة)
29. ↑  السرجاني، راغب (28 تمُّوز (يوليو) 2010م). "فتح جزيرة رودس .. قاعدة مُهمَّة لِلبحريَّة الإسلاميَّة". قصَّة الإسلام. مؤرشف من الأصل في 25 آذار (مارس) 2020م. اطلع عليه بتاريخ 25 آذار (مارس) 2020م. {{استشهاد ويب}}: تحقق من التاريخ في: |تاريخ الوصول=، |تاريخ=، و|تاريخ أرشيف= (مساعدة)
30. ↑  أبو الفضل، محمود ثروت (25 رمضان 1433هـ - 13 آب (أغسطس) 2012م). "فتح جزيرة رودس". شبكة الألوكة. مؤرشف من الأصل في 25 آذار (مارس) 2020م. اطلع عليه بتاريخ 25 آذار (مارس) 2020م. {{استشهاد ويب}}: تحقق من التاريخ في: |تاريخ الوصول=، |تاريخ=، و|تاريخ أرشيف= (مساعدة)
31. ↑  المغلوث، سامي بن عبد الله بن أحمد (1432هـ - 2011م). أطلس تاريخ الدولة الأُمويَّة (ط. الأولى). الرياض - السُعُوديَّة: مكتبة العبيكان. ص. 36. ISBN:9786035031509. مؤرشف من الأصل في 25 آذار (مارس) 2020م. اطلع عليه بتاريخ 25 آذار (مارس) 2020م. {{استشهاد بكتاب}}: تحقق من التاريخ في: |تاريخ الوصول=، |سنة=، و|تاريخ أرشيف= (مساعدة)
32. 1 2 3  مُحسن، نور سعد. البحريَّة الإسلاميَّة ودورها في مُحاولات فتح القُسطنطينيَّة خلال العصر الأُموي 41 - 132هـ \ 661 - 750م. بغداد - العراق: وزارة التربية والتعليم العالي. ص. 204 - 206. مؤرشف من الأصل في 25 آذار (مارس) 2020م. اطلع عليه بتاريخ 25 آذار (مارس) 2020م. {{استشهاد بكتاب}}: تحقق من التاريخ في: |تاريخ الوصول= و|تاريخ أرشيف= (مساعدة)
33. 1 2 3  عنَّان، مُحمَّد عبدُ الله (1417هـ - 1997م). مواقف حاسمة في تاريخ الإسلام (PDF) (ط. الخامسة). نشره ورثة المُؤلِّف. ص. 37 - 39. مؤرشف من الأصل (PDF) في 9 يناير 2020. اطلع عليه بتاريخ 25 آذار (مارس) 2020م. {{استشهاد بكتاب}}: تحقق من التاريخ في: |تاريخ الوصول= و|سنة= (مساعدة)
34. ↑  طقُّوش، مُحمَّد سُهيل (1431هـ - 2010م). تاريخ الدولة الأُمويَّة 41 - 132هـ \ 661 - 750م (ط. السابعة). بيروت - لُبنان: دار النفائس. ص. 35. ISBN:9789953183978. مؤرشف من الأصل في 27 يوليو 2019. اطلع عليه بتاريخ 25 آذار (مارس) 2020م. {{استشهاد بكتاب}}: تحقق من التاريخ في: |تاريخ الوصول= و|سنة= (مساعدة)
35. ↑  رُستُم، أسد (1955). الرُّوم في سياستهم وحضارتهم ودينهم وثقافتهم وصلاتهم بِالعرب (ط. الأولى). بيروت - لُبنان: دار المكشوف. ص. 264. مؤرشف من الأصل في 26 مارس 2020. اطلع عليه بتاريخ 26 آذار (مارس) 2020م. {{استشهاد بكتاب}}: تحقق من التاريخ في: |تاريخ الوصول= و|سنة= (مساعدة)
36. ↑  مُحسن، نور سعد. البحريَّة الإسلاميَّة ودورها في مُحاولات فتح القُسطنطينيَّة خلال العصر الأُموي 41 - 132هـ \ 661 - 750م. بغداد - العراق: وزارة التربية والتعليم العالي. ص. 208 - 210. مؤرشف من الأصل في 25 آذار (مارس) 2020م. اطلع عليه بتاريخ 25 آذار (مارس) 2020م. {{استشهاد بكتاب}}: تحقق من التاريخ في: |تاريخ الوصول= و|تاريخ أرشيف= (مساعدة)
37. 1 2 3 4  عنَّان، مُحمَّد عبدُ الله (1417هـ - 1997م). مواقف حاسمة في تاريخ الإسلام (PDF) (ط. الخامسة). نشره ورثة المُؤلِّف. ص. 41 - 44. مؤرشف من الأصل (PDF) في 9 يناير 2020. اطلع عليه بتاريخ 25 آذار (مارس) 2020م. {{استشهاد بكتاب}}: تحقق من التاريخ في: |تاريخ الوصول= و|سنة= (مساعدة)
38. 1 2 3 4  الحارثي، الشريف مُحمَّد بن حُسين (2020). جزيرة كريت "إقريطش" والفتح الإسلامي: دراسة تاريخيَّة. مكَّة - السُعُوديَّة. ص. 2 - 5. مؤرشف من الأصل في 5 أبريل 2020. اطلع عليه بتاريخ 26 آذار (مارس) 2020م. {{استشهاد بكتاب}}: تحقق من التاريخ في: |تاريخ الوصول= و|سنة= (مساعدة)
39. ↑  ابن القوطية، أبو بكر مُحمَّد بن عُمر القُرطُبي (1410هـ - 1989م). تاريخ افتتاح الأندلُس (ط. الثانية). دار الكتاب المصري ودار الكتاب اللُبناني. ج. المُجلَّد الثاني. ص. 68 - 69. مؤرشف من الأصل في 5 أبريل 2020. اطلع عليه بتاريخ 27 آذار (مارس) 2020م. {{استشهاد بكتاب}}: تحقق من التاريخ في: |تاريخ الوصول= و|سنة= (مساعدة)
40. 1 2  عنَّان، مُحمَّد عبدُ الله (1417هـ - 1997م). مواقف حاسمة في تاريخ الإسلام (PDF) (ط. الخامسة). نشره ورثة المُؤلِّف. ص. 85 - 87. مؤرشف من الأصل (PDF) في 9 يناير 2020. اطلع عليه بتاريخ 25 آذار (مارس) 2020م. {{استشهاد بكتاب}}: تحقق من التاريخ في: |تاريخ الوصول= و|سنة= (مساعدة)
41. ↑  "معركة تسالونيك البحرية". قصة الإسلام. 8 آذار (مارس) 2017م. مؤرشف من الأصل في 31 آذار (مارس) 2020م. اطلع عليه بتاريخ 31 آذار (مارس) 2020م. {{استشهاد ويب}}: تحقق من التاريخ في: |تاريخ الوصول=، |تاريخ=، و|تاريخ أرشيف= (مساعدة)
42. ↑  الكامل في التاريخ لابن الأثير - أحداث سنة 291 هـ نسخة محفوظة 5 أبريل 2020 على موقع واي باك مشين.
43. ↑  عنَّان، مُحمَّد عبدُ الله (1417هـ - 1997م). مواقف حاسمة في تاريخ الإسلام (PDF) (ط. الخامسة). نشره ورثة المُؤلِّف. ص. 94 - 96. مؤرشف من الأصل (PDF) في 9 يناير 2020. {{استشهاد بكتاب}}: تحقق من التاريخ في: |سنة= (مساعدة)
44. 1 2 3 4 5 6 7  عنَّان، مُحمَّد عبدُ الله (1417هـ - 1997م). مواقف حاسمة في تاريخ الإسلام (PDF) (ط. الخامسة). نشره ورثة المُؤلِّف. ص. 87 - 90. مؤرشف من الأصل (PDF) في 9 يناير 2020. اطلع عليه بتاريخ 25 آذار (مارس) 2020م. {{استشهاد بكتاب}}: تحقق من التاريخ في: |تاريخ الوصول= و|سنة= (مساعدة)
45. ↑  البلاذري، أبو الحسن أحمد بن يحيی بن جابر بن داود البغدادي (1407هـ - 1987م). فُتُوح البُلدان (ط. الأولى). بيروت - لُبنان: دار ومكتبة الهلال. ص. 329. مؤرشف من الأصل في 29 آذار (مارس) 2020م. اطلع عليه بتاريخ 29 آذار (مارس) 2020م. {{استشهاد بكتاب}}: تحقق من التاريخ في: |تاريخ الوصول=، |سنة=، و|تاريخ أرشيف= (مساعدة)
46. ↑  "صفحات منسية من تاريخ ولاية كالابريا الإسلامية". شبكة الألوكة. 18 رمضان 1431هـ - 28 آب (أغسطس) 2010م. مؤرشف من الأصل في 29 آذار (مارس) 2020م. اطلع عليه بتاريخ 29 آذار (مارس) 2020م. {{استشهاد ويب}}: تحقق من التاريخ في: |تاريخ الوصول=، |تاريخ=، و|تاريخ أرشيف= (مساعدة)
47. 1 2 3  مُؤنس، حُسين (1407هـ - 1987م). أطلس تاريخ الإسلام (PDF) (ط. الأولى). القاهرة - مصر: الزهراء للإعلام العربي. ص. 293 - 294. ISBN:9771470493. مؤرشف من الأصل (PDF) في 22 مارس 2020. اطلع عليه بتاريخ 22 آذار (مارس) 2020م. {{استشهاد بكتاب}}: تحقق من التاريخ في: |تاريخ الوصول= و|سنة= (مساعدة)
48. ↑  ابن خلدون، أبو زيد وليُّ الدين عبد الرحمٰن بن مُحمَّد بن مُحمَّد (1401هـ - 1981م). العِبَر وديوان المُبتدأ والخبر في تاريخ العرب والبربر ومن عاصرهم من ذوي الشأن الأكبر (ط. الأولى). بيروت: دار الفكر. ج. 4. ص. 255. مؤرشف من الأصل في 23 ديسمبر 2022. {{استشهاد بكتاب}}: تحقق من التاريخ في: |سنة= و|تاريخ أرشيف= (مساعدة)
49. ↑  الحميري، أبو عبد الله مُحمَّد بن عبد الله بن عبد المنعم (1980). الروض المعطار في خبر الأقطار. إحسان عبَّاس (ط. الثانية). بيروت: مؤسسة ناصر للثقافة. ص. 520. مؤرشف من الأصل في 23 ديسمبر 2022. {{استشهاد بكتاب}}: تحقق من التاريخ في: |سنة= و|تاريخ أرشيف= (مساعدة)
50. 1 2  أرسلان، شكيب. تاريخ غزوات العرب في فرنسا وسويسرا وإيطاليا وجزائر البحر المُتوسِّط. بيروت: دار الكُتُب العلميَّة. ص. 304.
51. ↑  أرسلان، شكيب. تاريخ غزوات العرب في فرنسا وسويسرا وإيطاليا وجزائر البحر المُتوسِّط. بيروت: دار الكُتُب العلميَّة. ص. 286 - 287.
52. ↑  الذهبي، أبو عبد الله شمس الدين مُحمَّد بن أحمد بن عُثمان بن قايماز. العبر في خبر من غبر. تحقيق أبو هاجر مُحمَّد السعيد بن بسيوني زغلول. بيروت: دار الكُتُب العلميَّة. ج. 1. ص. 76. مؤرشف من الأصل في 23 ديسمبر 2022. {{استشهاد بكتاب}}: تحقق من التاريخ في: |تاريخ أرشيف= (مساعدة)
53. ↑  العُصفري البصري، أبو عمرو خليفة بن خيَّاط بن خليفة بن خيَّاط (1397هـ). تاريخ خليفة بن خيَّاط. تحقيق د. أكرم ضياء العمري (ط. الثانية). دمشق وبيروت: مُؤسَّسة الرسالة. ص. 300. مؤرشف من الأصل في 23 ديسمبر 2022. {{استشهاد بكتاب}}: تحقق من التاريخ في: |سنة= و|تاريخ أرشيف= (مساعدة)
54. ↑  الحموي، شهاب الدين أبو عبد الله ياقوت بن عبد الله الرومي (1995). مُعجم البُلدان (ط. الثانية). بيروت: دار صادر. ج. 3. ص. 209. مؤرشف من الأصل في 23 ديسمبر 2022. {{استشهاد بكتاب}}: تحقق من التاريخ في: |سنة= و|تاريخ أرشيف= (مساعدة)
55. 1 2 3 4  عنَّان، مُحمَّد عبدُ الله (1417هـ - 1997م). دولة الإسلام في الأندلس (ط. الرابعة). القاهرة: مكتبة الخانجي. ج. 2. ص. 191. مؤرشف من الأصل في 23 ديسمبر 2022. {{استشهاد بكتاب}}: تحقق من التاريخ في: |سنة= و|تاريخ أرشيف= (مساعدة)
56. ↑  ابن الأثير الجزري، عزُّ الدين أبي الحسن عليّ بن أبي الكرم مُحمَّد بن مُحمَّد بن عبدُ الكريم بن عبد الواحد الشيباني (1417هـ - 1997م). الكامل في التاريخ. عُمر عبد السلام تدمري (ط. الأولى). بيروت: دار الكتاب العربي. ج. 5. ص. 486. مؤرشف من الأصل في 16 ديسمبر 2022. اطلع عليه بتاريخ 16 ديسمبر 2022. {{استشهاد بكتاب}}: تحقق من التاريخ في: |تاريخ الوصول=، |سنة=، و|تاريخ أرشيف= (مساعدة)
57. ↑  أرسلان، شكيب. تاريخ غزوات العرب في فرنسا وسويسرا وإيطاليا وجزائر البحر المُتوسِّط. بيروت: دار الكُتُب العلميَّة. ص. 144 - 145.
58. ↑  ابن الأثير الجزري، عزُّ الدين أبي الحسن عليّ بن أبي الكرم مُحمَّد بن مُحمَّد بن عبدُ الكريم بن عبد الواحد الشيباني (1417هـ - 1997م). الكامل في التاريخ. عُمر عبد السلام تدمري (ط. الأولى). بيروت: دار الكتاب العربي. ج. 5. ص. 529. مؤرشف من الأصل في 16 ديسمبر 2022. اطلع عليه بتاريخ 23 ديسمبر 2022. {{استشهاد بكتاب}}: تحقق من التاريخ في: |تاريخ الوصول=، |سنة=، و|تاريخ أرشيف= (مساعدة)
59. ↑  أرسلان، شكيب. تاريخ غزوات العرب في فرنسا وسويسرا وإيطاليا وجزائر البحر المُتوسِّط. بيروت: دار الكُتُب العلميَّة. ص. 297.
60. ↑  أرسلان، شكيب. تاريخ غزوات العرب في فرنسا وسويسرا وإيطاليا وجزائر البحر المُتوسِّط. بيروت: دار الكُتُب العلميَّة. ص. 158.
61. ↑  ابن خلِّكان، أبو العبَّاس شمس الدين أحمد بن مُحمَّد بن إبراهيم بن أبي بكر (1994). وفيَّات الأعيان وأنباء أبناء الزمان. تحقيق إحسان عبَّاس (ط. الأولى). بيروت: دار صادر. ج. 5. ص. 227. مؤرشف من الأصل في 23 ديسمبر 2022. {{استشهاد بكتاب}}: تحقق من التاريخ في: |سنة= و|تاريخ أرشيف= (مساعدة)
62. ↑  ابن الأثير الجزري، عزُّ الدين أبي الحسن عليّ بن أبي الكرم مُحمَّد بن مُحمَّد بن عبدُ الكريم بن عبد الواحد الشيباني (1417هـ - 1997م). الكامل في التاريخ. عُمر عبد السلام تدمري (ط. الأولى). بيروت: دار الكتاب العربي. ج. 7. ص. 486. مؤرشف من الأصل في 23 ديسمبر 2022. اطلع عليه بتاريخ 23 ديسمبر 2022. {{استشهاد بكتاب}}: تحقق من التاريخ في: |تاريخ الوصول=، |سنة=، و|تاريخ أرشيف= (مساعدة)
63. ↑  عنَّان، مُحمَّد عبدُ الله (1417هـ - 1997م). دولة الإسلام في الأندلس (ط. الرابعة). القاهرة: مكتبة الخانجي. ج. 2. ص. 192. مؤرشف من الأصل في 23 ديسمبر 2022. {{استشهاد بكتاب}}: تحقق من التاريخ في: |سنة= و|تاريخ أرشيف= (مساعدة)
64. ↑  عنَّان، مُحمَّد عبدُ الله (1417هـ - 1997م). دولة الإسلام في الأندلس (ط. الرابعة). القاهرة: مكتبة الخانجي. ج. 2. ص. 195. مؤرشف من الأصل في 23 ديسمبر 2022. {{استشهاد بكتاب}}: تحقق من التاريخ في: |سنة= و|تاريخ أرشيف= (مساعدة)
65. 1 2  الحميري، أبو عبد الله مُحمَّد بن عبد الله بن عبد المنعم (1980). الروض المعطار في خبر الأقطار. إحسان عبَّاس (ط. الثانية). بيروت: مؤسسة ناصر للثقافة. ص. 455. مؤرشف من الأصل في 23 ديسمبر 2022. {{استشهاد بكتاب}}: تحقق من التاريخ في: |سنة= و|تاريخ أرشيف= (مساعدة)
66. ↑  الإدريسي، أبو عبد الله مُحمَّد بن مُحمَّد بن عبد الله (1409هـ). نُزهة المُشتاق في اختراق الآفاق (ط. الأولى). بيروت: عالم الكُتُب. ص. 584. مؤرشف من الأصل في 23 ديسمبر 2022. {{استشهاد بكتاب}}: تحقق من التاريخ في: |سنة= و|تاريخ أرشيف= (مساعدة)
67. ↑  عنَّان، مُحمَّد عبدُ الله (1417هـ - 1997م). دولة الإسلام في الأندلس (ط. الرابعة). القاهرة: مكتبة الخانجي. ج. 1. ص. 266. مؤرشف من الأصل في 23 ديسمبر 2022. {{استشهاد بكتاب}}: تحقق من التاريخ في: |سنة= و|تاريخ أرشيف= (مساعدة)
68. ↑  ابن خلدون، أبو زيد وليُّ الدين عبد الرحمٰن بن مُحمَّد بن مُحمَّد (1401هـ - 1981م). العِبَر وديوان المُبتدأ والخبر في تاريخ العرب والبربر ومن عاصرهم من ذوي الشأن الأكبر (ط. الأولى). بيروت: دار الفكر. ج. 4. ص. 265. مؤرشف من الأصل في 23 ديسمبر 2022. {{استشهاد بكتاب}}: تحقق من التاريخ في: |سنة= و|تاريخ أرشيف= (مساعدة)
69. 1 2  فريد بك، مُحمَّد؛ تحقيق: الدُكتور إحسان حقّي (1427هـ - 2006م). تاريخ الدولة العليَّة العُثمانيَّة (ط. العاشرة). بيروت: دار النفائس. ص. 242. مؤرشف من الأصل في 23 ديسمبر 2022. اطلع عليه بتاريخ 23 ديسمبر 2022. {{استشهاد بكتاب}}: تحقق من التاريخ في: |تاريخ الوصول=، |سنة=، و|تاريخ أرشيف= (مساعدة)
70. ↑  سيسالم، عصام سالم (1984). جزر الأندلس المنسية (التاريخ الإسلامي لجزر البليار) (ط. الأولى). بيروت: دار العلم للملايين. ص. 51 - 52. {{استشهاد بكتاب}}: تحقق من التاريخ في: |سنة= (مساعدة)
71. ↑  عنَّان، مُحمَّد عبدُ الله (1417هـ - 1997م). دولة الإسلام في الأندلس (ط. الرابعة). القاهرة: مكتبة الخانجي. ج. 1. ص. 25. مؤرشف من الأصل في 24 ديسمبر 2022. {{استشهاد بكتاب}}: تحقق من التاريخ في: |سنة= و|تاريخ أرشيف= (مساعدة)
72. ↑  ابن عذاري المُرَّاكشي، أبو عبد الله مُحمَّد بن مُحمَّد؛ تحقيق ومُراجعة: ج. س. كولان، إِ. ليڤي بروفنسال (1983). البيانُ المُغْرِب في اختصار أخبار ملوك الأندلُس والمغرب، الجُزء الثاني (ط. الثالثة). بيروت - لُبنان: دار الثقافة. ص. 89. {{استشهاد بكتاب}}: تحقق من التاريخ في: |سنة= (مساعدة)
73. ↑  سيسالم، عصام سالم (1984). جزر الأندلس المنسية (التاريخ الإسلامي لجزر البليار) (ط. الأولى). بيروت: دار العلم للملايين. ص. 58. {{استشهاد بكتاب}}: تحقق من التاريخ في: |سنة= (مساعدة)
74. 1 2  ابن خلدون، أبو زيد وليُّ الدين عبد الرحمٰن بن مُحمَّد بن مُحمَّد (1401هـ - 1981م). العِبَر وديوان المُبتدأ والخبر في تاريخ العرب والبربر ومن عاصرهم من ذوي الشأن الأكبر (ط. الأولى). بيروت: دار الفكر. ج. 4. ص. 210. مؤرشف من الأصل في 24 ديسمبر 2022. {{استشهاد بكتاب}}: تحقق من التاريخ في: |سنة= و|تاريخ أرشيف= (مساعدة)
75. ↑  سيسالم، عصام سالم (1984). جزر الأندلس المنسية (التاريخ الإسلامي لجزر البليار) (ط. الأولى). بيروت: دار العلم للملايين. ص. 96. {{استشهاد بكتاب}}: تحقق من التاريخ في: |سنة= (مساعدة)
76. ↑  ابن الأثير الجزري، عزُّ الدين أبي الحسن عليّ بن أبي الكرم مُحمَّد بن مُحمَّد بن عبدُ الكريم بن عبد الواحد الشيباني (1417هـ - 1997م). الكامل في التاريخ. عُمر عبد السلام تدمري (ط. الأولى). بيروت: دار الكتاب العربي. ج. 7. ص. 635. مؤرشف من الأصل في 24 ديسمبر 2022. اطلع عليه بتاريخ 23 ديسمبر 2022. {{استشهاد بكتاب}}: تحقق من التاريخ في: |تاريخ الوصول=، |سنة=، و|تاريخ أرشيف= (مساعدة)
77. ↑  ابن الكردبوس التوزري، أبو مروان عبد الملك بن مُحمَّد بن أبي القاسم (1429هـ - 2008م). الاكتفاء في أخبار الخُلفاء. تحقيق د. صالح بن عبد الله الغامدي (ط. الأولى). المدينة المنورة: الجامعة الإسلامية بالمدينة المنورة. ص. 1309. ISBN:9789960025940. {{استشهاد بكتاب}}: تحقق من التاريخ في: |سنة= (مساعدة)
78. ↑  سيسالم، عصام سالم (1984). جزر الأندلس المنسية (التاريخ الإسلامي لجزر البليار) (ط. الأولى). بيروت: دار العلم للملايين. ص. 204. {{استشهاد بكتاب}}: تحقق من التاريخ في: |سنة= (مساعدة)
79. ↑  عنَّان، مُحمَّد عبدُ الله (1417هـ - 1997م). دولة الإسلام في الأندلس (ط. الرابعة). القاهرة: مكتبة الخانجي. ج. 2. ص. 203. مؤرشف من الأصل في 24 ديسمبر 2022. {{استشهاد بكتاب}}: تحقق من التاريخ في: |سنة= و|تاريخ أرشيف= (مساعدة)
80. ↑  عنَّان، مُحمَّد عبدُ الله (1417هـ - 1997م). دولة الإسلام في الأندلس (ط. الرابعة). القاهرة: مكتبة الخانجي. ج. 2. ص. 211. مؤرشف من الأصل في 24 ديسمبر 2022. {{استشهاد بكتاب}}: تحقق من التاريخ في: |سنة= و|تاريخ أرشيف= (مساعدة)
81. ↑  ابن الكردبوس التوزري، أبو مروان عبد الملك بن مُحمَّد بن أبي القاسم (1429هـ - 2008م). الاكتفاء في أخبار الخُلفاء. تحقيق د. صالح بن عبد الله الغامدي (ط. الأولى). المدينة المنورة: الجامعة الإسلامية بالمدينة المنورة. ص. 1311. {{استشهاد بكتاب}}: تحقق من التاريخ في: |سنة= (مساعدة)
82. ↑  أشباخ، يُوسُف (1417هـ - 1996م). تاريخ الأندلُس في عهد المُرابطين والموحدين. ترجمة: مُحمَّد عبد الله عنَّان (ط. الثانية). القاهرة: مكتبة الخانجي. ص. 149. ISBN:9775046203. {{استشهاد بكتاب}}: تحقق من التاريخ في: |سنة= (مساعدة)
83. ↑  الحميري، أبو عبد الله مُحمَّد بن عبد الله بن عبد المنعم (1980). الروض المعطار في خبر الأقطار. إحسان عبَّاس (ط. الثانية). بيروت: مؤسسة ناصر للثقافة. ص. 567. مؤرشف من الأصل في 23 ديسمبر 2022. {{استشهاد بكتاب}}: تحقق من التاريخ في: |سنة= و|تاريخ أرشيف= (مساعدة)
84. ↑  سيسالم، عصام سالم (1984). جزر الأندلس المنسية (التاريخ الإسلامي لجزر البليار) (ط. الأولى). بيروت: دار العلم للملايين. ص. 281. {{استشهاد بكتاب}}: تحقق من التاريخ في: |سنة= (مساعدة)
85. ↑  عنَّان، مُحمَّد عبدُ الله (1417هـ - 1997م). دولة الإسلام في الأندلس (ط. الرابعة). القاهرة: مكتبة الخانجي. ج. 2. ص. 209 - 213. مؤرشف من الأصل في 24 ديسمبر 2022. {{استشهاد بكتاب}}: تحقق من التاريخ في: |سنة= و|تاريخ أرشيف= (مساعدة)
86. ↑  عنَّان، مُحمَّد عبدُ الله (1417هـ - 1997م). دولة الإسلام في الأندلس (ط. الرابعة). القاهرة: مكتبة الخانجي. ج. 3. ص. 77. مؤرشف من الأصل في 24 ديسمبر 2022. {{استشهاد بكتاب}}: تحقق من التاريخ في: |سنة= و|تاريخ أرشيف= (مساعدة)
87. 1 2  المُرَّاكشي، مُحيي الدين عبد الواحد بن علي التميمي (1426هـ - 2006م). المعجب في تلخيص أخبار المغرب من لدن فتح الأندلس إلى آخر عصر الموحدين. تحقيق الدكتور صلاح الدين الهواري (ط. الأولى). صيدا وبيروت: المكتبة العصرية. ص. 196. مؤرشف من الأصل في 24 ديسمبر 2022. {{استشهاد بكتاب}}: تحقق من التاريخ في: |سنة= و|تاريخ أرشيف= (مساعدة)
88. 1 2  عنَّان، مُحمَّد عبدُ الله (1417هـ - 1997م). دولة الإسلام في الأندلس (ط. الرابعة). القاهرة: مكتبة الخانجي. ج. 3. ص. 154. مؤرشف من الأصل في 24 ديسمبر 2022. {{استشهاد بكتاب}}: تحقق من التاريخ في: |سنة= و|تاريخ أرشيف= (مساعدة)
89. ↑  سيسالم، عصام سالم (1984). جزر الأندلس المنسية (التاريخ الإسلامي لجزر البليار) (ط. الأولى). بيروت: دار العلم للملايين. ص. 350. {{استشهاد بكتاب}}: تحقق من التاريخ في: |سنة= (مساعدة)
90. ↑  المُرَّاكشي، مُحيي الدين عبد الواحد بن علي التميمي (1426هـ - 2006م). المعجب في تلخيص أخبار المغرب من لدن فتح الأندلس إلى آخر عصر الموحدين. تحقيق الدكتور صلاح الدين الهواري (ط. الأولى). صيدا وبيروت: المكتبة العصرية. ص. 198. مؤرشف من الأصل في 24 ديسمبر 2022. {{استشهاد بكتاب}}: تحقق من التاريخ في: |سنة= و|تاريخ أرشيف= (مساعدة)
91. ↑  عنَّان، مُحمَّد عبدُ الله (1417هـ - 1997م). دولة الإسلام في الأندلس (ط. الرابعة). القاهرة: مكتبة الخانجي. ج. 4. ص. 150. مؤرشف من الأصل في 24 ديسمبر 2022. {{استشهاد بكتاب}}: تحقق من التاريخ في: |سنة= و|تاريخ أرشيف= (مساعدة)
92. ↑  ابن الأثير الجزري، عزُّ الدين أبي الحسن عليّ بن أبي الكرم مُحمَّد بن مُحمَّد بن عبدُ الكريم بن عبد الواحد الشيباني (1417هـ - 1997م). الكامل في التاريخ. عُمر عبد السلام تدمري (ط. الأولى). بيروت: دار الكتاب العربي. ج. 9. ص. 483. مؤرشف من الأصل في 23 ديسمبر 2022. اطلع عليه بتاريخ 23 ديسمبر 2022. {{استشهاد بكتاب}}: تحقق من التاريخ في: |تاريخ الوصول=، |سنة=، و|تاريخ أرشيف= (مساعدة)
93. ↑  عنَّان، مُحمَّد عبدُ الله (1417هـ - 1997م). دولة الإسلام في الأندلس (ط. الرابعة). القاهرة: مكتبة الخانجي. ج. 4. ص. 155 - 156. مؤرشف من الأصل في 24 ديسمبر 2022. {{استشهاد بكتاب}}: تحقق من التاريخ في: |سنة= و|تاريخ أرشيف= (مساعدة)
94. ↑  سيسالم، عصام سالم (1984). جزر الأندلس المنسية (التاريخ الإسلامي لجزر البليار) (ط. الأولى). بيروت: دار العلم للملايين. ص. 394. {{استشهاد بكتاب}}: تحقق من التاريخ في: |سنة= (مساعدة)
95. ↑  عنَّان، مُحمَّد عبدُ الله (1417هـ - 1997م). دولة الإسلام في الأندلس (ط. الرابعة). القاهرة: مكتبة الخانجي. ج. 4. ص. 157 - 158. مؤرشف من الأصل في 24 ديسمبر 2022. {{استشهاد بكتاب}}: تحقق من التاريخ في: |سنة= و|تاريخ أرشيف= (مساعدة)
96. ↑  عنَّان، مُحمَّد عبدُ الله (1417هـ - 1997م). دولة الإسلام في الأندلس (ط. الرابعة). القاهرة: مكتبة الخانجي. ج. 4. ص. 258. مؤرشف من الأصل في 24 ديسمبر 2022. {{استشهاد بكتاب}}: تحقق من التاريخ في: |سنة= و|تاريخ أرشيف= (مساعدة)
97. ↑  سيسالم، عصام سالم (1984). جزر الأندلس المنسية (التاريخ الإسلامي لجزر البليار) (ط. الأولى). بيروت: دار العلم للملايين. ص. 399. {{استشهاد بكتاب}}: تحقق من التاريخ في: |سنة= (مساعدة)
98. ↑  المُرَّاكشي، مُحيي الدين عبد الواحد بن علي التميمي (1426هـ - 2006م). المعجب في تلخيص أخبار المغرب من لدن فتح الأندلس إلى آخر عصر الموحدين. تحقيق الدكتور صلاح الدين الهواري (ط. الأولى). صيدا وبيروت: المكتبة العصرية. ص. 199. مؤرشف من الأصل في 24 ديسمبر 2022. {{استشهاد بكتاب}}: تحقق من التاريخ في: |سنة= و|تاريخ أرشيف= (مساعدة)
99. ↑  عنَّان، مُحمَّد عبدُ الله (1417هـ - 1997م). دولة الإسلام في الأندلس (ط. الرابعة). القاهرة: مكتبة الخانجي. ج. 4. ص. 260. مؤرشف من الأصل في 24 ديسمبر 2022. {{استشهاد بكتاب}}: تحقق من التاريخ في: |سنة= و|تاريخ أرشيف= (مساعدة)
100. 1 2 3  المقري التلمساني، شهاب الدين أبوالعبَّاس أحمد بن مُحمَّد بن أحمد (1997). نفح الطيب من غُصن الأندلس الرطيب وذكر وزيرها لسان الدين بن الخطيب. تحقيق إحسان عبَّاس (ط. الأولى). بيروت: دار صادر. ج. 4. ص. 469 - 471. مؤرشف من الأصل في 24 ديسمبر 2022. {{استشهاد بكتاب}}: تحقق من التاريخ في: |سنة= و|تاريخ أرشيف= (مساعدة)
101. ↑  عنَّان، مُحمَّد عبدُ الله (1417هـ - 1997م). دولة الإسلام في الأندلس (ط. الرابعة). القاهرة: مكتبة الخانجي. ج. 4. ص. 408. مؤرشف من الأصل في 24 ديسمبر 2022. {{استشهاد بكتاب}}: تحقق من التاريخ في: |سنة= و|تاريخ أرشيف= (مساعدة)
102. ↑  المُرَّاكشي، أبو عبد الله مُحمَّد بن عبد الملك الأنصاري (2012). الذيل والتكملة لكتابي الموصول والصلة. تحقيق د. إحسان عبَّاس، د. مُحمَّد بن شريفة، د. بشَّار عوَّاد معروف (ط. الأولى). تُونُس: دار الغرب الإسلامي. ج. 2. ص. 32. مؤرشف من الأصل في 24 ديسمبر 2022. {{استشهاد بكتاب}}: تحقق من التاريخ في: |سنة= و|تاريخ أرشيف= (مساعدة)
103. ↑  عنَّان، مُحمَّد عبدُ الله (1417هـ - 1997م). دولة الإسلام في الأندلس (ط. الرابعة). القاهرة: مكتبة الخانجي. ج. 4. ص. 409. مؤرشف من الأصل في 24 ديسمبر 2022. {{استشهاد بكتاب}}: تحقق من التاريخ في: |سنة= و|تاريخ أرشيف= (مساعدة)
104. ↑  دولة الإسلام في الأندلس، محمد عبد الله عنان، العصر الرابع نهاية الأندلس وتاريخ العرب المتنصرين، مكتبة الخانجي، القاهرة، الطبعة الرابعة، 1997م، ISBN 9975-0-5082-4، ص386
105. 1 2  لويس، أرشيبالد روس؛ ترجمة:أحمد مُحمَّد عيسى. القوى البحريَّة والتجاريَّة في حوض البحر المُتوسِّط (500 - 1100م) (ط. الأولى). القاهرة - مصر: مكتبة النهضة المصريَّة. ص. 164. مؤرشف من الأصل في 2020-03-23.
106. 1 2  ابن الأثير الجزري، عزُّ الدين أبي الحسن عليّ بن أبي الكرم مُحمَّد بن مُحمَّد بن عبدُ الكريم بن عبد الواحد الشيباني (1417هـ - 1997م). الكامل في التاريخ. عُمر عبد السلام تدمري (ط. الأولى). بيروت: دار الكتاب العربي. ج. 6. ص. 82. مؤرشف من الأصل في 23 ديسمبر 2022. اطلع عليه بتاريخ 23 ديسمبر 2022. {{استشهاد بكتاب}}: تحقق من التاريخ في: |تاريخ الوصول=، |سنة=، و|تاريخ أرشيف= (مساعدة)
107. ↑  تاريخ غزوات العرب في فرنسا وسويسرا وإيطاليا وجزائر البحر المتوسط، شكيب أرسلان، دار الكتب العلمية، بيروت، لبنان، ص153
108. ↑   واحدة أو أكثر من الجمل السابقة تتضمن نصاً من منشور أصبح الآن في الملكية العامة: Chisholm, Hugh, ed. (1911). "Nice (France)". Encyclopædia Britannica (بالإنجليزية) (11th ed.). Cambridge University Press. Vol. 19. pp. 646–647.
109. ↑  أرسلان، شكيب. تاريخ غزوات العرب في فرنسا وسويسرا وإيطاليا وجزائر البحر المُتوسِّط. بيروت: دار الكُتُب العلميَّة. ص. 153.
110. 1 2  عنَّان، مُحمَّد عبدُ الله (1417هـ - 1997م). دولة الإسلام في الأندلس (ط. الرابعة). القاهرة: مكتبة الخانجي. ج. 2. ص. 469. مؤرشف من الأصل في 24 ديسمبر 2022. {{استشهاد بكتاب}}: تحقق من التاريخ في: |سنة= و|تاريخ أرشيف= (مساعدة)
111. ↑  ابن خلدون، أبو زيد وليُّ الدين عبد الرحمٰن بن مُحمَّد بن مُحمَّد (1401هـ - 1981م). العِبَر وديوان المُبتدأ والخبر في تاريخ العرب والبربر ومن عاصرهم من ذوي الشأن الأكبر (ط. الأولى). بيروت: دار الفكر. ج. 4. ص. 265. مؤرشف من الأصل في 23 ديسمبر 2022. {{استشهاد بكتاب}}: تحقق من التاريخ في: |سنة= و|تاريخ أرشيف= (مساعدة)
112. ↑  بيرين، هنري (1996). تاريخ أوربَّا في العُصُور الوُسطى (الحياة الاقتصادية والاجتماعيَّة). ترجمة: د. عطيَّة القوصي. القاهرة: الهيئة المصرية العامة للكتاب. ص. 11. {{استشهاد بكتاب}}: تحقق من التاريخ في: |سنة= (مساعدة)
113. ↑  لويس، أرشيبالد روس؛ ترجمة:أحمد مُحمَّد عيسى. القوى البحريَّة والتجاريَّة في حوض البحر المُتوسِّط (500 - 1100م) (ط. الأولى). القاهرة - مصر: مكتبة النهضة المصريَّة. ص. 308. مؤرشف من الأصل في 2020-03-23.
114. ↑  الزركلي، خير الدين بن محمود بن مُحمَّد (2002). الأعلام (ط. الخامسة عشر). بيروت: دار العلم للملايين. ج. 8. ص. 139. مؤرشف من الأصل في 24 ديسمبر 2022. {{استشهاد بكتاب}}: تحقق من التاريخ في: |سنة= و|تاريخ أرشيف= (مساعدة)
115. ↑  عنَّان، مُحمَّد عبدُ الله (1417هـ - 1997م). دولة الإسلام في الأندلس (ط. الرابعة). القاهرة: مكتبة الخانجي. ج. 2. ص. 466. مؤرشف من الأصل في 23 ديسمبر 2022. {{استشهاد بكتاب}}: تحقق من التاريخ في: |سنة= و|تاريخ أرشيف= (مساعدة)
116. ↑  لويس، أرشيبالد روس؛ ترجمة:أحمد مُحمَّد عيسى. القوى البحريَّة والتجاريَّة في حوض البحر المُتوسِّط (500 - 1100م) (ط. الأولى). القاهرة - مصر: مكتبة النهضة المصريَّة. ص. 230. مؤرشف من الأصل في 2020-03-23.
117. ↑  أرسلان، شكيب. تاريخ غزوات العرب في فرنسا وسويسرا وإيطاليا وجزائر البحر المُتوسِّط. بيروت: دار الكُتُب العلميَّة. ص. 156.
118. 1 2  عنَّان، مُحمَّد عبدُ الله (1417هـ - 1997م). دولة الإسلام في الأندلس (ط. الرابعة). القاهرة: مكتبة الخانجي. ج. 2. ص. 467. مؤرشف من الأصل في 24 ديسمبر 2022. {{استشهاد بكتاب}}: تحقق من التاريخ في: |سنة= و|تاريخ أرشيف= (مساعدة)
119. ↑  الحرستاني، أبو أسامة محمود بن شاكر شاكر (1421هـ - 2000م). التاريخ الإسلامي (PDF) (ط. الثامنة). بيروت: المكتب الإسلامي. ج. 6. ص. 163. مؤرشف من الأصل (PDF) في 2022-02-07. {{استشهاد بكتاب}}: تحقق من التاريخ في: |سنة= (مساعدة)
120. ↑  عنَّان، مُحمَّد عبدُ الله (1417هـ - 1997م). دولة الإسلام في الأندلس (ط. الرابعة). القاهرة: مكتبة الخانجي. ج. 2. ص. 468. مؤرشف من الأصل في 24 ديسمبر 2022. {{استشهاد بكتاب}}: تحقق من التاريخ في: |سنة= و|تاريخ أرشيف= (مساعدة)
121. ↑  عنَّان، مُحمَّد عبدُ الله (1417هـ - 1997م). دولة الإسلام في الأندلس (ط. الرابعة). القاهرة: مكتبة الخانجي. ج. 2. ص. 474. مؤرشف من الأصل في 24 ديسمبر 2022. {{استشهاد بكتاب}}: تحقق من التاريخ في: |سنة= و|تاريخ أرشيف= (مساعدة)
122. ↑  لويس، أرشيبالد روس؛ ترجمة:أحمد مُحمَّد عيسى. القوى البحريَّة والتجاريَّة في حوض البحر المُتوسِّط (500 - 1100م) (ط. الأولى). القاهرة - مصر: مكتبة النهضة المصريَّة. ص. 314. مؤرشف من الأصل في 2020-03-23.
123. 1 2 3 4  المصري، جميل عبد الله مُحمَّد (1406هـ - 1986م). حاضر العالم الإسلامي وقضاياه المُعاصرة (ط. الأولى). المدينة المُنوَّرة - السُعُوديَّة: الجامعة الإسلاميَّة بِالمدينة المُنوَّرة. ص. 611 - 612. مؤرشف من الأصل في 5 أبريل 2020. اطلع عليه بتاريخ 31 آذار (مارس) 2020م. {{استشهاد بكتاب}}: تحقق من التاريخ في: |تاريخ الوصول= و|سنة= (مساعدة)
124. 1 2 3  المغلوث، سامي بن عبد الله بن أحمد (1434هـ - 2013م). أطلس تاريخ العصر المملوكي (ط. الأولى). الرياض - السُعُوديَّة: مكتبة العبيكان. ص. 215 - 217. ISBN:9786035034029. مؤرشف من الأصل في 5 أبريل 2020. اطلع عليه بتاريخ 1 نيسان (أبريل) 2020م. {{استشهاد بكتاب}}: تحقق من التاريخ في: |تاريخ الوصول= و|سنة= (مساعدة)
125. ↑  الإمام، مُحمَّد كمال (26 حُزيران (يونيو) 2015م). "رودس تعاقبت على فتحها الخلافات الإسلاميَّة". جريدة الاتحاد. مؤرشف من الأصل في 1 نيسان (أبريل) 2020م. اطلع عليه بتاريخ 1 نيسان (أبريل) 2020م. {{استشهاد ويب}}: تحقق من التاريخ في: |تاريخ الوصول=، |تاريخ=، و|تاريخ أرشيف= (مساعدة)
126. ↑  الطبري، أبو جعفر مُحمَّد بن جُریر؛ تحقيق: مُحمَّد أبو الفضل إبراهيم (1387هـ - 1967م). تاريخ الرُّسُل والمُلُوك (PDF) (ط. الثانية). القاهرة - مصر: دار المعارف. ج. الجُزء الرابع. ص. 258. مؤرشف من الأصل (PDF) في 12 أغسطس 2019. اطلع عليه بتاريخ 23 آذار (مارس) 2020م. {{استشهاد بكتاب}}: تحقق من التاريخ في: |تاريخ الوصول= و|سنة= (مساعدة)

### بِلُغاتٍ أجنبيَّة
1. ↑  Nicolle، David (2009). The Great Islamic Conquests AD 632-750. Osprey Publishing. ص. 57. ISBN:978-1-84603-273-8. مؤرشف من الأصل في 2022-05-29.
2. ↑  Mariti, Giovanni (1792): Travels Through Cyprus, Syria, and Palestine; with a General History of the Levant. Translated from the Italian Printed for P. Byrne, Item notes: v. 1 نسخة محفوظة 26 أغسطس 2016 على موقع واي باك مشين.
3. ↑  Carl F. Petry (ed.), The Cambridge History of Egypt, Volume One, Islamic Egypt 640–1517, Cambridge University Press, 1998, 67. (ردمك 0-521-47137-0)
4. ↑  Treadgold، Warren [بالإنجليزية] (1997). A History of the Byzantine State and Society. Stanford, California: Stanford University Press. ص. 314. ISBN:0-8047-2630-2. مؤرشف من الأصل في 2022-05-17.
5. ↑  Treadgold، Warren [بالإنجليزية] (1997). A History of the Byzantine State and Society. Stanford, California: Stanford University Press. ص. 313. ISBN:0-8047-2630-2.
6. ↑  Christides، Vassilios (1981). The Raids of the Moslems of Crete in the Aegean Sea: Piracy and Conquest. ج. 51. ص. 89. {{استشهاد بكتاب}}: |صحيفة= تُجوهل (مساعدة)
7. ↑  Makrypoulias, Christos G. (2000). Byzantine Expeditions against the Emirate of Crete c. 825–949. Graeco-Arabica. 7–8. pp. 347–362.
8. ↑  Treadgold, Warren (1988). The Byzantine Revival, 780–842. Stanford, California: Stanford University Press. ISBN 978-0-8047-1462-4. pp. 268
9. ↑  Gregory, Timothy E.; Ševčenko, Nancy Patterson (1991). "Euboea". In Kazhdan, Alexander (ed.). The Oxford Dictionary of Byzantium. Oxford and New York: Oxford University Press. pp. 736–737. ISBN 978-0-19-504652-6.
10. ↑  Pryor، John H.؛ Jeffreys، Elizabeth M. (2006). The Age of the ΔΡΟΜΩΝ: The Byzantine Navy ca. 500–1204. Leiden, The Netherlands and Boston, Massachusetts: Brill Academic Publishers. ص. 61. ISBN:978-90-04-15197-0. مؤرشف من الأصل في 2020-04-01.
11. ↑  Christides, Vassilios (1981). The Raids of the Moslems of Crete in the Aegean Sea: Piracy and Conquest. Byzantion. 51. pp. 94
12. ↑  Canard, M. (1971). "Iḳrīṭis̲h̲". In Lewis, B.; Ménage, V. L.; Pellat, Ch. & Schacht, J. (eds.). The Encyclopaedia of Islam, New Edition, Volume III: H–Iram. Leiden: E. J. Brill. pp. 1084.
13. ↑  Treadgold, Warren (1997). A History of the Byzantine State and Society. Stanford, California: Stanford University Press. ISBN 0-8047-2630-2. p.493-495
14. ↑  Bosworth، C. E.؛ Van Donzel، E.؛ Lewis، B.؛ Pellat، Ch.، المحررون (1987). The Encyclopedia of Islam. لايدن: دار بريل للنشر. ص. 295. ISBN:9004086595. مؤرشف من الأصل في 2017-10-18.
15. ↑  Blouet، Brian W. (2007). The Story of Malta. Allied Publications. ص. 41. ISBN:9789990930818.
16. ↑  Wettinger، Godfrey (1995). "The 'Norman' Heritage of Malta : GODFREY WETTINGER sifts the evidence surrounding Count Roger's visit in 1091" (PDF). Treasures of Malta. ج. 1 ع. 3: 34–39. مؤرشف من الأصل (PDF) في 2017-12-08.
17. ↑  Dalli، Charles (2005). "The Siculo-African Peace and Roger I's Annexation of Malta in 1091". في Cortis، Toni؛ Gambin، Timothy (المحررون). De Triremibus: Festschrift in honour of Joseph Muscat (PDF). Publishers Enterprises Group (PEG) Ltd. ص. 273. ISBN:9789990904093. مؤرشف من الأصل (PDF) في 2018-01-02.
18. ↑  McDonald، Neil (2016). Malta & Gozo – A Megalithic Journey. Megalithic Publishing. ص. 67–72. ISBN:9781326598358. مؤرشف من الأصل في 2020-03-23.
19. ↑  Uwe Jens Rudolf؛ Warren G. Berg (27 أبريل 2010). "Chronology". Historical Dictionary of Malta (ط. الثانية (المُصوَّرة)). Scarecrow Press. ص. xxviii. ISBN:9780810873902.
20. ↑  "Arab Heritage in Malta - The Baheyeldin Dynasty". baheyeldin.com. مؤرشف من الأصل في 2019-08-12. اطلع عليه بتاريخ 2018-04-15.
21. ↑  "page 37" (PDF). مؤرشف من الأصل (PDF) في 2016-08-06.
22. ↑  Stefan Goodwin (1 يناير 2002). "2 (Islam and Realignments)". Malta, Mediterranean Bridge (ط. المُصوَّرة). Greenwood Publishing Group. ص. 28. ISBN:9780897898201. مؤرشف من الأصل في 2022-06-26. أنشأت مستعمرة لوتشرا الإيطالية كمنفى لمسلمي صقلية سنة 1223م، مما دفع البعض للتكهن بأنه كان هناك طرد لمسلمي مالطة بدءً من سنة 1224م. ورغم ذلك، يستحيل عمليًا التوفيق بين ذلك، وتقرير 1240-1241م الذي أرسله غيلبرت حاكم مالطة إلى فريدريك الثاني ملك صقلية، الذي أحصى فيه في تلك السنة وجود 836 عائلة عربيَّة أو مُسلمة، و250 عائلة مسيحيَّة، و36 عائلة يهوديَّة في جزيرتي مالطة وتابعتها غوزو. كما ذكر ابن خلدون أن مُسلمي مالطة نُقلوا إلى مستعمرة لوتشرا الإيطالية حوالي سنة 1249م.
23. ↑  Castillo، Dennis Angelo (2006). The Maltese Cross: A Strategic History of Malta. Greenwood Publishing Group. ص. 36–37. ISBN:0313323291. مؤرشف من الأصل في 2020-03-23.
24. ↑  "Malta History". Jimdiamondmd.com. مؤرشف من الأصل في 2019-09-16. اطلع عليه بتاريخ 2008-10-12.
25. 1 2  Badger، George Percy (1838). Description of Malta and Gozo. Malta: M. Weiss. ص. 292. مؤرشف من الأصل في 2020-03-26.
26. ↑  Bain، Carolyn (2007). Malta & Gozo. Lonely Planet. ص. 21. ISBN:9781741045406. مؤرشف من الأصل في 2019-03-28.
27. ↑  Arnold Cassola, The 1565 Ottoman Malta Campaign Register, (Publishers Enterprise Group: Malta, 1998), p. 111.
28. ↑  Francesco Balbi di Correggio / translated by: Ernle Bradford (1965). The Siege of Malta, 1565. London.
29. ↑  E.J. Brill First Encyclopaedia of Islam, 1913–1936, Volume 4 page 889
30. ↑  Vassallo, Giovanni Antonio (1854). Storia di Malta. Tip. Francesco Cumbo. pp. 647–649.
31. ↑  Bruce، Travis (2006)، "The Politics of Violence and Trade: Denia and Pisa in the Eleventh Century" (PDF)، Journal of Medieval History، ج. 32، ص. 132، DOI:10.1016/j.jmedhist.2006.04.004، S2CID:154206387، مؤرشف من الأصل (PDF) في 2016-03-02
32. ↑  Monumenta Germaniae Historica, Scriptores rerum Langobardicarum et Italicarum saec. VI-IX, p. 11.
33. ↑  Tabacco, Giovanni (1989): The Struggle for Power in Medieval Italy: Structures and Political Rule. (Cambridge Medieval Textbooks.) Cambridge: Cambridge University Press, p. 181
34. ↑  Lev, Yaacov (2012). "A Mediterranean Encounter: The Fatimids and Europe, Tenth to Twelfth Centuries". In Ruthy Gertwagen; Elizabeth Jeffreys (eds.). Shipping, Trade and Crusade in the Medieval Mediterranean: Studies in Honour of John Pryor. Ashgate. pp. 134.
35. ↑  Guglielmotti, Alberto P.: La guerra dei pirati e la marina pontificia dal 1500 al 1560, Vol. 2. Florence: Successori Le Monnier, 1876, pp. 88–91 نسخة محفوظة 5 أبريل 2020 على موقع واي باك مشين.
36. ↑  History of the Ottoman Empire and Modern Turkey, Ezel Kural Shaw, p. 106  نسخة محفوظة 5 أبريل 2020 على موقع واي باك مشين. [وصلة مكسورة]
37. ↑  New Turkes: Dramatizing Islam and the Ottomans in Early Modern England, Matthew Dimmock, p. 49  نسخة محفوظة 5 أبريل 2020 على موقع واي باك مشين.
38. ↑  The Mediterranean and the Mediterranean world in the age of Philip II by Fernand Braudel p.929ff نسخة محفوظة 5 أبريل 2020 على موقع واي باك مشين.
39. ↑  Gary B. Doxey (1996), "Norwegian Crusaders and the Balearic Islands", Scandinavian Studies, 10–1. نسخة محفوظة 30 يونيو 2016 على موقع واي باك مشين.
40. ↑  Gary B. Doxey (1996), "Norwegian Crusaders and the Balearic Islands", Scandinavian Studies, 10–11. In the Liber maiolichinus the Norwegian king is referred to only as rex Norgregius, and is recorded as sailing with 100 ships, though the later sagas record sixty.
41. ↑  Silvia Orvietani Busch (2001), Medieval Mediterranean Ports: The Catalan and Tuscan Coasts, 1100 to 1235 (BRILL, (ردمك 90-04-12069-6)), 211. The fleet had left Pisa in August.
42. ↑  Herradón، Oscar (2008). Jaime I el Conquistador, el rey cruzado (James I the Conqueror, king of the crusades). ص. 15. ISSN:1699-7913. {{استشهاد بكتاب}}: |عمل= تُجوهل (مساعدة)
43. ↑  Víctor Balaguer. "Historia de Cataluña (History of Catalonia)" (بالإسبانية). Archived from the original on 2016-03-03. Retrieved 2013-01-17.
44. ↑  Vv.aa (1958). Boletín de la Real Academia de la Historia (Bulletin from the Royal Academy of History). Volume CLXXIII. Number I. year 1976 (بالإسبانية). Real academia de la historia. Archived from the original on 2020-03-26. Retrieved 2013-01-17.
45. ↑  Enrique Martínez Ruíz, Emilio de Diego. Del imperio almohade al nacimiento de Granada (1200-1265) (About the Almohad empire at the birth of Granada) (بالإسبانية). Archived from the original on 2020-03-26. Retrieved 2013-01-17.
46. ↑  An Historical Geography of the Ottoman Empire p.99 نسخة محفوظة 22 مارس 2017 على موقع واي باك مشين.
47. ↑  Garnier, Edith L'Alliance Impie Editions du Felin, 2008, Paris (ردمك 978-2-86645-678-8), p.26
48. ↑  Pillaging the empire: piracy in the Americas, 1500-1750 by Kris E. Lane p.15 نسخة محفوظة 25 يوليو 2014 على موقع واي باك مشين.
49. ↑  Garnier, Edith L'Alliance Impie Editions du Felin, 2008, Paris (ردمك 978-2-86645-678-8), p.27
50. ↑  E.J. Brill's first encyclopaedia of Islam 1913-1936 by M. Th. Houtsma p.872 نسخة محفوظة 17 يناير 2020 على موقع واي باك مشين.
51. ↑  "In the middle soars an obelisk commemorating the futile defense against the Turks in 1558, a brutal episode that was actually something of an accident. The Ottomans had dispatched 15,000 soldiers and 150 warships west to assist their French allied against the Habsburg": Lee, p. 171 ff.
52. ↑  Carr, Matthew, Blood and Faith: the Purging of Muslim Spain (Leiden, 1968), p. 120. نسخة محفوظة 28 يناير 2019 على موقع واي باك مشين.
53. ↑  Lankila، Tommi P. (2013). "The Saracen Raid of Rome in 846: An Example of Maritime Ghazw". في Sylvia Akar؛ Jaakko Hämeen-Anttila؛ Inka Nokso-Koivisto (المحررون). Travelling through Time: Essays in honour of Kaj Öhrnberg. Studia Orientalia, vol. 114. Helsinki: Societas Orientalis Fennica. ص. 93–120.
54. ↑  Gregorovius, Ferdinand (1988). Storia della città di Roma nel Medioevo (in Italian). 3. Roma: Gherardo Casini Editore. ISBN 978-88-403-8175-6., p.99
55. ↑  Gregorovius, Ferdinand (1988). Storia della città di Roma nel Medioevo (in Italian). 3. Roma: Gherardo Casini Editore. ISBN 978-88-403-8175-6., p.103
56. ↑  Pavoni, Romeo (1992). Liguria medievale: da provincia romana a stato regionale. ECIG., p. 231.
57. ↑  Epstein, Steven A. (1996). Genoa and the Genoese, 958–1528. University of North Carolina Press., pp. 14–15.
58. ↑  Pasquale Villari (1910)، "Pisa"، Encyclopædia Britannica Eleventh Edition (ط. الحادية عشر)، New York، OCLC:14782424{{استشهاد}}:  صيانة الاستشهاد: مكان بدون ناشر (link)
59. ↑  The Mediterranean and the Mediterranean world in the age of Philip II by Fernand Braudel p.924 نسخة محفوظة 5 أبريل 2020 على موقع واي باك مشين.
60. ↑  Benjamin Vincent (1910)، "Marseilles"، Haydn's Dictionary of Dates (ط. الخامسة والعشرون)، London: Ward, Lock & Co.، hdl:2027/loc.ark:/13960/t89g6g776
61. ↑  Sir Edward Shepherd Creasy. History of the Ottoman Turks: From the Beginning of Their Empire to the ... ص. 286. مؤرشف من الأصل في 2020-01-29. اطلع عليه بتاريخ 2016-12-02. {{استشهاد بكتاب}}: |موقع= تُجوهل (مساعدة)

## الوصلات الخارجية
- فضائل الصحابة، غزوات ومعارك إسلامية، فتح قبرص، شبكة منهاج السنة.
- الخلفاء الراشدون: 16-عثمان فتح قبرص، على يوتيوب
- أم حرام بنت ملحان، موقع قصة الإسلام، إشراف راغب السرجاني.